# 遊☆戯☆王ARC-V
- 遊☆戯☆王 > アニメ作品 > 遊☆戯☆王ARC-V
- テレビ東京 > テレビ東京の番組 > テレビ東京系アニメ > 遊☆戯☆王ARC-V

『遊☆戯☆王ARC-V』（ゆうぎおうアーク・ファイブ）は、テレビ東京系列で放送されていたテレビアニメ、2014年4月6日から2017年3月26日まで放送された。漫画版についても本項で記述する。『遊戯王アーク・ファイブ』、「遊戯王ARC-V」 などと表記されることもある。

## 概要
『遊☆戯☆王デュエルモンスターズ』、『遊☆戯☆王デュエルモンスターズGX』、『遊☆戯☆王5D's』、『遊☆戯☆王ZEXAL』に続くテレビ東京系列で放映された『遊☆戯☆王』のアニメシリーズ第5作目である。今までの作品と同じく『遊☆戯☆王アーク・ファイブ オフィシャルカードゲーム』とタイアップをしている。
パラレルワールドを題材にしており、過去の遊戯王アニメ作品の設定や登場人物が違う役割で登場するスター・システムが用いられている。また、中盤以降、群像劇の色合いが強いのも特徴。
これまでの作品のキャラクター原案は原作者である高橋和希であったが、今作では漫画版『遊☆戯☆王ZEXAL』の三好直人が担当している。監督は『遊☆戯☆王5D's』で同職を担当した小野勝巳、シリーズ構成は『遊☆戯☆王ZEXAL』で脚本を担当した上代務、キャラクターデザインは同作でゲストキャラクターデザインと作画監督を担当した横田明美、テレビシリーズで初となる総作画監督はこれまでの4作品で作画監督を担当した原憲一が起用されている。
2015年9月13日の第73話から9月27日の第75話にかけて、『遊☆戯☆王』シリーズの通算777話を記念し、『Vジャンプ』2015年7月号に使われた表紙のイラストとTVシリーズの映像を流用した歴代主人公の登場する特別版のオープニングを放送した。また、同年の9月10日に発売された『アニメディア』10月号においては、各作品のキャラクターデザインのお祝いイラストメッセージと主人公を担当した声優陣のお祝いメッセージが掲載された。
テレビ東京は2014年3月30日に『「遊☆戯☆王ARC-V」もうすぐ放送開始スペシャル!!』を放送した。本編に先駆けた情報の公開・声優陣紹介・主題歌発表などで構成された。その他の出演者はマギー審司、Hi-Hi等。
放送前の2014年3月17日から放送スタート後の4月21日まで「モンスターデザインコンテスト」を開催し、視聴者のデザインした「トランプ・ウィッチ」が採用され、第26話で「EMトランプ・ウィッチ」として登場し遊矢が使用した。このカードは後に「THE SECRET OF EVOLUTION」で収録されている。
『Vジャンプ』2014年7月号では原作が高橋和希（スタジオ・ダイス）、作画が三好直人の特別読切漫画が掲載された。同紙の2015年10月号では原案・監修が高橋和希（スタジオ・ダイス）、ストーリーが吉田伸、作画が三好直人、デュエル構成が彦久保雅博の漫画『遊☆戯☆王ARC-V』として連載が開始された。

## 物語
海岸沿いに位置し、赤馬零王の開発した「質量を持つ立体幻影（ソリッド・ビジョン）」の普及によって「アクション・デュエル」が誕生し、デュエル技術のみが進歩している「舞網市」が舞台となっている。
36話において遊矢達の世界とはまた別の次元が存在し、それぞれ主戦術としているデュエルの召喚法によって呼ばれていることが判明した。後述のように、作中において遊矢達の世界をスタンダード次元、素良とユーリ達の世界を融合次元、ユートと黒咲達の世界をエクシーズ次元と呼び、その他にユーゴ達のシンクロ次元が存在する。

### スタンダード（1話〜53話）
かつてアクションデュエルでエンターテイメントデュエリストとして名をはせた榊遊勝。しかし彼は3年前にストロング石島とのデュエル前に失踪。彼の息子榊遊矢は、そのことに傷つきながらも父を尊敬し、エンタメデュエリストを目指している。そんなある日、エキシビションとしてストロング石島とのデュエルの話が持ち上がり、遊矢はそれを受ける。ストロング石島とのデュエルで健闘するも、追い詰められた遊矢。しかし、その時、父から託されたペンデュラムが光り輝き、彼のカードが書き換わった。遊矢はペンデュラム召喚を行い、オッドアイズ・ペンデュラム・ドラゴンでストロング石島に勝利する。
幼馴染の柊柚子や権現坂昇のサポート。謎の少年、紫雲院素良や、自分以外でペンデュラム召喚を使うレオ・コーポレーション社長、赤馬零児との出会いを経て、遊矢はペンデュラム召喚使いとして成長していく。
一方で赤馬零児はプロフェッサー・赤馬零王率いる融合次元「アカデミア」に対抗するため、プロデュエリストを目指す者達の登竜門「舞網チャンピオンシップ」を開催し、参加者の中から世界を守るための槍となる戦士、ランサーズを選抜しようとしていた。
大会が進む中、遊矢はアカデミアによって侵略されたエクシーズ次元のレジスタンスであり、自分と同じ顔を持つユート。そしてシンクロ次元のデュエリスト、ユーゴと出会い、4つの次元とその間で起きている次元戦争のことを知る。
その裏で、融合次元では赤馬零王が柚子を捕まえるべく、遊矢と同じ顔を持つ4人目の男ユーリを遊矢たちの住む世界、スタンダードへと送り込んでいた。そして、アカデミアに柚子と同じ顔をした妹瑠璃を攫われたユートの仲間黒咲隼を探しに同じく柚子と同じ顔の少女セレナもスタンダードへ向かう。
3回戦バトルロイヤルはセレナに加え、LDSでありながらアカデミアに通じるデニス・マックフィールドや風魔一族の日影と月影、敗者復活戦を認められた沢渡シンゴ、ユーゴも入り交じる大混戦となりながらも、生き残った遊矢達ジュニアユースのメンバーとセレナは、零児が創設したランサーズのメンバーに選ばれる。その裏でユーリに襲われた柚子はユーゴと共に以前から不思議な現象を起こしていたブレスレットの力で姿を消してしまう。
ランサーズの結成と別次元の脅威を世界に伝えた零児は遊矢・権現坂・黒咲・沢渡・月影・デニス・セレナ・ジュニア選手権で優勝した弟赤馬零羅と共に融合次元に対抗すべく、シンクロ次元と同盟を結ぶために次元を超えた。

### シンクロ次元（54話〜99話）
シンクロ次元と同盟を結ぶため、そしてシンクロ次元に飛ばされてしまった柚子を救うため遊矢とランサーズはシンクロ次元・シティへやってくるが、到着直後に遊矢たちは警察組織「セキュリティ」に包囲されてしまう。しかしその窮地をシティのデュエリスト、クロウ・ホーガンによって救われる。そしてシティがトップスとコモンズに分かれた超格差社会であり、人々が自由の象徴であるライディング・デュエルに熱狂する世界だと知るのだった。
アカデミアを離反し、シンクロ次元の支配を目論む治安維持局長官ジャン・ミシェル・ロジェの策略によってランサーズは囚われの身となってしまうが、シティの意思決定組織行政評議会へ零児が接触に成功し、次元戦争への理解を得ていた。評議会はランサーズの力を測るため、遊矢達をフレンドシップカップへ出場させ、その前夜祭で遊矢はシティ最強のデュエリスト、ジャック・アトラスとデュエルするがジャックの圧倒的な力に敗北し、ジャックは遊矢に「お前のデュエルは独りよがりに過ぎない。エンターテイメントに程遠い」と言い放つ。
そして遊矢は敗者が地下のゴミ処理施設で強制労働をさせられる事を知り、観衆に敗者の末路を訴えるが、競争社会で生きる人々にその訴えは届かなかった。自分の信じるデュエルが通じない現実に遊矢の心は晴れずにいたが、月影から零羅のメッセージを得た遊矢は自身のデュエルが「独りよがり」である意味を悟り、次元戦争やランサーズへの理解、敗者の末路を変えるには勝つしかないという答えを得て、シティに本当の笑顔を取り戻すことを決意する。
しかし、デニスがアカデミアであり、瑠璃の拉致への関与が暴露されたことで事態は急変する。ロジェは「キングス・ギャンビット」を発動して行政評議会を制圧。シティの主導権を握り、遊矢も再会した素良を通じてアカデミアが柚子とセレナを捕まえるために動き出していることを知るのだった。
フレンドシップカップ三日目の夜、遂にユーリとアカデミアの精鋭部隊「オベリスク・フォース」が現れた。遊矢と地下へ送られたランサーズはすぐさま迎撃に向かい、素良もアカデミアと決別しランサーズに協力。柚子やセレナと同じ顔の幼馴染みリンを連れ去られたユーゴもその犯人であるユーリを追う。そして、ロジェもアカデミアより先に柚子とセレナを確保すべく、凶悪犯セルゲイ・ヴォルコフとセキュリティを迎撃に回す。ランサーズとユーゴ、アカデミア、ロジェによる三つ巴の戦いがシティで繰り広げられる中、クロウの仲間シンジ・ウェーバーもトップスの支配を覆すべく革命を起こす。
アカデミアとの激戦の中、ユーゴのクリアウィング・シンクロ・ドラゴン、ユーリのスターヴ・ヴェノム・フュージョン・ドラゴン、ユートのダーク・リベリオン・エクシーズ・ドラゴン、そして遊矢のオッドアイズ・ペンデュラム・ドラゴンが集まった時、遊矢達四人とドラゴンが共鳴を始め、ユーゴとユーリはどこかへと消える。
アカデミア・ロジェとの三つ巴の争いで、セレナはアカデミア、柚子はセルゲイに連れていかれてしまう。柚子を確保したロジェは大会の準決勝でセルゲイにジャックを倒させようとするが、セルゲイはジャックに敗れ、コモンズ達に破壊されてしまう。
二人を守れなかった遊矢は柚子を助けに行こうとするが、ジャックのデュエルと柚子の檄により、ジャックとデュエルすることを決める。
コモンズによる暴動で波乱のまま幕を開けたフレンドシップカップ決勝戦、いまだに父・遊勝のエンタメデュエルに固執する遊矢にジャックは怒りを表す。しかし遊矢が「ペンデュラム召喚」が自身のオリジナルのデュエルだと気付き、チューナーを必要としないシンクロ召喚やペンデュラム召喚を駆使したコンボ戦術によってジャックを破り、シティを笑顔でひとつにした。
一方、柚子を連れてアカデミアへ逃げ込もうとしたロジェも零児に倒され、遊矢はジャックとクロウの協力で柚子を取り戻した。しかし、万策尽きたロジェはシティとランサーズを道連れにすべく次元転送装置を暴走させてワームホールに吸い込まれた。更に遊矢、柚子、権現坂、沢渡、黒咲の5人も別の次元へ飛ばされてしまう。

### エクシーズ次元＆融合次元（100話〜125話）
ロジェが暴走させた次元転送装置により遊矢、権現坂、沢渡、黒咲が飛ばされた先はアカデミアの侵略により廃墟と化したエクシーズ次元・ハートランドだった。
アカデミアによる無抵抗の一般市民のカード化が繰り返される中、遊矢たちはアカデミアの兵士をカード化するデュエリスト、天城カイトと出会い、レジスタンスの神月アレンと笹山サヤカからカイトの家族がアカデミアにカード化された事を知る。
一方、柚子は運悪くアカデミアが存在する融合次元に飛ばされていた。アカデミアの追っ手から追われるところを儀式召喚使い・天上院明日香に救われた柚子はアカデミアから脱走した生徒たちが集まるデュエルスクール遊勝塾で3年前に行方を暗ました榊遊勝と再会し、ユーゴとも合流した。遊勝は3年前に零児から次元戦争のことを聞き、それを阻止すべく融合次元へ向かったつもりがエクシーズ次元へ飛ばされ、更にハートランドを侵攻する総司令官エド・フェニックスによって融合次元に飛ばされていたのだった。
復讐に囚われるカイト。ランサーズを討伐するためハートランドに派遣されたタイラー姉妹。そしてデュエルは戦いの道具であるとして「デュエルで笑顔を」という考えを否定するエド・フェニックスらと遊矢たちはデュエルを繰り広げ、その心を溶かしていく。
過ちに気付き、プロフェッサーと決別したエドの協力を得て、負傷した黒咲をエドに預けたランサーズはカイトと共に融合次元へ向かい、柚子と合流する。一方、帰還したデニスは遊勝達を追うがカイトとのデュエルに敗れ、ランサーズへの仲間としての想いと瑠璃とリンの居場所を告げて自らカード化して自決する。そして、柚子もまたアカデミアに洗脳されたセレナによって連れ去られるが、シンクロ次元に取り残された零児達がクロウと共に合流し、プロフェッサーが実行しようとしているアークエリア・プロジェクトとリバイバル・ゼロに遊矢と柚子、二人と同じ顔の8人が根幹をなす事実を零児から聞かされる。
遊矢達より一足先にアカデミアに乗り込んだユーゴとカイトはリンと瑠璃を見つけるが、二人はセレナと同様アカデミアの研究者ドクトルのパラサイト・フュージョナーによってプロフェッサーの忠実な兵士とされていた。アカデミアとの激戦の中、ジャックも合流するがクロウと月影、明日香がカードにされると共に柚子もドクトルによって洗脳されていた。怒りに燃える遊矢とユートは覇王黒竜 オッドアイズ・リベリオン・ドラゴンに続く第二の竜覇王烈竜 オッドアイズ・レイジング・ドラゴンで瑠璃とセレナを撃破するが、二人の洗脳を解くことは出来ず、ドクトルの研究室に閉じ込められてしまう。そして、零児と遊勝は零羅と共にプロフェッサーに対面していた。

### 第五次元アークファイブ（126話〜140話）
プロフェッサー赤馬零王は驚愕の真実を語る。かつて四つの次元は一つの世界であった。その世界でプロフェッサーはリアルソリッドビジョンシステムを完成させ、デュエルを新たなステージ、すなわちスタンダードのアクションデュエルへと導いたのだった。しかし、その中で一人のデュエリストが相手を傷つけるスタイルに目覚める。最初は動揺した客達も熱狂し、彼も客の要望に応え、他のデュエリスト達も彼と同じスタイルを取る。そして、彼はスタンダード、融合、シンクロ、エクシーズの頂点に位置する4体のドラゴンを操り世界の頂点に立った。その男の名はズァーク。ズァークは「もっと強く、もっと激しく、もっと興奮するデュエルを求める」人々の飽くなき欲求によって暴走、リアルソリッドビジョンで身体を得たドラゴン達は人間の欲求を満たすために戦わされた報復を始める。更にズァークは時空を司るアストログラフ・マジシャンの力で4体のドラゴンと一つになり覇王龍ズァークとして世界を破滅させようとしていた。
悪魔を生み出した責任を果たすべく、プロフェッサーはズァークを倒すために自然界の力を宿す四枚のカードを作り出した。その四枚のカードを彼の娘レイが持ち出し、ズァークに挑む。その時、ズァークは4体のドラゴンに分裂すると共に世界も四つの次元に別れた。分裂した世界でプロフェッサーは娘を探し、レイが四つの次元で柚子、セレナ、瑠璃、リンとして生まれ変わったことを突き止めた。そして、アカデミアにカード化させた人々達の生命エネルギーで四つの次元を統合した第五次元 アークファイブを作り、レイを復活させようとしていた。それこそがアークエリアプロジェクトとリバイバルゼロの真実。そして、ズァークもレイと同じく遊矢、ユート、ユーゴ、ユーリの四人に別れていた。
次元を統合すると共に柚子達をレイに戻そうとするプロフェッサーを阻止するために、遊矢と零児はプロフェッサーに戦いを挑む。激戦の中、遊矢はズァークとして覚醒しかけるが、遊勝はかつてプロフェッサーが作った欠陥カード「衝撃の拘束剣」でデュエルを強制終了すると共に遊矢を拘束し、ズァーク復活を阻止するために行動を起こす。しかし、ユーゴはユーリに吸収され、遊矢を守ろうとした遊勝も敗れ、柚子達はアークファイブの中に消えてしまう。遊矢は怒りに呑まれかけながらもズァークを抑え、零児達の想いを受けてユーリに勝利する。だが、勝利した遊矢はズァークとなり、四つの次元も一つに戻ろうとしていた。
ランサーズは遊矢を元に戻すべくズァークに戦いを挑むが、ペンデュラムを含む全ての召喚を操るズァークに倒されていく。一方、統合しても尚レイが復活しないことを知り、再び世界を4つに分裂させてつくりなおそうとするプロフェッサーも敗れ、ズァークは恐るべき真実を告げる。ペンデュラム召喚はレイに敗れ、四つに分かれる間際に揺れ動いたズァークの復讐心が生み出した物、つまり遊矢ではなくズァークこそがペンデュラムの真の創始者であった。零児さえも破ったズァークの前に現れたのはレイの意思とーつとなった零羅だった。零羅はかつてレイがズァークを封じた四枚の魔法カード「エン・フラワーズ」、「エン・ムーン」、「エン・ウィンズ」、「エン・バーズ」でズァークの力を封じると共にレイとなっても存在し続けた柚子の意志が遊矢に届いた。そして、遊矢の協力を得た零羅はズァークを撃破し、再び四つに分かれて復活しようとするズァークを自身に封じ込めることで遊矢を解放した。

### ペンデュラム次元 （141話〜148話）
遊矢はいつものように遊勝塾でデュエルの腕を磨いていた。そこにはいつものメンバーがいたが、何故か修造が持っているハリセンや誰に貰ったかも分からないローラーブレードに違和感があった。
一方、レオコーポレーションにいる零児達は気づいていた。ズァークが倒されたあの日、世界が再び四つの次元に分かれたことでスタンダードがペンデュラム次元に生まれ変わっていたことを。そして、ズァークを封じた零羅が赤ん坊に戻っており、その中にズァークの意識が宿っていることも。さらに姿を消したレイの分身の柚子達を救うために、そして遊失は異世界の人々達の笑顔を取り戻すために旅立った。
エクシーズ次元でデニス、融合次元で黒咲とデュエルを行った直後、遊矢の元にジャック・アトラスが現れる。ジャックは遊矢が四天の竜を使用しなかった事から「ドラゴンを恐れている」といい、遊矢にデュエルを申し込む。このデュエルを通じて遊矢は自分の中にいるユート、ユーゴ、ユーリ、四匹のドラゴン達と心を通い合わせ、ジャックに勝利する。その後、プロテストの最終試験と称して赤馬零児とデュエルを行い、勝利。互いに熾烈を極めたデュエルを通じて零羅は笑顔を取り戻し、同時にレイの分身が統合した状態で柚子が復活。遊矢と再会を喜びあった後で、遊矢は父・遊勝にプロデュエリストとしてデュエルを挑み、物語は幕を閉じる。

## 登場人物

### ズァークとその分身
主人公・遊矢と、主人公と同じ顔のユート、ユーゴ、ユーリ。髪型や色はそれぞれ異なるが、設定上同じ顔のため作中の人物には見分けが付かない。そのほかにも召喚法の名を持つドラゴン族モンスターをエースとしている。
この内、2人以上が近くにいる場合に柚子も近くにいると、柚子のブレスレットが輝き1人を除いて離れた場所や別の次元へ飛ばされてしまう現象が起きる。また、柚子以外のブレスレットも遊矢達のズァークの意識が強く出れば、それに反応する。
彼らはかつて一つだった世界のプロデュエリスト・ズァークの分身であり、召喚法に応じた四つの次元のドラゴンを操っていた。
世界が4体のドラゴンと共に四つの次元に分裂した後、復活するべく様々な形で四つの次元に現れ、シンクロ次元で4体のドラゴンが揃った時、四人はズァークに戻ろうとしていた。そして、アカデミアでの決戦で遊矢がユーリに勝利したことで復活を成し遂げてしまう。
榊 遊矢（さかき ゆうや）
声 - 小野賢章、志田有彩（幼い頃の遊矢）
本作の主人公。柚子の父親である修造が経営している「遊勝塾」に通う14歳の中学2年生。
使用デッキは【魔術師・EM（エンタメイト）・オッドアイズ】という3つのカテゴリの混合デッキ。
スタンダードにおけるズァークの分身であり、エースカードはズァークのスタンダードの象徴である「オッドアイズ・ペンデュラム・ドラゴン（第1話ではオッドアイズ・ドラゴンであったが、第2話で謎の力によって書き換わったまま）」とその派生形のモンスターを使用する。
ペンデュラム召喚時の台詞は「揺れろ魂のペンデュラム！天空に描け光のアーク！！」。
自身の父親である遊勝のように人々を笑顔にさせるというコンセプトのエンターテインメント・デュエリストになることを夢としている。父親から貰ったペンダントの振り子（ペンデュラム）を大事にしている。
傷心時や集中力を高める時にはゴーグルを着用する癖がある（D・ホイールに乗ってヘルメットをかぶる際にゲイザーの代わりとしても使用している）。父親の榊遊勝がストロング石島とのデュエルを前に姿を消したことから、周囲からは臆病者の息子と呼ばれていた。
一人称は「俺」だが観客のいるデュエルのクライマックスでは、観客を意識して一人称は「私」や「わたくし」を使い、敬語となる。また2話のみ「僕」と言っている。
ストロング石島とのデュエル中、父から託されたペンダントから発動した謎の力でペンデュラム召喚が可能となり、権現坂との徹夜の特訓を経て使いこなせるようになった。後に柚子が素良から貰い受けた「融合」のカードをたまたまデッキに入れて発動した事をきっかけに融合召喚も習得した。37話でユートから「ダーク・リベリオン・エクシーズ・ドラゴン」を受け取ってからはエクシーズ召喚も習得し、79話で「調律の魔術師」をチューナーにシンクロモンスター「覚醒の魔導剣士」のシンクロ召喚に成功したことにより、4つの召喚全てを操るデュエリストになる。
得意とするアクションフィールドは「アスレチック・サーカス」。当初はモンスターに乗ったり、モンスターの身体の特徴を活かしたアクションをしていたが、融合次元到着後はモンスターに頼らなくなり、アレンから譲り受けたローラーシューズを使ったアクロバティックな動きを披露している。アクションカードには絶大な信頼を置いており、窮地に陥った際には「ここはアクションカードに頼るしかない！」と発言し、「回避」や「加速」などのアクションカードを拾うことで幾度と無くピンチを切り抜けている。また、ロック戦術には後れを取っており、バレットやソロとのデュエルではセルゲイや素良が乱入するまでの間、苦戦を強いられていた。
エンタメデュエルの内容はコミカルなモンスターによるダンスや寸劇、花火など見た目やパフォーマンスを重視したものが多く、プレイングや駆け引きを重視した沢渡、デニスのエンタメデュエルとは対照的である。父への尊敬と失踪が原因で父のエンタメデュエルを自身の物としようとするつもりが、その本質がただの真似であることにはシンクロ次元でジャックに叱責されるまで気付かず、父以外のエンタメにも否定的見解しか出来なかった。
観客を楽しませるというコンセプトのエンターテインメント（エンタメ）・デュエリストを目指しているだけに明るい性格だが、浮き沈みが激しく、少し追い詰められただけですぐに落ち込んでしまう場面が多い。一度は仲間や周囲の大人の応援、助言のおかげで逆境を楽しむことが出来るようになるまで成長したが、舞網チャンピオンシップの最中、融合・エクシーズ・シンクロ次元の戦いを知り、デュエルはみんなを幸せにするものという自分の信念は大きく揺らぐこととなる。
舞網チャンピオンシップ第二回戦で勝利のためならば実力行使も厭わない勝鬨の戦略に窮地に陥った際、突然人格が変化し、無意識のうちにユートから託された「ダーク・リベリオン・エクシーズ・ドラゴン」で勝利を収めるも、自らの信念を貫くことはできなかった。三回戦でのデニスの激励を受けて以降、ある程度は破壊衝動を抑えることが出来るようになった。
また、シンクロ次元においてはユーゴがクリアウィング・シンクロ・ドラゴンを召喚したり、感情が昂ぶるとオッドアイズのカードが発光し、後述のズァークの分身たちによる意識の同調が起きる。
舞網チャンピオンシップ三回戦バトルロイヤルに乱入したアカデミアとの激戦と柚子がいなくなったことで動揺し、バトルロイヤルを仕向けた赤馬零児に怒りを向けてデュエルを挑んだものの完敗。自分の未熟さを痛感しながらランサーズになる決意を固めた。
「ディメンジョン・ムーバー」を用いてシンクロ次元にやってきたが、セキュリティにユーゴと間違えられてしまう。その後、収監された収容所で出会った徳松にかつての心を思い出させるが、フレンドシップカップの前夜祭ではジャックの挑発に乗せられて惨敗し、「独りよがりのデュエルに過ぎない」とジャックに非難される。
徳松からフレンドシップカップの敗者の末路を聞いて評議会と大会の欺瞞に憤るが、何もできない自分に嘆くことしか出来ず、フレンドシップカップ第一回戦のデュエルチェイサー227との対戦前にフレンドシップカップの実状を話しても聞く耳を持たれず、不本意な勝利に心を痛めてしまう。その後、月影が零羅から預かった伝言からジャックの「独りよがり」の意味を理解し、ジャックへの勝利を目指しながらも様々な要因が重なり、自分の目指すエンタメデュエルができないままフレンドシップカップを勝ち進むが、サムを通じてジャックの言葉を聞き、シティに本当の笑顔を届けるべく決勝戦でジャックと対戦。ジャックから自身のデュエルが父親の言葉を借りただけのものだと否定されるが、ジャックの檄で「ペンデュラム召喚」が自身の言葉と気付く。ペンデュラム召喚を駆使した戦術「ストレート・ペンデュラム」でシティを湧かし笑顔にさせた上で、ジャックを打ち破りフレンドシップカップに優勝する。
ロジェから柚子を奪還することに成功するが、ロジェが次元転送装置を暴走させたことでエクシーズ次元へと飛ばされる。アレンたちの誘いでやって来たレジスタンスのアジトにて自分の中にユートがいることを明かすと共に父遊勝の手掛かりを得て、さらにアカデミアの総司令官であるエド・フェニックスと二度のデュエルの末、デュエルで分かりあうことに成功し、「許し」こそが戦いを終わらせる方法であることを悟る。しかし洗脳されたセレナによって目の前で柚子を連れ去られ、柚子がドクトルに洗脳された事を知ると怒りで暴走した。その後いつの間にか正気に戻ると零王のもとへ到着し、父と再会する。
零王から自身が世界を破滅に追いやったデュエリストの分身体であることを聞いて動揺するが、零児の激励を受けて彼と共に零王の野望を阻止すべく2vs1によるデュエルを行う。だが、零王が計画を早めて全ての次元と柚子たちを統合しようと装置を発動させたため、それがトリガーとなって怒りに飲まれ、自身に眠るズァークの意識が表面に出てこようとしている。さらに父とユーリとのデュエルの末に目の前で父をカードにされる瞬間を目にしてしまい、かつてないほどの怒りを表す。
「スマイル・ワールド」を手にズァークを押さえ込もうとしていたが、ターンを繋ぐためとはいえそれを墓地へ送った後悔で心が折れかける。零児達の叱咤激励で「勝つことに集中」してユーリに勝利したが、「遊矢に世界の命運を託した零児達の想い」がかつてのズァークを狂わせた人々の欲求と重なり、完全にズァークになってしまった。しかし潜在意識の中ではまだ存在しており、レイの中に存在した柚子の訴えによってズァークの表面に現れ、「スマイル・ユニバース」を発動して零羅にズァークを倒すアシストを行った。
平和が戻りペンデュラム次元にてジュニアユース選手権に参加した時、赤馬零児から忘れてた記憶の全てを伝えられ、旅立つことを決意する。デニス・黒咲・ジャックといった強敵を次々と倒していき、その過程で四体の竜と心を通じ合えるようになった。その後、赤馬零児を相手にプロテストの最終試験を行う。互いに熾烈を極めたアクションカードの争奪戦とカード効果によって打ち上げた花火によって零羅は笑顔を取り戻し、同時にレイの分身が統合した状態で柚子が復活。彼女と再会を喜びあった後で、父・遊勝にプロデュエリストとしてデュエルを挑むところで物語は幕を閉じる。
読切版
読切漫画では不利な状況に陥ったときも諦めず、笑顔を絶やさない性格として描写されている。
連載版
使用デッキは【オッドアイズ・EM】の混合デッキ。エースカードは「オッドアイズ・ファントム・ドラゴン」。EMについては動物をモチーフにしたものが多いアニメ版よりも人型のモンスターが多いのが特徴。
アニメの服装とは異なり、上着にフードが付属している。
ペンデュラム召喚時の台詞は「揺れろ運命の振り子！！迫り来る時を刻み未来と過去を行き交え！！」。
「G・O・D（ジェネシス・オメガ・ドラゴン）」を探すため、MAIAMI市のソリッド・ビジョン・システムを私的に流用し、「ファントム」として零児たちLDSから追われる身となっている。
ユート・ユーゴ・ユーリとは実の兄弟。
「G・O・D」の力で世界が破滅されるのを急いで家に帰る最中に転倒してしまい、ユート・ユーゴ・ユーリに助けられる。家に帰った時は「ワールド・イリュージョン」のカプセルは四つの内三つ壊されてしまい、彼らを残して破滅される前の世界に転移させられた。
そのきっかけで四重人格としての生活を送り、その内の一人ユートとは、好きなときに心の中での会話や身体の入れ替わりが可能となっている。
性格は上記の読切漫画の設定を踏襲しているが、柚子とは面識がない設定となっている。アニメと同じく「エンタメデュエル」を信条としている。また、アクションデュエルは相手が拒否した場合は自らも「ガチなデュエル」として相手と同じ条件でデュエルしている。
アニメと同じく決め台詞は「お楽しみはこれからだ」だが、派生として「お楽しみはこれまでだ」があり、マネージャーの柚子からはダサいと評価されている。
ユート
声 - 高木万平
エクシーズ次元におけるズァークの分身である黒いコートを羽織る男。元ハートランド・デュエルスクール・スペード校出身、現在レジスタンス所属。
使用デッキは【幻影騎士団（ファントム・ナイツ）】。エクシーズ召喚を駆使する。エースカードはズァークのエクシーズの象徴である「ダーク・リベリオン・エクシーズ・ドラゴン」。
登場当所はゴーグルとマスクで顔を隠していた。
デュエル中のダメージの実体化ができるものの、仲間の黒咲とは違って人間をカードへ封印はしない。基本的には無益な争いは好まず、心の底では「誰も傷つけたくない」と願っている。ハートランドでは黒咲の紹介で瑠璃と出会い、一目惚れしている。その後、交流を深めて恋仲となっていた。
プロフェッサーの秘密を知った黒咲を追ってスタンダードへ向かったが、その間にハートランドが壊滅したことを知ってからはスタンダードへ向かったことを後悔している。
瑠璃とそっくりな柚子と関わりあうこととなり、柚子が仲間のために敵の召喚法である融合召喚を習得しようとしていると知ると、笑顔でそれを後押しした。
第37話においてユーゴとデュエルを行い、途中で意識を乗っ取られるものの、遊矢の呼びかけで正気を取り戻した。しかしデュエルに敗北し、遊矢に「デュエルで人を笑顔に」という自身の思いと「ダーク・リベリオン・エクシーズ・ドラゴン」を託し、魂は遊矢の身体に宿る。以降は遊矢の感情が高揚したときにしか表に出られなかったが、遊矢とバレットのデュエルの際に起きたユーゴ、ユーリらとの意識の同調現象がきっかけで、エクシーズ次元到着以降は遊矢と自由に会話ができるようになっており、デュエル中遊矢の体に憑依して自身の意思でデュエルすることが出来る等強い干渉力を持つようになる。
ランサーズ結成後、黒咲に遊矢を信じるよう呼びかけるほか、フレンドシップカップ準決勝では遊矢の暴走に同調してデュエルを行う。
エクシーズ次元に戻った後、ハートランドの惨状を目の当たりにしたことで遊矢の理想を肯定しながらも、エド戦では遊矢の身体を乗っ取って「ダーク・リベリオン」をランクアップさせた「ダーク・レクイエム・エクシーズ・ドラゴン」を召喚した。
アカデミアで瑠璃と再会し、最初は遊矢が彼のデッキでデュエルを行っていたが、ドクトルへの怒りが二人を同調させ、表に姿を現した。遊矢が零王のもとに駆けつけると、そこで自分たち4人がかつて一つだった世界を破滅に追いやった「覇王竜ズァーク」の分身体であるという驚愕の真実を知る。遊矢が戦っている最中、零王が柚子たちを統合しようと装置を発動させたため、遊矢同様ズァークに意識を乗っ取られてしまい、ユーリとの戦いの後にはユーゴ、ユーリと共にズァークと化してしまう。次元戦争が終了した後も、四つの魂が統合された遊矢の内面に存在し続けており、四体の竜と心を通じ合ったと同時にユーゴ、ユーリと共に遊矢のサポートをするようになる。しかし、遊矢と統合したままで物語が終了した為、現実世界での瑠璃との再会は叶わなかった。
声優を務める高木万平はユートが黒マスク着用時には実際にマスクを二重につけて演じていた。
連載版
遊矢の四重人格にして4人兄弟の内の一人。名前の漢字表記は榊遊斗。使用デッキはアニメと同じく【幻影騎士団】で、エースカードは「ダーク・アンセリオン・ドラゴン」。
遊矢の四重人格の内の一人で、アニメとは異なり一人称が「私」（Vジャンプ掲載時の第1話では複数形で「俺達」と言っていたもののコミック版では「私達」に変更）となっており、服装は遊矢と同じものとなっている。

ユーゴ
声 - 高木心平、志田有彩（幼い頃のユーゴ）
シンクロ次元におけるズァークの分身であり、コモンズ出身。D・ホイール を駆る白のライダースーツを着た男。D・ホイールは二人乗りを想定しており、リンが後ろに乗っている。
使用デッキは【SR（スピードロイド）】。シンクロ召喚を駆使する。エースカードはズァークのシンクロの象徴である「クリアウィング・シンクロ・ドラゴン」。相手モンスターの効果や時に自分モンスターの効果まで利用して、クリアウィングの効果を十二分に生かす、テクニカルなデュエルを行う。
直情的な熱血漢で思ったことをすぐに口にする。幼馴染のリンに片思いしているが、表向きではただの幼馴染と否認している。名前の韻から様々な人物に「融合」と間違えられ、その度に自分の名前を主張している。
親の顔を知らず、リンと共にコモンズの孤児院で育った。いつの日かフレンドシップカップで優勝して成り上がることを夢見ており、リンと共にDホイールを自作し、日々デュエルの腕を磨いてきた。
ユーリによってリンがさらわれた際、ユーリが自分と同じ顔をしている事に驚愕する。直後、突然彼のカードクリアウィング・シンクロ・ドラゴンが光りだした瞬間、エクシーズ次元に飛ばされ、リンを探している最中ユートと出会い、互いをユーリと誤解したままデュエルを行い、アカデミアの侵略も目撃している。
舞網チャンピオンシップ1日目の夜に現れ、ユートに再びデュエルを挑む。ユート同様ズァークに意識を乗っ取られながらもデュエルに勝利し、決着後に柚子のブレスレットで飛ばされる。
その後、バトルロイヤル中再び現れ、オベリスクフォースとユースチームのデュエルに乱入、彼らを一掃する。その後スタンダードで遭遇した柚子をリンと誤解して出会った後、ブレスレットの光によってシンクロ次元に戻ってきた。そして彼女からの話によって、ユートは敵ではなかったことを知る。しかし、トップスの別荘地に入っていたために不法侵入と傷害罪の嫌疑で柚子と共に追われる身となる。追跡を振り切った後は別次元の存在を主張するも失敗し、当初の目標であったフレンドシップカップで別次元の存在を主張すべく柚子と共に出場することになる。
フレンドシップカップでは第一回戦で沢渡と対戦し、逆転に次ぐ逆転の攻防を繰り広げるがクリアウィングの効果を活かすカードの数々を駆使して勝利する。しかしデュエル中に遊矢と意識が同調しており、その影響でデュエル後は観衆に伝えるはずだった次元戦争についても失念してしまった。
第二回戦ではセレナと対戦。ロジェの妨害工作により思い通りのデュエルが出来ないでいたが、持ち前の気迫と強運で踏みとどまり、クリスタルウィング・シンクロ・ドラゴンを召喚してセレナに勝利する。
その後、会場の上にいるユーリを発見し、追跡する途中に遊矢の暴走に巻き込まれ再び凶暴性が発揮される。遊矢のデュエル後はユーリの追跡を再開して遂にデュエルを行うも、柚子のブレスレットの力によって融合次元に飛ばされ、フレンドシップカップ準決勝は欠場となる。
融合次元ではアカデミアを探していたところで柚子と合流したが、デニス率いるアカデミアの襲撃の際にブレスレットの光によってアカデミアへ飛ばされてしまう。そこで再会した明日香からリンが囚われている東の塔の存在を聞くと、東の塔の番人アポロを倒し、ついにリンと再会する。しかしドクトルによって洗脳されていたリンに塔から突き落とされ、リンを正気に戻すためデュエルを行う。D・ホイールを失いながらもリンが「パラサイト・フュージョナー」によって操られていることを突き止めたがリンの洗脳を解くには至らず敗北する。その後は真実を伝えにきたエドと共にアカデミア内部に突入し、素良をカード化しようとしたユーリを発見し彼と交戦し、ドラゴンたちの共鳴により暴走する。しかしユーリとのデュエルに乱入してきたカイトとエドの必死の説得により正気を取り戻し、自我のままユーリとのデュエルを続行するが、クリアウィングの効果を逆手に取られてしまい、ユーリに敗北して吸収され、その後、遊矢、ユーリ共々魂が統合され、ズァークになってしまった。次元戦争が終了した後も、四つの魂が統合された遊矢の内面に存在し続けており、四体の竜と心を通じ合ったと同時にユート、ユーリと共に遊矢のサポートをするようになる。しかし、遊矢と統合したままで物語が終了した為、現実世界でのリンとの再会は叶わなかった。
連載版
遊矢の四重人格にして4人兄弟の内の一人。名前の漢字表記は榊遊吾。ユーリと行動を共にし、最近は表に出てこないとされている。
使用デッキはアニメと同じく【SR】。エースカードは「クリアウィング・ファスト・ドラゴン」。

ユーリ
声 - 小野賢章
融合次元におけるズァークの分身であり、アカデミアの戦士。紫の制服を着た男。一人称は「僕」。
使用デッキは【捕食植物（プレデター・プランツ）】。融合召喚を駆使する。アカデミアでの明日香や素良とのデュエルでは、優等生のみに与えられる特別な【古代機械（アンティークギア）】を嘲りの意味を込めて使用した。エースカードはズァークの融合の象徴である「スターヴ・ヴェノム・フュージョン・ドラゴン」。
他の遊矢に似た人物と比べ、味方であるはずのオベリスクフォースを邪魔と切り捨て、柚子をカードにしようと脅したり、遊矢とは対照的に自分が楽しければいいなどかなり冷酷な性格をしている。さらに当時はプロフェッサーのために倒した相手をカードにしていたが、現在は「自分が楽しいからカードにする」だけの理由で相手をカードにしている。明日香を倒してからは自分一人になるまで全ての人（次元の人々）をカード化させようという夢を思いついている。
デュエルの腕は幼少期のころからすでに凄腕だが、それが原因で誰とも寄り逸れず、他人と関わるのはデュエルの時だけであった。その中でセレナとデニスは例外的である。デニスは共同で任務に望むなど対等な関係にあり、セレナも幼少時にプロフェッサーが彼女を連れてきた際に会っており、同様に第6期のEDの様子からセレナとも多少の付き合いがあったようだが、デュエルはしたことがなく、連れ戻すべくシティに現れた際にはセレナとデュエルをしようとしていた。
デュエルの詳しい描写はないが柚子が敵わないと判断し、アカデミアエリートクラスのオベリスクフォースがあっさりと命令に従うなど実力は高く、アカデミアでの地位もかなり高い。シンクロ次元のロジェからも危険視されている。
ハートランドに潜入していたデニスから瑠璃の情報を聞き、ハートランドに侵入。瑠璃をデュエルで倒してアカデミアに連れ去った。
その後、シティに侵入し、リンをさらう。その直後にユーゴと対峙するが、カードの力でユーゴの前から消え去った。
プロフェッサーから柚子をアカデミアに連行する命を与えられ、スタンダードに赴いて柚子を連れて行こうとするも、追い詰めた際に突然柚子のブレスレットが光り、その場から消えた。
ユーゴとセレナのデュエルが行われている時には既にシティにたどり着き、セレナの様子を見ていた。その後、目が合ったユーゴから逃走する最中に遊矢の暴走に巻き込まれてしまう。
セレナ達の前に現れると、セレナと素良をアカデミアに連れて行こうとするも、ユーゴが追い付いたため、ユーゴとデュエルする。しかしデュエル中に再び柚子のブレスレットの力によって姿を消し、融合次元に戻された。
アカデミアの脱走者達五人を瞬殺した後に柚子を確保しようとするが、ユーゴが現れたことでまたもブレスレットの力でアカデミアへ飛ばされてしまう。その後はアカデミアに戻っており、プロフェッサーの元に向かおうとしている零児と遊勝たちの前に現れ、本来、明日香が使うはずだった優等生デッキを使用して明日香とデュエルする。慣れないデッキで苦戦し、明日香の説得で心が揺らいだかのように見えたがすべては演技で、事前にデッキに入れていた「超融合」を使用して結果的にデュエルで圧勝し、明日香をカードにした。その後素良とのデュエルでも圧勝しカード化しようとしたところ、ユーゴに邪魔されて、本来のデッキに戻してユーゴと対戦する。デュエルに乱入したカイト・エドをスターヴ・ヴェノムの強化体グリーディー・ヴェノム・フュージョン・ドラゴンで下し、それを駆使した戦術でユーゴに勝利する。ユーゴを吸収して一つとなると遊矢の前に現れ、その場にいた零児をズァークの力で吹き飛ばし、遊矢を吸収しようとするが、立ちはだかった遊勝とデュエルする。最初は苦戦していたが、「超融合」を超えるカード真の切り札「超越融合」によって召喚されたスターヴ・ヴェノムとクリアウィングによる無限ループによって圧勝、彼をカードにした。
遊矢とのデュエルでは完全に一つになろうとするが、遊矢の三体のドラゴンを駆使した戦術に敗北、初めての敗北の相手が自分自身でもある遊矢である事に満足し、遊勝のカードを差し出そうとするが、そのまま遊矢共々ズァークになってしまった。次元戦争が終了した後も、四つの魂が統合された遊矢の内面に存在し続けており、四体の竜と心を通じ合ったと同時にユート、ユーリと共に遊矢のサポートをするようになる。統合された際は性格が柔らかくなっており、遊矢にも協力的になっている。
声優を務める小野賢章は明るく真っ直ぐな遊矢をベースに遊矢とは違うものにしようとユーリのキャラを作り、ねっとりとした話し方をしたり、声色も遊矢より高めになるように演じていた。
連載版
遊矢の四重人格にして4人兄弟の内の一人。名前の漢字表記は榊遊里。ユーゴと行動を共にし、最近は表に出てこないとされている。遊矢と素良のデュエルの最中に素良の本性を見抜き、人格を交代しデュエルを行う。普段は敬語を用いて話すがキレると口調が荒くなる部分もある。狂気じみた雰囲気を漂わせ、挑発的な発言する事が多い。こちらでもアニメと一人称は同じだが、まれに「私」とも言う。

ズァーク
声 - 小野賢章
零王の回想に登場。元々一つの世界だった頃に存在したデュエリストであり、遊矢達四人が持つドラゴン「四天の竜」の本来の持ち主であると共に遊矢達四人の本来の姿。容姿も遊矢達四人より若干大人びている。
使用デッキは【覇王】。デッキには遊矢達が操る「四天の竜」とそれが「覇王眷竜」と化したドラゴン族が投入されている。
暴走が始まった頃やズァークが時々遊矢の中に現れ支配した時等に発した一人称は「俺」だったが、復活後は「我」になっている（ただし4つに分裂する間際にも一人称複数形で「我等」と言っていた）。しかし、プロフェッサーと再会して以降は「俺」に戻る。
本質的性格は遊矢と同じく人々の期待に応えていくエンタテインメント性に溢れた人物であり、最初は目立たないデュエリストであったが、「モンスターの声が聞こえる」と主張し、それを裏付けるようにモンスターと共にフィールドを駆け巡るスタイルで人々を魅了し勝ち続けていた。しかし、あるデュエルで相手に重傷を負わせ、人々がそれに酔いしれてからは相手を傷つける危険なパフォーマンスに傾倒し、彼に続く形で他のデュエリストも同じスタイルに染まり、デュエルは血と争いに変貌、そんな中でズァークは融合、シンクロ、エクシーズを代表するドラゴンを操り、遂に世界の頂点に立つが、なおも血と争いを求め、戦いを好む人々の欲望に突き動かされることで遂に正気を失い、「誰よりも強く、誰よりも恐ろしい存在になる」と誓い、「人間達の望み通り」に4体のドラゴンを召喚して人々に襲いかかり、出動した軍隊を相手に戦い続け、欲求を満たすために自分達を戦わせた人間に怒りを抱く4体のドラゴンがまだ満足せず、自身も満たされていなかったため、「ドラゴン達の望み通り」にすると共に「自らの望み」で「アストログラフ・マジシャン」の力で自身とドラゴン達を一つにして「覇王龍ズァーク」となって「人間達の望み通り」に世界を破滅させるべく暴走を続けるが、プロフェッサーが開発した四枚のカードを使ったレイによって「覇王龍ズァーク」が4体のドラゴンに分裂すると共に、遊矢・ユート・ユーゴ・ユーリの4人に分裂した。
遊矢がユートを取り込んでからは度々その片鱗を表し、アカデミアでは遂に復活が目前に迫り、『「もっと強く、もっと激しく戦え」という期待に応えた自分を分裂させた』人間への憎しみを露わにして遊矢とユートの意識を飲み込もうとし、ユーリとのデュエルで「スマイル・ワールド」を捨てたことがトリガーとなり、遊矢が「勝つことに集中した」結果、零児達の想いがかつての人々の欲求と同じ形になり遊矢がユーリに勝利したことで復活、その際ズァークの元々の姿ではなく、遊矢をベースとした背中に羽が生えた悪魔のような姿になった。
「人間達の望み通り」に復活した後、「世界崩壊という最高のエンターテインメント」を披露すると共に自身を知らないと主張する人々を「自ら生み出し、望み通りに復活してやった自分を知らないとは言わせない」と一蹴して、ひとつの世界の時と同じく1つに戻ろうとする4つの次元を滅ぼそうとする。それを阻止する事と遊矢達を取り戻そうとデュエルに乱入し続けたランサーズを次々と倒し、かつて自身を封じた四枚のカードを持って現れたプロフェッサーも一蹴してしまう。しかし、遊矢をよく知るランサーズとのデュエルを通じて次第に相手の口上に乗る等、本来のエンタメの精神を覗かせると同時に異常なまでの敗北に対する恐怖や勝利への執着を見せるようになっていき、ズァーク自身のモンスター効果と徹底された防御重視のスタイルと併せて沢渡やクロウに指摘されている。零王や零児を破った後、レイの意識と一体化した零羅に自身を封じた四枚のカードを発動され、ペンデュラムモンスターの特性によってダメージを軽減することで一旦は敗北を免れるも、レイの中の柚子の呼びかけによって表に現れた遊矢の意識によるサポートもあり、零羅に再び自身を封じた四枚のカードを発動されて遂に敗北、それでも尚、「覇王眷竜」と共に世界をもう一度四つに分裂させようとするが零羅にその意識を封印され、その野望は完全に潰えた。
誓いの裏には『いくら期待に応えても満足せずに「もっと。もっと。」と飽くなき欲望を向けて自らに戦いを強要し、高みの見物を決め込む人間達に本当の恐怖を与える』という復讐心が根幹にあった。ある意味では正に遊矢の暗黒面とも言うべき存在であり、観客のリクエストに応えても次を求められ、疲弊していった末に憎しみを募らせていったと言える。
次元戦争終了後は魂が善悪に分かれ、『善』は遊矢として復活し、『悪』は赤子として生まれ変わった零羅の心の中に封じ込まれたのだろうと零児は推測している。この影響で零羅は笑顔を見せることが無くなってしまったが、遊矢と零児のデュエルを通じて笑顔を取り戻し、ズァークの悪の心は浄化されたのだろうと零児は推測した。

### レイとその分身
ヒロイン・柚子と、ヒロインと同じ顔の瑠璃、セレナ、リン。遊矢達と同様に顔が似ている。また遊矢達と同様に髪型や色はそれぞれ異なるが、設定上同じ顔のため作中の人物には見分けが付かない。4人がそれぞれ形状が異なるブレスレットを身に着けている。また、遊矢達に何かが起こるとブレスレットが光っており、シンクロ次元では遊矢の暴走に柚子とセレナのブレスレットが反応していた。融合次元編では既にアカデミアに連れ去られていた柚子以外の三人はドクトルの「パラサイト・フュージョナー」によって操られ、後に柚子も同様に操られる。また、柚子も「アークエリアプロジェクト」の中核として4人全員がその対象として予定されている為に当初から狙われていた。後にドクトルが零王によってカード化されたことで彼女たちの洗脳は解かれた。
遊矢達四人がズァークの分身であるように、彼女達はプロフェッサーの娘・レイの分身であった。プロフェッサーは彼女達を一つにしてレイを復活させるべく、集めようとしていた。
同時に彼女達は何らかの形でズァークの分身である遊矢達と接点を持ち、それはレイがズァーク復活を阻止するために側に居続けていた。ブレスレットはレイが使った四枚のカードの力の象徴であると共にズァークの分身達が接近した状態で柚子が現れると、復活をさせないために彼らを別の場所に飛ばしている。
柊 柚子（ひいらぎ ゆず）
声 - 稲村優奈
本作のヒロイン。一人称は「私（あたし）」。「遊勝塾」の塾生にして塾長である修造の娘。14歳。遊矢とは幼なじみでもあり、中学でも同じクラス。しっかり者で「ハリセンツッコミ」を用いる。
使用デッキは【幻奏】。
遊矢に好意を寄せている様子。しかし異常なまでに遊矢に似ているユートの存在が酷く気掛かりになっており、何故か遊矢が現れる度に姿を消してしまう事から、当初は遊矢と同一人物ではないかという猜疑心にとらわれ、それが原因でデュエルでも集中力が散漫になり、まともに実力を発揮出来なくなってしまっていた。
身につけたブレスレットは父曰く生まれた時から身につけているらしく、遊矢に似た人物が彼女のそばにいる時に別の遊矢に似た人物が近づくと発動し、どちらか一方を別の場所に飛ばす。不思議な力から柚子は捨てることも考えたが結局は身につけている。母親の顔を知らない。
光津真澄とのデュエルで敗北してからは、遊矢ばかりに頼らず自分の力で遊勝塾を守っていくため融合召喚の使い手である素良に融合召喚を教えてもらっている。舞網チャンピオンシップにおける真澄との再戦ではマスターした融合召喚に加え、戦術眼やアクションカードを取る身体能力でも真澄を上回り、勝利をものにした。三回戦のバトルロイヤルでデニスとのデュエル後、自分と瓜二つのセレナと出会い、彼女にエクシーズの悲劇の真相を知ってもらうため自ら囮役を買って出るが、突然現れたユーリに襲われ追い詰められる。その後逃げた先で今度はユーゴと遭遇。ブレスレットの光によって二人ともシンクロ次元に飛ばされてしまい、飛ばされた先がトップスの居住区だったため、無断立ち入りと傷害容疑でユーゴと共に手配され、セキュリティに追われる身となる。追跡を振り切った後は別次元の存在を主張するも理解を得ることは適わず、ユーゴの施設に住むこととなり、ユーゴの独断でフレンドシップカップに出場登録される。
フレンドシップカップでは第一回戦で徳松と対戦。徳松の格上のデュエルに追い込まれるが、遊矢への想いを込めたエンタメ・デュエルにより勝利する。
ランサーズのメンバーではないが、零児が行政評議会の面々にメンバーなのかと聞かれた際に「技量的にもランサーズのメンバーと遜色ありません」と発言し、ジャックからも想いを伝える意志の強さについては初日のデュエリストでは一番と高評価を得ている。
第二回戦ではセルゲイと対戦。あと一歩まで追い詰めて勝利を確信し、怪我をしているセルゲイを気遣ったが逆転され、最後の攻撃をアクションカードで防御しようとした際にセルゲイからD・ホイールをぶつけられ、サーキットの外のビルに叩き出され敗北する。素良の救出によって事なきを得た後、フランク達と出会う。クロウと黒咲のデュエル後にセキュリティに襲われたところを素良に救われる。後にロジェから身を隠すべく素良から月影に預けられ、フランク達と共に地下施設に行くことになる。
シンジ達の革命の混乱に乗じて地上へ上がり、遊矢の元へ向かう。遊矢のもとへたどり着くとユーリとユーゴをブレスレットの力によってその場から飛ばすが、セルゲイに確保されてセキュリティに囚われの身となる。
ランサーズの活躍によってロジェの手から救い出されるも、ロジェの起動した次元転送装置によりワームホールへ吸い込まれて融合次元に飛ばされてしまい、アカデミアの手のもとに追われるが天上院明日香に助けられ、さらに彼女に案内されたデュエルスクールで遊勝と再会する。その後、同じく融合次元へ飛ばされてきたユーゴとも再会するが、アカデミア襲撃の際にユーゴは彼女のブレスレットによって消えてしまい、代わりに融合次元に到着した遊矢たちと再会した。だが、アカデミアに向かう航路の途中でセレナを操るドクトルの仕掛けた罠に嵌りアカデミアに捕まってしまう。その後、ドクトルによって洗脳されるが、遊矢たちが零王のもとに到着した直後、ドクトルの思想に危機を感じた零王がドクトルをカード化したことにより洗脳が解かれ、正気を取り戻す。そして、零王から自分たち4人が零王の娘「レイ」の分裂体かつ転生体であるという事実を突きつけられ動揺する。4人の中で最初に第五次元アークファイブに転送される。最終回ではセレナ、リン、瑠璃の三人と統合した形で復活し、遊矢の事をずっと信じていたことを彼に伝えつつ、涙を流した。
連載版
アニメ・読切漫画とは異なり遊矢との接点はなく、ブレスレットを付けていない。
自身の所属する「修造塾」のために「ファントム（遊矢とユート）」に目を付けている。
遊矢が「GOD」を見つけるまでの間、一日100円の出世払いで遊矢のマネージャーとなった。計算の得意な設定があり、全国児童暗算選手権では準優勝している。

セレナ
声 - 稲村優奈
融合次元のアカデミアの女戦士。赤のジャケットを着ている。
使用デッキは【月光（ムーンライト）】。エースカードは「月光舞猫姫（ムーンライト・キャット・ダンサー）」。ドクトルに洗脳されてからは【パラサイト】とリンや瑠璃と違いデッキを丸々変えていた。
プロフェッサーから今まで監視役をつけられているなど重要な存在で、同じ次元の素良も彼女の存在を知らなかった。デュエリストとしてかなりの実力を持つ一方、その重要性から戦わせてもらえなかったことに対して鬱憤がたまっている。3年前、自分の力を使いたいという思いからアカデミアから脱走しようとした際、融合次元に侵入した零児に出会っている。脱走には失敗し、3年間軟禁に近い状態で過ごしてきた。
そのためかやや周囲とズレた天然ボケかつ好戦的な性格で、男性（月影）の前で着替えようとしたり遊矢の指示を聞かずにセキュリティと戦おうとしたりするなどして周囲を困惑させることが多い。
素良の帰還に伴い、彼を倒したエクシーズ使いを屠って自分の力を零王に認めさせんと、自分の意思でスタンダードに侵入。エクシーズ使いの北斗を襲撃しカードに封印した。バレットが強制送還された後、エクシーズの残党を倒すため一人行動する。三回戦のバトルロイヤルではエクシーズ使いのデニスに襲い掛かり、デニスに勝利する。だがその直後突如現れたオベリスクフォースから柚子と共に逃走。氷山エリアにて柚子からエクシーズ次元でのアカデミアの行動を聞かされ、その真意を黒咲に確かめるため、柚子と服を交換し彼のいる古代遺跡エリアへと向かう。
そこで黒咲が素良に敗北する様を目の当たりにするが、傷を負った彼を助けて逃走し、救援に駆けつけた月影を加えた3人で追手のオベリスクフォースに立ち向かい、これを退ける。
その後、黒咲から真実を聞き、柚子を救うためランサーズの一員としてアカデミアと戦うことを決意する。
「ディメンジョン・ムーバー」を用いてシンクロ次元にやってきたが、セキュリティに柚子と間違えられてしまう。
フレンドシップカップでは第一回戦でトニーと対戦して余裕の勝利を収める。
第二回戦ではユーゴと対戦。ロジェの陰謀にそれとなく気付き、意図的にアクションカードをスルーしたがそれが敗北の遠因になってしまう。しかし、初めてデュエルを楽しんだ結果には満足し、ユーゴの健闘を称え去って行った。その後地下送りされる前にセキュリティに捕縛されかけるが、零羅と月影に助けられた。しかしバレットの転送装置の光を浴びて、融合次元のアカデミアに送り返される。
融合次元で遊矢達と再会するがドクトルに操られて柚子を連れ去り、後にユートと瑠璃のデュエルに乱入する。そしてドクトルの主張に激しい怒りを表し、暴走状態になった遊矢が召喚したドラゴンの攻撃を受け、敗北し、瑠璃共々その場を去る。その後、零王に召喚された後、ドクトルがカード化されたことで洗脳が解かれ、正気を取り戻す。その直後に自身がレイの分裂体であることに動揺する。4人の中で最後にアークファイブへと転送される。最後は、柚子と統合された状態で物語が終了しているが、遊矢のように内面に存在しているかどうかは不明。
リン
声 - ブリドカットセーラ恵美
シンクロ次元にあるコモンズ出身の少女。ユーゴの幼馴染。ユーゴ同様に孤児であり、彼とは同じ施設で育った。
使用デッキは【WW（ウィンド・ウィッチ）】。エースカードは「WW－ウインター・ベル」。
母の顔を知らずに育ったユーゴにとっては母親的存在でもあり、直情的なユーゴを叱ることも多く、片思いされている。一方で彼女自身もユーゴには恋愛感情らしきものもあり、アカデミアで再会した時にはそれまでの恐怖から感極まって抱きついていた。
逆境から這い上がるべく、幼い頃から共にデュエルの腕を研くと共に二人でD・ホイールを作成した。また、ユーゴと比べると読み書きは出来、柚子がフレンドシップカップで着用していたライダースーツは彼女のもの。
何者かに狙われていることを感じ取っていた矢先、ユーリによってアカデミアに連れ去られてしまう。
以来、アカデミアの東の塔に囚われていたが、番人を倒して助けに来たユーゴと再会する。しかしドクトルの計画によって操られており、ユーゴにデュエルを挑み正気を取り戻すことなく、ユーゴに勝利する。その後、ドクトルと洗脳された柚子と共に人形のような目をしながら、遊矢(ユート)VSセレナ・瑠璃のデュエルを見届ける。後に柚子たちと共に零王のもとに召喚され、ドクトルがカード化されたことで正気を取り戻し、自身がレイの分裂体であることを知り、動揺する。4人の中で瑠璃の次にアークファイブへと転送される。最後は、柚子と統合された状態で物語が終了しているが、遊矢のように内面に存在しているかどうかは不明。結局最後まで正常な状態でユーゴと再会する事は叶わなかった。
黒咲 瑠璃（くろさき るり）
声 - 逢沢凛 / ブリドカットセーラ恵美（遊戯王デュエルリンクス）
エクシーズ次元にあるハートランドに住む少女。黒咲隼の妹。彼女もリン同様、ユーリによってアカデミアに連れ去られた。
使用デッキは【LL（リリカル・ルスキニア）】。エースカードは「LL－アセンブリー・ナイチンゲール」。
ユートは当初彼女のことを知らず、最初に彼女が黒咲の妹と知った時には驚いていた。兄を通じて知り合って以後はユートと恋仲になっていたが、EDの様子から黒咲は二人の交際を詳しく認知していない模様。
かつてハートランドが平和だった頃、大道芸をしていたデニスと遭遇するが彼の目的が瑠璃を見つけることだったために連れ去られることになってしまった。
以来、アカデミアの西の塔に囚われていたが、カイトによって助けられる。しかしドクトルの計画によって操られており、カイトを突き落とし、隼にデュエルを挑むが、リンと異なり元の心が微かに残っていたため、デュエル中に一時的に正気を取り戻し、隼に勝利をもたらした。しかし、隼が塔の真下で倒れこんでしまい、彼女を操っていたデュエリストを探しに行ったカイトを追うために、一人アカデミアへ向かうが、再びドクトルに操られ、ユートとデュエルを行う。途中でセレナが自身の援護に来てユート(と遊矢)を倒そうとするが、ドクトルの主張に怒りを露にした遊矢が召喚した新たなドラゴンの攻撃をセレナと共に受け敗北、撤退した。その後は零王によって遊矢たちの前で召喚されるが、ドクトルの探求心を危惧した零王が彼をカード化したことで洗脳が解け、正気を取り戻すが、直後に自身がレイの分裂体であるという驚愕の真実を耳にしてしまい、動揺する。4人の中で柚子の次にアークファイブへと転送される。最後は、柚子と統合された状態で物語が終了しているが、遊矢のように内面に存在しているかどうかは不明。結局最後まで正常な状態でユート、隼と再会する事は叶わなかった。
赤馬 レイ（あかば レイ）
声 - 渕上舞
零王の娘で零児の異母姉。分断前の次元では、プロデュエリストだった。
柚子達四人の本来の姿であり、ズァーク同様柚子達より若干大人びた容姿をしている。
ズァークと同じく「モンスターの声」を聞くことが出来るデュエリストであり、ズァークの暴走の折りにドラゴン達が人間に怒りを爆発させたことに気付き、それを聞いた零王が言い伝えが現実となったことを悟ることとなる。
零王が覇王龍ズァークの暴走を抑えるために開発した四枚のカードを使い、その反動で柚子・セレナ・リン・瑠璃に分裂する。
ズァークの復活が近づくと共に彼女の意識だけが蘇り、零羅をメッセンジャーとすることでズァークを阻止しようとするが、アークファイブに柚子達四人を転送しても復活が確認されていない。しかし、装置の中にレイの意識は存在し続けており、零羅が接触に成功する。零羅と意識を一体化して姿を現れて、零羅の体を使って再び四枚のカードを使い、ズァークに勝利する。

### 主要人物
赤馬 零児（あかば れいじ）
声 - 細谷佳正
舞網市にある「レオ・コーポレーション」と「レオ・デュエル・スクール（LDS）」を経営している16歳 の社長。15歳でプロデュエリストの認定を受けている天才的な頭脳の持ち主。一人称は「私」。ダイヤ型のピアスと眼鏡、マフラーが特徴。
アニメ・読切漫画ともに、使用デッキは【DD（ディーディー）】で、エクストラデッキは「DDD（ディーディーディー）」と名のつく融合、シンクロ、エクシーズ、ペンデュラムの4つの召喚方法から召喚される悪魔族モンスターである。
「契約書」と名のつく「DD」と「DDD」をサポートする魔法・罠カードを使用する。
ペンデュラム召喚時の台詞は「我が魂を揺らす、おおいなる力よ！この身に宿りて闇を引き裂く新たな光（力）となれ！！」。
クールな性格で物腰は柔らかいが、勝負に関しては非情に徹する。母親の日美香に対しては敬語で話す。榊遊勝を尊敬しているらしく、彼を侮辱された際には珍しく怒りを見せた。また、エクシーズ次元が侵攻されたことにも心を痛めている。3年前に突然失踪した父を探していた所、偶然辿り着いた融合次元でセレナが監視役の教官たちに追われているところを目撃し、彼女を救出するが、父親の零王に見つかり、そこで父の果たそうとしていることを聞かされ、強制的にスタンダードに戻される。それ以来父親とは敵対しており、彼との戦いのための戦力選抜のため、舞網チャンピオンシップを開催する。
セレナがスタンダードに現れたことをきっかけに三回戦をバトルロイヤル方式にしてアカデミアとの戦いの場を設け、ランサーズに相応しいデュエリストを選抜。自らもランサーズと共に他次元へ向かう。遊矢達とはぐれたが、月影と共に行政評議会への接触に成功し、次元戦争とランサーズに対してある程度の理解を得ることに成功し、協力の条件としてのフレンドシップカップへの出場を承諾する。
フレンドシップカップでは行政評議会と共に大会の模様を見守っていく中、シンクロ次元にアカデミアのスパイがいることに気付き、行政評議会にそのことを問いかける。また、デニスの正体についても前々から疑っていた節が見られる。
「キングス・ギャンビット」発令後、零羅、行政評議会のメンバー共々議事堂に監禁されてしまうが、零羅にセレナを守りに行かせるために、セキュリティとの多対一のデュエルを行い、セキュリティを全て倒した。
ロジェの反乱、オベリスクフォースの襲来、コモンズの暴動を前にしても傍観者を貫く評議会に呆れるが、ロジェの敷いた戒厳令に際し、彼らへ自らの世界を守るために立ち上がることを訴えかける。その後シティの騒乱の際には治安維持局に向かい、ロジェの用意した策を全て冷静に対処した上でデュエルにおいても舌戦においても勝利する。
遊矢たちがエクシーズ次元に飛ばされたことで一時別れてしまうが、融合次元にてアカデミアへ向かう海上で合流する。その後アカデミアに侵入し、素良、零羅と共に内部へ投入。途中で遊勝たちに合流するものの、すぐさまユーリが立ちはだかり、明日香たちに後押しされ、先に向かう。
そして、プロフェッサーから全ての真相を聞かされ、ズァークの復活を阻止するために共に遊矢を倒すべく呼びかけられるが、元々自分や母を放り出した父への反感と同時に世界を元の形に戻すと称しながら四つの次元の平和を乱している彼の理念を否定し、ランサーズの統率者として遊矢と共にプロフェッサーに対峙する。遊勝によってデュエルが中断されるとプロフェッサーの目論見を阻止しようと動き出すが、レイと共鳴した零羅に止められ零羅とデュエルする。想像をはるかに上回る成長を遂げた零羅に驚愕するも、その上を行く戦術で勝利する。
その後ランサーズとの連戦を続けていたズァークの前に現れて、三体のエグゼクティブと名の付くDDDモンスターによる怒濤の攻撃を行ったが、返しのターンに四体の覇王眷竜モンスターによる反撃に遭い敗北してしまう。
ズァークとの決着がついた後、他のペンデュラム次元（スタンダード次元）の人間が記憶を失っていたにもかかわらずなぜか記憶を取り戻しており、ズァークの悪の心を宿した赤ん坊の零羅を笑顔にするために遊矢に次々と試練を課していき、最後にプロテスト最終試験のデュエルと称して遊矢とアクションカードの激しい争奪戦行う。
読切版
読切漫画では、アニメで描写される前にペンデュラム召喚を行っている。
連載版
アニメと同じくLDSの一員として登場しており、使用デッキは【DD】。口癖は『零』であり、相手カードのステータスを『零』にする戦術をとる。
「ファントム」である遊矢を追っており、沢渡、黒咲、素良に指示を与え刺客として送っていた。

権現坂 昇（ごんげんざか のぼる）
声 - 大林洋平
遊矢たちの友人で「権現坂道場」の跡取り息子。そのため遊勝塾所属ではないが、なんだかんだで手伝いにしばしば訪れている。リーゼントと学ランと下駄が特徴の大男で、堅物かつ暑苦しい性格だが涙もろい。「男、権現坂〜」と「けしからん！」が口癖。
使用デッキは全カードがモンスターで構成された【超重武者】。エースモンスターは、「超重武者ビッグベン－K」や、シンクロモンスターの「超重荒神スサノ－O」。不動のデュエルの名の通り、移動しない＝アクションデュエルでもアクションカードを取りに行かない。アクションデュエルにも関わらずアクションカードを取らない場面は初見の人々に疑問視されるが遊矢や零児は「あれが彼のスタイル」と認めている。ペンデュラム次元のジュニアユース選手権での遊矢戦にて初めてアクションカードを取りに行くスタイルを披露する。
遊矢とは幼少のころから仲が良く、父親の失踪により落ち込みがちだった遊矢を支え続けた。遊勝塾とLDSの対決では他塾ながらも三戦目を任され、刀堂刃と引き分ける。本人はこれを実力不足と考え、刀堂刃に教えを乞うてシンクロ召喚を習得した。
舞網チャンピオンシップ予選では遊矢と本気のデュエルをするために自らを追い込んで、遊矢と互いの出場資格を賭けて闘い、シンクロ召喚を取り込んだ「不動のデュエル」を見せた。遊矢とのデュエルでは敗北したものの、その後締切ぎりぎりで出場資格を勝ち取り、一回戦で暗黒寺ゲン、二回戦でビックリ塾所属の種子島有蔵を破る。三回戦のバトルロイヤルでは、柚子とのタッグデュエルで先に敗退するも、直前に行った柚子のサポートで勝利を収める。その後ミエルと共に暴走している遊矢と遭遇し、正気になった遊矢から他次元の事を聞かされる。バトルロイヤル2日目にはオベリスクフォースとデュエルしている黒咲達のデュエルに乱入し、そこでもまた黒咲のサポートに徹し勝利に導いた。
その後、ランサーズの一員に選ばれる。
シンクロ次元到達直後はデニスと行動を共にし、ギャラガーに連れて行かれた地下の賭けデュエル場で黒咲とも合流するが、3人共にセキュリティに逮捕される。
フレンドシップカップでは第一回戦でクロウと対戦。遊矢より先に作中初の「ペンデュラムシンクロ」を決めるが敗退し、地下施設に送られた。アカデミアの襲来に伴い地下から脱出し遊矢たちと合流する。その後ランサーズとして騒乱を沈める役割にまわるが、治安維持局に乗り込んだ際、ロジェの起動した次元転送装置によりエクシーズ次元へと飛ばされる。
エクシーズ次元ではアカデミアを敵とする者同士でありながら敵対し合う沢渡とカイトを仲裁するためデュエルに乱入して沢渡とタッグを組むも二人のコンビネーションを上回るカイトの戦術に敗北する。その後はアレンたちに誘われてレジスタンスのアジトで生活していたが、遊矢とのデュエルで和解したエドの協力で融合次元へと向かう。
アカデミアに向かう航路で零児たちと合流してアカデミアへ乗り込むが、サンダースの仕掛けた罠に嵌りサバイバル・デュエルを強制される。BBとのデュエルでは遊矢を守るために自分の信念を曲げてまでアクションカードを使用するが敗北。しかしその粘りがジャックが到着するまでの間、遊矢を守り抜くことに繋がった。
回復後、黒咲に託された遊矢のペンデュラムを手に、ジャックと共にズァークに挑む。終始ジャックのサポートに回り、自身の「不動のデュエル」を見せることで遊矢の心に訴え続けた。そのかいもあってズァークの口から「エンタメ」を出させる事で、遊矢の心が残っていると確認することが出来た。しかしそこで力尽き、沢渡に自身のデュエルディスクとペンデュラムを託した。
平和が戻りペンデュラム次元にて、ジュニアユース選手権に参加した。そこで遊矢と共に失われた記憶について聞かされ、動揺する遊矢に檄を飛ばす意味で不動のデュエルを捨て、デュエルを繰り広げる。
紫雲院 素良（しうんいん そら）
声 - 園崎未恵
自由奔放な性格でお菓子好き。その正体は融合次元の「アカデミア」特進クラスの最優秀生徒。特別任務に抜擢され、舞網市へとやって来ていた。
使用デッキは【デストーイ・ユニット】。「ファーニマル」と「エッジインプ」2つのカテゴリの混合デッキで、エクストラデッキの融合モンスターはその2つのカテゴリを融合した「デストーイ」と名のつくモンスターで構成されている。
デュエルディスクはスタンダードにいた頃は、スタンダードの物を使い融合次元（アカデミア）のデュエリストの召喚エネルギーをかいくぐってきたが、シンクロ次元で再登場してからはアカデミアのデュエルディスクを使用しており多彩な機能で月影をサポートする（シンクロ次元で柚子と再会した際、自分がスタンダードで使っていたデュエルディスクを渡している）。
デュエルを観戦する際に一見無意味に見える戦術などに対して何かあると疑うなど慎重な性格。
一方でエクシーズを見下しており、エクシーズ召喚を主体とする北斗、ユート、黒咲に対しての評価は他のキャラと比べると辛辣となっており、エクシーズ召喚を行う相手とのデュエルで不利な状況になった場合は冷静さを失っている。エド・フェニックスの事は当初は自分の方が優れていると思っていたために嫌っていた。
「LDS」を見学していた際に遊矢と沢渡のデュエルを観戦したことで遊矢に興味を持ち、彼に「弟子入り」と称して執拗に接近した。煙たがっていた遊矢とのデュエルに敗れたことで弟子入りは無しとなったが、今度は遊矢の「友達」になることにし、呼び方も「師匠」から「遊矢」に改めた。
アカデミアで生まれ育ち兵士としての訓練を受け続けてきたためプロフェッサーの命令は絶対のものであるという信念は固い。しかし遊矢や柚子のことは初めての友達と思っており、シンクロ次元で二人と再会したことでその信念は揺らいでいくこととなる。
ジュニアユース選手権一回戦で黒咲と対戦し、これまで見せたことのない狂気染みた笑みを見せながら彼を襲うが、数歩上を行く彼の戦術に敗北する。
その後ユートとデュエルするが、自分の正体を明かしたことで元の次元へと強制送還された。回復後、もう一度スタンダードに行くチャンスをプロフェッサーに与えられるが、今度は単独行動は認められず、脱走したセレナの確保、エクシーズの残党の抹殺の為に「オベリスクフォース」と共に赴くことになる。スタンダードに到着後、雪辱を果たすべく黒咲に再び襲いかかり勝利する。黒咲の追跡時に出くわした日影をカード化すると、次は遊矢と再戦する。途中、遊矢の予想外な戦術を見て興奮するなどかつての遊矢への態度は本心だったかのような様子を見せたが、デュエル終盤、バトルロイヤルのタイムリミットによりデュエルは強制終了となり、アカデミアに戻った。
帰還後に柚子も狙われていることを知り、遊矢達を追いシンクロ次元に向かいデニスを救出。任務を引き継ぐ名目でデニスを柚子とセレナから遠ざけるためにアカデミアに帰した。
その後は柚子の救出を行い、再会した遊矢へ柚子の無事を伝えている。月影と出会い柚子の保護を頼むと、自身は遊矢の助けに動き出す。準決勝では実況ヘリに掴まり、遊矢とクロウのデュエルを天空から観戦するが、オベリスクフォースが来ていることを知ると、クロウに遊矢の暴走を止めてもらうよう頼む。
遊矢との再会で心境が変化し、オベリスクフォースに苦戦する月影に加勢する。月影の援護を受けながらワンターンスリーキルを決める。直後、応援を呼びに行く月影からセレナと零羅を託されて二人の救援に向かう。セレナがオベリスクフォースにより連れ去られる瞬間、救援に間に合い、明確にアカデミアとの決別を宣言する。シティの騒乱の際には月影と共に柚子救出に向かい、一時は保護するがロジェに敗れてしまう。
遊矢たちがエクシーズ次元に飛ばされたことで一時別れてしまうが、融合次元にてアカデミアへ向かう海上で合流する。その後アカデミアに侵入し、零児、零羅と共に内部へ投入。途中で遊勝たちに合流するものの、すぐさまユーリが立ちはだかり、明日香とともにユーリの襲撃を阻止する。明日香がカード化されたあとは自身もユーリと戦うも、敗北してしまうが直後にユーゴとエドが表れ、ユーゴがユーリにデュエルを挑んだことで事なきを得る。救援に来たエドにユーゴとユーリのデュエルを止めることを頼む。2人のデュエルを見届けたあと、エドと共に遊矢の所に向かい、そこで遊矢とユーリのデュエルを目撃する。
遊矢が勝利してズァークになると、遊矢のペンデュラムを拾い、過去に嫌っていたエドとズァーク相手に共闘する。初めてデュエルした内容で遊矢の心に訴えたがズァークには通じず、エドと共に敗北してしまう。拾ったペンデュラムを仇敵だった黒咲に託す。
連載版
アニメと異なりLDSの一員として登場している。
使用デッキはアニメと同じく【デストーイ・ユニット】の混合デッキ。アニメと異なり、ペンデュラム召喚を取り入れている。
遊矢とのデュエルでは「病気の妹が赤馬零児に人質にされている」と騙して遊矢に攻撃をためらわせるも、人格を交代したユーリにはゲスの本性を見抜かれている。

### ランサーズ
赤馬 零児
ランサーズの創設者。赤馬 零児を参照。
榊 遊矢
榊 遊矢を参照。
権現坂 昇
権現坂 昇を参照。
沢渡 シンゴ（さわたり シンゴ）
声 - 矢野奨吾
「LDS」の生徒で中学2年生。ナルシストで目的のためには手段を選ばない。3人の男子生徒 たちによる取り巻きを従えている。次期市長候補の父親（声 - 宝亀克寿）がいる。
様々なデッキを使いこなし、初登場時は【ダーツ】、第7話では【氷帝】、第31話では【妖仙獣】、第49話からは【魔界劇団】を使用している。
高慢で自信過剰な性格だが、ノリのいい性格もあって取り巻き達からは慕われている。ネーミングセンスはひどく、敗北から立ち直るたびに「ネオ沢渡(7話)」「ネオ・ニュー沢渡(31話)」を名乗った。軽薄な言動から、真澄・刃・北斗達から「沢渡のくせに」、柚子には「百流デュエリスト」とまで酷評されている。しかしLDS発のペンデュラム召喚【妖仙獣】のテストプレイヤーに選ばれたり、舞網チャンピオンシップで唯一敗者復活を認められたりと、デュエルの実力は零児から認められている。
前述のように性格には難ありだが、デュエルにおいては相手のデッキ内容を把握した上でその弱点を正確に突いたり対策するといったテクニカルな一面を持つ。（例としてはペンデュラム召喚でも出せないデッキへと戻すカードを多用する、エクシーズ使い相手にはエクシーズ召喚を封じるような行動をとるなど）
遊矢と出会ってからは彼の影響を大きく受けており、遊矢の口調を真似たり観客を盛り上げようとしたりするなどエンタメデュエルに目覚めるようになる。エンタメデュエルは相手を翻弄する独自のコンボを使って観客を魅了しており、ソリッドビジョンによる派手な効果を活かした遊矢とは対照的。
零児の部下である中島の依頼で遊矢のペンデュラムモンスターを奪ったが、勝手に遊矢とデュエルを行い、奪ったお礼としてばら撒いた「ブロック・スパイダー」を活用した遊矢に敗北。その後「ネオ沢渡」と自称し報復を目論むも、実行前に黒マスクの男（ユート）に敗北。この事を遊矢にやられたと思い込んだ結果、LDSが遊矢を標的にする事態を招いていたが、後にLDSの講師もやられたことを知って遊矢では勝てるわけがないと彼を疑うことはなくなった。
舞網チャンピオンシップでは「妖仙獣」デッキによりペンデュラム召喚を行い、遊矢との一進一退の攻防で観衆を湧かせ、最終的にお互いを認めあった。
その後三回戦で中継をすべて切られると、零児がいる管制室に一人で出向く。そこで、零児から他次元の事を聞かされ、敗者復活戦という名目でバトルロイヤル参加が許可され、オベリスクフォースとの戦いに乱入し月影の窮地を救った。
その後、ランサーズの一員に選ばれる。シンクロ次元で既に意味の無い父の威光を持ち出すなど、次元を超えた意味を理解していないながらもランサーズとしての一定の自覚は持っている。
シンクロ次元到達後は、遊矢・セレナ・零羅と行動を共にするがセキュリティに捕まってしまい収容所送りにされる。
フレンドシップカップでは第一回戦でユーゴと対戦。沢渡エンタメ劇場演目「ドラゴン征伐」と銘打ち、ユーゴのクリアウィング相手にモンスター効果や魔法カードのコンボで追い詰めていくが、ユーゴの逆転の一手で敗北する。
地下でアカデミアの襲来を知り、権現坂や徳松と共に地下から脱出し、遊矢たちと合流する。その後ランサーズとして騒乱を沈める役割にまわるが、治安維持局に乗り込んだ際、ロジェの起動した次元転送装置によりエクシーズ次元へと飛ばされる。
エクシーズ次元ではアカデミアを敵とする者同士でありながらカイトと敵対し、仲裁しようとする権現坂とタッグを組むも二人のコンビネーションを上回るカイトの戦術に敗北する。その後はアレンたちに誘われてレジスタンスのアジトで生活していたが、遊矢とのデュエルで和解したエドの協力で融合次元へと向かう。
アカデミアに向かう航路で零児たちと合流してアカデミアへ乗り込むが、サンダースの仕掛けた罠に嵌りサバイバル・デュエルを強制される。クロウと共にBBとデュエルするが、クロウによってデュエルディスクを破壊されてデュエル続行不可能となり戦線を離脱する。
自身と引き替えに助けてくれたクロウには大きな恩を感じ、権現坂とジャックがズァークに敗れた後、権現坂のデュエルディスクでクロウと共にズァークに戦いを挑む。自身のエンタメで遊矢の心に訴えたが、覇王眷竜オッドアイズの反撃にあい、クロウと共に敗北する。その後遊矢のペンデュラムを零児に託す。
シンクロ次元以降は名前や存在を忘れられるなどぞんざいな扱いが多く、途中経過が省略されたデュエルでモブキャラにワンターンキルをされたことさえある。監督のインタビューによると、遊矢は彼のことを内心馬鹿だと思っているらしい。
『遊☆戯☆王アーク・ファイブ オフィシャルカードゲーム』の「ブースターSP トライブ・フォース」では取り巻きと共にCMのナレーションを担当している。
連載版
使用デッキは【帝（ミカド）】。
名前が「沢渡慎吾」表記となっている。アニメと同じくLDSの一員として登場している。
遊矢（ユート）とデュエルをするが、未知の召喚方法であるペンデュラム召喚を使用する遊矢に敗北する。

黒咲 隼（くろさき しゅん）
声 - 金城大和
ユートと同じくエクシーズ次元のハートランドから舞網市へやってきた青年。ハートランドにいた頃はプロデュエリスト養成校であるハートランド・デュエルスクール・スペード校で実践的なデュエルを学んでいた。
使用デッキは【RR（レイド・ラプターズ）】。エースモンスターの「RR‐ライズ・ファルコン」を使用する他、「RUM」も使用する。魔法や罠カードを駆使した戦術にも優れており、どれほど追いつめられても最終的には敵を圧倒するデュエルを展開する。
零王に囚われている自身の妹「瑠璃」の奪還。最終的には融合次元への勝利を目的としている。そのため、モンスターのコントロールを奪われた時の対策も万全に積んでいる。
目的の為には闇討ち紛いな行動も辞さない等、手段を選ばない傾向が強く、ユートからも諌められている。非常に自分本意な性格で、仲間内でも意見が合わなければ口論になることも多く、シンクロ次元で収容所に捕らえられた際は初日に乱闘騒ぎを起こしていた。シンクロ次元におけるクロウとのデュエルの中で自分本来の優しさを取り戻してからはランサーズも仲間として信頼し、落ち着いた言動をするようになる。
零王との交渉の人質として零児を狙い、その零児を誘い出す為に顔をサングラスとスカーフで隠してLDSの人間を襲撃してはカード化 し、零児に送りつけ遂には北斗・真澄・刃の3人を撃退し零児本人を誘き出す事に成功するが、彼の目的も零王の打倒だと知り、不本意ながら彼と同盟関係を結ぶ。舞網チャンピオンシップにLDSの一員として出場することとなる。初戦では巧みな戦術で融合次元の素良に勝利する。
ユートと素良、ユートとユーゴの対戦にユートを助けるために駆け付けようとするが、零児が許さずユートを助ける事が出来なかった。三回戦のバトルロイヤルでは融合次元に対抗するため、「ランサーズ」のメンバーに適正なデュエリストを選抜することを任される。
遊矢やナイト・オブ・デュエルズとのいざこざの最中、突如融合次元から戻った素良にリベンジを挑まれ再戦するも彼に敗北し傷を負う。しかし、カード化される前にセレナによって救出され共に逃走する。
その後、オベリスクフォースとの交戦中にスタンダード次元のデュエリスト達から幾度と無く助けを受け、動揺しつつも沢渡・権現坂から託されたペンデュラムカードを使いオベリスクフォースの撃退に成功した。
その後、ランサーズの一員に選ばれ、零児が同盟を結ぶためにシンクロ次元に行くと口にした際、単身アカデミアに乗り込もうとするもセレナの説得により不本意ながら賛同する。
シンクロ次元到達後は一人で行動し、シンクロ次元の実力あるデュエリストを探すため、地下の賭けライディングデュエルで勝ち進んでフレンドシップカップ出場を目指すがセキュリティに捕まってしまい収容所送りにされる。逮捕直前の対戦相手だったデニスのLDSからかけ離れた実戦的なデュエルを見てから正体を疑うようになる。
フレンドシップカップ第一回戦ではデニスの正体を暴こうと躍起になったデュエルをしていき、遂にデニスの正体を突き止め、怒りの想いをぶつけていき勝利する。
第二回戦ではクロウと対戦。クロウもアカデミアではないかと疑念を抱きながら一進一退の互角のデュエルを行う中、デュエルに巻き込まれたタナーの救出を得てかつて自分も子供達から声援を受けていたことを思い出し、クロウと互いの強大な敵との戦いを認め合い、敗北しながらも満足げに去って行った。
地下施設に送られるが、月影からアカデミアの襲来を聞いて地下に送られたランサーズと共に地上に向かう。地上で零児と合流し、遊矢をデュエルパレスに向かわせるため協力する。その後ランサーズとして騒乱を沈める役割にまわるが、治安維持局に乗り込んだ際、ロジェの起動した次元転送装置によりエクシーズ次元へと飛ばされる。
エクシーズ次元への帰還後、スペード校のレジスタンスが全滅していたことを知るが、レジスタンスの生き残りであるアレンやサヤカ、かつてのライバルだったカイトと再会する。袂を分かち独りでアカデミアを狩り続けるカイトを説得するためデュエルを挑み、仲間の大切さを訴える。その後、ランサーズ討伐のために派遣されたタイラー姉妹を遊矢とのタッグで迎え撃ち、続けざまに派遣されたオベリスク・フォースとも連戦するがその際に落ちてきた瓦礫からサヤカを救い負傷する。その後の治療はエドがアカデミア本部に連れて行って行われることとなり、一命を取り止め、遊矢たちがアカデミアに向かったと聞き、エドとともに自分の手で妹を取り戻すと立ち上がり、遅れて到着した。しかしカイトから出た言葉により、瑠璃の状況に納得できないまま西の塔に向かい、ついに妹と再会するも、駆け付けたカイトから真実を知り、操られた瑠璃とデュエルを行い苦戦するも、デュエル前にカイトから託されたサヤカの「リトル・フェアリー」を使い、更には正気に戻りかけつつある瑠璃の強い意志に導かれ、勝利する。だが負傷のダメージが残っていたのか、瑠璃を抱えて降りた後、力尽きてしまう。その後、遊矢と再び洗脳された瑠璃のデュエル中に現れたものの、洗脳されたセレナにスタンガンで倒される。
回復後、ユートを取り戻すべくカイトと共にズァークに戦いを挑むが、ズァークの下僕と化した「ダーク・リベリオン」に敗れ、権現坂に遊矢のペンダントを託した。
ズァークとの勝負が終了後、妹と親友を失った悲しみから、融合次元にて原因を作った零王に怒りをぶつけていた。その怒りのまま遊矢とデュエルする。一進一退の攻防を繰り広げていき、最後の攻防の際遊矢にユートの面影を感じとり、負けた後でも瑠璃の意思が消えていないことに希望を見出だした。最終的に親友のユート、妹の瑠璃が遊矢、柚子に統合されて戻ってくることはなかったが、達観したかのような笑顔を浮かべていた。
連載版
使用デッキはアニメと同じく【RR】。モンスター効果の発動条件や自身のデュエルスタイルから、ライフポイントをギリギリまで減らす戦術をとる。
素良と同じくLDSの一員として登場する。デュエルでギリギリの攻防をしているときが生きていると実感していると述べるほど、アニメとは違った意味で戦闘狂である。
物語の三ヶ月前までは正真正銘の真剣勝負を求めるため、表舞台にはいかずに地下デュエルのコロシアムにいたが、零児がそこからLDSへ引き入れている。
柚子の出場した全国児童暗算選手権においては、優勝している。

風魔 月影（ふうま つきかげ）
声 - 坂巻学
風魔デュエル塾所属のデュエリストにして、「一度引き受けた任務は命をかけて完遂する」風魔一族の忍者。口元を隠した忍者の服装をしており、身体能力も高い。一人称は「拙者」。左利きであり、右腕にデュエルディスクを装着している（両利きな部分もありライディングデュエルでは左腕にカードを収納する用の物を装着しており右手でカードを扱っていた）。
使用デッキは【黄昏の忍者】で「忍法」と名の付く魔法・罠カードを使用する。
零児の命令を忠実に遂行するストイックな性格だが、シンジに忍者を侮辱された際には珍しく怒りを見せていた。
舞網チャンピオンシップ一回戦で方中ミエルと対戦し、ワンターンキルで勝利を収めた実力者。その後大会でベスト16になる。LDS所属ではないものの、零児から他次元のことを多く聞かされているらしく、三回戦では零児の依頼を引き受けセレナの護衛監視をしており、オベリスクフォースから柚子とセレナを連れて逃走。黒咲が負傷した後、黒咲とセレナと共にチームを組んで追手のオベリスクフォースに立ち向かった。
その後、ランサーズの一員に選ばれる。
シンクロ次元では零児の懐刀として零羅の救出や情報収集など忍者としての能力を最大限に活かしている。
フレンドシップカップで出場を拒否した零羅の代わりにシンジの対戦相手として第一回戦に登場する。シンジとのデュエルではシンジの攻撃を防ぐことが出来たにも関わらず敗退するが、それは地下のゴミ処理施設で情報収集し、零児に伝えることが目的だった。
ロジェの評議会掌握後に素良と遭遇し、戦おうとするが柚子の説得と遊矢救出後のデュエルを条件に停戦し、柚子とフランク達を地下で匿うことにする。
零羅と共にセキュリティからセレナを救出した後、現れたアカデミアに対して地下施設にいるランサーズの仲間を呼ぼうとしたところをオベリスクフォースに見つかり、デュエルを行う。苦戦するも素良の参戦でこれを退けた後に素良と一時的な協力関係を結び、再び地下の仲間の元へ向かう。地下で仲間と合流すると、黒咲と沢渡を連れて地上へ出た後、零羅の元へ向かう。上手くランサーズ皆と合流すると、シティの騒乱の際には素良と共に柚子救出に向かい、一時は保護するがロジェに敗れてしまう。
遊矢たちがエクシーズ次元に飛ばされたことで一時別れてしまうが、融合次元にてアカデミアへ向かう海上で合流する。アカデミアへ乗り込んだ直後、サンダースの仕掛けた罠に嵌りサバイバル・デュエルを強制され、そのデュエルに紛れ込んだ謎の11人目のデュエリスト・BBと交戦するが敗北し、遊矢たちにその存在を示すメッセージを遺してカード化される。
次元統合による影響でカード化から解き放たれ、零羅の前に現れてズァークのところに連れて行った。
声優を務める坂巻学は忍マスクを再現するため、マスクを二重につけて演技している。
セレナ
セレナを参照。
赤馬 零羅（あかば れいら）
声 - 石川由依
零児の義弟。一人称は「僕」。熊のぬいぐるみを所持し、クラブのマークの付いたフードつきの服を着ている。
使用デッキは【CC（シーシー）】で、エクストラデッキは「CCC（シーシーシー）」と名のつくモンスターでデッキが構成されている。
魔法・罠カードでは「ペルソナ・シャッター」と名の付くカード群や、相手が使用するカード・モンスターを利用してコピーを生み出す「写真融合」というカードを使用する。
元は紛争孤児でその悲惨な体験から、感情を持たなくなった。その後レオコーポレーションに連れてこられる。
非常に寡黙で、日美香や零児に怯えたような素振りでデュエルする。兄の零児以外の人間には全く心を開いておらず、命令がないと自分で何もできない。また、その体験から他人に依存し、自分を持たなくなり、先述の CCが他人のカードを利用する戦術になった理由に繋がる。なお、腕前はMCS（舞網チャンピオンシップ）ジュニアクラスで優勝するほど。
複数の召喚方法を使用するデュエリストの一人で、舞網チャンピオンシップジュニアクラスでは一回戦のアユ戦で融合召喚、二回戦のフトシ戦でシンクロ召喚、決勝戦のタツヤ戦でエクシーズ召喚と複数の召喚方法を使いこなして優勝する。その後ランサーズの一員としてシンクロ次元に同行することになる。突然兄とはぐれたことで完全に怯えてしまい、当初は気を遣う遊矢にも心を開かなかったが、フレンドシップカップ以降はその心境に変化が生じる。セキュリティに包囲された際、拘束される寸前に月影によって救われる。
フレンドシップカップでは一回戦にてシンジと対戦予定だったが恩あるシンジとのデュエルを嫌がり、参加を拒否し、遊矢の部屋に駆け込む。その後、月影とシンジのデュエルでは月影の勝利によって兄に見放されることを恐れるあまりに月影よりシンジの勝利を望むようになり、月影に「負けろ」とつぶやき続けた。しかしジャックの檄から心の成長をしていき、遊矢や零児の役に立ちたいと願うようになる。同時に月影に敗北の期待を謝罪し、ジャックの言葉の意味を月影を通して遊矢に伝えた。
零児や行政評議会と共にセキュリティに囲まれながら、フレンドシップカップを観戦していた。しかし零児からセレナを守ることを頼まれ、セキュリティの包囲から抜け出し、セレナを捕獲しようとするセキュリティと3vs1のデュエルを行う。融合・シンクロ・エクシーズの三召喚を駆使し、勝利してセレナを守り抜いた。
脱出後、体力を消耗する中でオベリスクフォースの迎撃を単独で引き受け、3vs1の不利なデュエルを繰り返し撃退に成功する。しかし、次々と押し寄せる敵に過去のトラウマが蘇りかけるも、ジャックの言葉を胸に戦い続け、決勝戦を妨害しようと押し寄せてきたセキュリティも撃破し、その戦いを見届けたジャックにも成長を認められた。
遊矢たちがエクシーズ次元に飛ばされたことで一時別れてしまうが、融合次元にてアカデミアへ向かう海上で合流する。
その後零児に付き添う形で零王のもとに辿り着き、零王から聞かされた真実にひどく動揺し倒れてしまう。意識を取り戻した後レイの心と共鳴して、零王の計画を阻止しようとする零児を止めようと零児とデュエルを行う。零児の想像をはるかに凌駕する成長を見せて追い詰めたものの、わずかに届かず敗北する。以後はレイの意志を伝えるメッセンジャーの役を果たし、遂にレイの意識と接触する。
レイの意識と一体化し、ズァークの前に現れる。ズァークを封じ込めるキーカードとなる四枚のカードによるコンボを駆使し、ズァークとのデュエルに終止符を打った。ズァークの闇を全て背負い、ペンデュラム次元にて赤ちゃんとなって転生した。その影響で笑顔を失うが、遊矢と零児のプロテスト最終試験にて遊矢が打ち上げた花火を見て笑顔を取り戻す。
デニス・マックフィールド
アカデミアのスパイ。デニス・マックフィールドを参照。

### スタンダード次元 / ペンデュラム次元

#### 遊勝塾
柊 修造（ひいらぎ しゅうぞう）
声 - 板倉光隆
「遊勝塾」の塾長にして柚子の父親。権現坂同様暑苦しい性格で「熱血」が口癖。元プロデュエリスト。
使用デッキはスポ根をモチーフとした炎属性・戦士族の【ガッツマスター】。
遊矢の父、榊遊勝を先輩と呼んで慕っている。
赤馬零児のペンデュラム召喚に落ち込む遊矢を叱咤して立ち直らせるなど指導者としても優秀な人物だが、娘の柚子のこととなると冷静さを欠き、柚子が素良と特訓していた時や柚子がアカデミアに連れ去られたと聞いた時は激しく動揺していた。ペンデュエル次元として世界が再構築され、人々が柚子の記憶を失った際もわずかな手掛かりをもとに遊矢よりも早く、自力で柚子の記憶を取り戻す。
連載版
「修造塾」の塾長として登場している。遊矢とデュエルするために黒咲の人質となったが、目的が果たされたために解放されている。
山城 タツヤ（やましろ たつや）
声 - 新出ななみ
「遊勝塾」の生徒。遊矢と石島のデュエルを観戦した後、彼に興味を持って「遊勝塾」に入学した。家族は母親が登場。
使用デッキはスタンダード次元の頃は不明 だったが、ペンデュラム次元になってからは【ブンボーグ】。
計算が早く、カードの知識も豊富でデュエルを観戦する際にはカード効果やプレイングに対して解説することが多い。また、デュエル自体も舞網チャンピオンシップ・ジュニアクラスで決勝戦に進出し準優勝するほど、めきめきと腕をあげている。
原田 フトシ（はらだ ふとし）
声 - 知桐京子
「遊勝塾」の生徒で太った少年。「しびれる〜」が口癖で、その口癖と共に身体を動かす癖がある。両親との3人家族。
使用デッキは【らくがき】。
デュエルの知識は疎く、的外れな発言をしてはタツヤたちに訂正されることが多い。
漫画版では全国児童暗算選手権で黒咲、柚子に次いで3位になっている。
鮎川 アユ（あゆかわ あゆ）
声 - 明坂聡美
「遊勝塾」の生徒。カチューシャを身につけた明るく活発な少女。時折、遊矢らに毒舌まじりのツッコミを入れるなどはっきり言う性格で、同性にして似たタイプの柚子と仲が良い。両親との3人家族。
使用デッキは、アクアリウムデッキと称している【アクア・アクトレス】。
デュエルの知識はフトシよりはあるが、ルールを完全に把握していない部分も見受けられる。
両親はアユを異常なまでに溺愛するいわゆる「親バカ」である。

#### LDS（レオ・デュエル・スクール）
赤馬 日美香（あかば ひみか）
声 - 藤本喜久子
「レオ・コーポレーション」と「LDS」の理事長を務める零児の母親。ハート型の奇抜な髪形が特徴。息子のことを「零児さん」と呼ぶ。
沢渡の襲撃を機会に、遊勝塾を乗っ取りペンデュラム召喚を我が物にしようとデュエルを申し込んだが、その最中にも襲撃犯がLDSの幹部を襲ったことが伝えられ撤退した。
その後、スタンダード次元をアカデミアの侵略から守るために息子の零児と協力して舞網チャンピオンシップを使って戦力の選抜を図り、全世界に他次元の脅威とランサーズの概要を伝えた。
赤馬 零羅
赤馬 零羅を参照。
中島（なかじま）
声 - 早志勇紀
零児と日美香の側近の男。黒いスーツとサングラスを着用している。零児には忠実だが結構短気。
沢渡 シンゴ
沢渡 シンゴを参照。
志島 北斗（しじま ほくと）
声 - 花江夏樹
「LDS」 エクシーズコースの生徒。アクションデュエルでは宇宙に関連したフィールドを得意としている。「想定内」が口癖。
使用デッキは『遊☆戯☆王ゼアル デュエルターミナル』で登場した【セイクリッド】。「セイクリッド・プレアデス」と「セイクリッド・トレミスM7」がエースカードとなっている。
勝率9割以上で40連勝中だったが、遊勝塾をかけたデュエルで遊矢に敗北したことで連勝ストップとなった。プライドが高いのか、負けたことを真澄に指摘されては深くショックを受けている。
エクシーズを使ってLDS関係者を襲う事件に対して同じエクシーズ使いとして憤りを感じており、真澄・刃と共に襲撃犯を探すことになる。第24話にて真澄・刃と共に襲撃犯の黒咲と交戦するが惨敗する。その時の記憶はレオコーポレーションによって抹消された。
舞網チャンピオンシップにてエクシーズ召喚を駆使し一回戦を突破する。しかし二回戦に参加する前にセレナに襲撃され、カードに封印されてしまい不戦敗となる。
光津 真澄（こうつ ますみ）
声 - 清都ありさ
「LDS」 融合コースの生徒。父親が宝石商を営んでいることから目利きに優れており、毒舌家の一面も持つ。
使用デッキは『遊☆戯☆王ゼアル デュエルターミナル』で登場した【ジェムナイト】。「ジェムナイトマスター・ダイヤ」「ジェムナイトレディ・ブリリアント・ダイヤ」がエースカードとなっている。
遊勝塾をかけたデュエルでは柚子と対戦し、勝利した。
LDS融合コース講師であるマルコを慕っており、マルコ失踪の謎を追っている。黒咲が襲撃事件の犯人であることを突き止め、第24話にて北斗・刃と共に交戦するが惨敗する。その後黒咲をLDS代表に仕立て上げるレオ・コーポレーションの陰謀により記憶を改竄され、彼を以前からの仲間として扱うようになってしまう。
舞網チャンピオンシップにて柚子と再戦し僅差で敗北。デュエル後は互いに黒咲への言及は行わず、健闘を称え「クリスタル・ローズ」のカードを彼女に託した。
刀堂 刃（とうどう やいば）
声 - 高梨謙吾
「LDS」 シンクロコースの生徒。常に竹刀を持ち歩いており、好戦的な性格。
使用デッキは『遊☆戯☆王ゼアル デュエルターミナル』で登場した【X-セイバー】。「XX-セイバー ガトムズ」がエースカードとなっている。
遊勝塾をかけたデュエルで権現坂と対戦するも、引き分けとなった。
LDS関係者襲撃事件の犯人を真澄・北斗と共に追う傍ら、権現坂の頼みに応えて、彼にシンクロ召喚を教えるための特訓にも協力するようになる。第24話にて真澄・北斗と共に襲撃犯の黒咲と交戦するが惨敗する。その時の記憶はレオコーポレーションによって抹消された。
舞網チャンピオンシップにも出場していたが、一回戦の最後の試合で勝鬨の手荒なデュエルの前に敗北し、病院送りにされる。三回戦時には退院し、観戦していた模様。
黒咲 隼（くろさき しゅん）
黒咲 隼を参照。
桜樹 ユウ（さくらぎ ゆう）
声 - 渡辺拓海
昨年の舞網チャンピオンシップジュニアユースの優勝者。現在ユースに昇格しており、そこでもベスト8に残るほどのデュエリスト。
セレナからエクシーズ次元の残党と誤解され襲撃されかけるが、零児の登場により事なきを得る。その後、他次元侵攻の迎撃部隊の一人に任命される。しかし、他のユースメンバーがカード化されたりする戦いの惨状を見て怖じけづき逃げ出してしまう。
遊戯王OCGで登場した「魔導法皇 ハイロン」を使用する。
デニス・マックフィールド
デニス・マックフィールドを参照。
ハリル
声 - 村瀬歩
LDSアナトリア校からの留学生で、融合コース所属。舞網チャンピオンシップベスト16のデュエリスト。
使用デッキは【ランプ】。
「勉強」と言葉にするほどデュエルに対して熱心で、天真爛漫な性格。最初は氷山エリアで柚子とデュエルしていたが、成り行きからオルガとタッグを組み柚子・権現坂チームとのタッグデュエルを行うも、柚子のペンデュラムからの融合戦術に敗れる。
以降「友情」を学んだという事でオルガとに行動を共にする。ジャングルエリアでの茂古田未知夫と1vs2のデュエルで敗北した後、再び氷山エリアに足を踏み入れるもユーリによってオルガと共にカードにされてしまう。
オルガ
声 - 石川由依
LDSノルディック校からの留学生で、シンクロコース所属。舞網チャンピオンシップベスト16のデュエリスト。
使用デッキは【極氷獣】。
最初は氷山エリアで権現坂とデュエルしていたが、後にハリルと組んでタッグデュエルをする。ハリルと共に柚子のペンデュラムからの融合戦術に敗れる。以降、ハリルと共に行動をし、ジャングルエリアで茂古田未知夫と1vs2のデュエルを行うも敗北する。その後再び氷山エリアに足を踏み入れるもユーリによってハリルと共にカードにされてしまう。

#### 遊矢の家族
榊 洋子（さかき ようこ）
声 - 遊井亮子
遊矢の母親。
使用デッキは【爆走】。レディースモンスターで構築されている。
父親（彼女の夫）がいなくなったことで時折影を落とす遊矢を常に暖かく見守り、遊矢がエンタメデュエルでまい進できるように的確な助言とサポートを行っている。柚子や修造とも親しく、応援団の一員に加わっている。未知夫のファン。また、三回戦のデニスのデュエルを見て、彼も応援するようになる等ミーハーな一面もある。
遊勝と出会う前はレディースチーム、舞網クイーンズの総長で「流れ星ヨーコ」の名でケンカに明け暮れていた。
ランサーズとして戦いへ赴く遊矢とデュエルして「どんな時でも笑顔を忘れてはいけない」という言葉と共に「スマイル・ワールド」を託すが、その言葉とカードが遊矢に重い枷をはめてしまうこととなる。
榊 遊勝（さかき ゆうしょう）
声 - 東地宏樹
遊矢の父親。一人称は「私」だが、若い頃は「俺」。
使用デッキは【EM】。エースカードは「EM スカイ・マジシャン」。
エンターテインメント・デュエリストだったが、3年前のストロング石島とデュエルを行う前に失踪している。それ以降、周囲からは逃げ出した元チャンピオンと蔑まれているが、零児は彼のことをエンターテイメントデュエルの開祖として心から慕っていると発言している。
プロフェッサーとはまだ互いに無名だった頃に知り合い、共にリアルソリッドビジョンとアクションデュエルを研究した親友であり、彼をエンタメデュエリストとしての自分の生みの親と敬ってもいる。
現在は息子である遊矢からは憧れの存在となっており、その回想中でしばしば言及されていたが、エクシーズ次元で3年前に姿を現しており、現在では融合次元にスタンダード次元と同じ名称の「遊勝塾」を開いており、そこで融合次元に飛ばされ、明日香に案内された柚子と再会する。
失踪した真相は、零児からプロフェッサー（赤馬零王）の野望を聞き、直接話し合うためにストロング石島戦当日にLDSの次元転送装置を無理やり使用して別の次元に向かっていたためだった。しかし目的の融合次元ではなくエクシーズ次元へ到着してしまい、以後は「デュエルで笑顔を」という教えをエンタメデュエルを通して広めていたが、エクシーズ次元への侵略を開始したアカデミア軍の総司令官エド・フェニックスによって融合次元へと飛ばされてしまった。この頃から足を痛めており、現在は杖を使うか、明日香に肩を貸してもらいながら歩いている。
プロフェッサーから全ての真相を聞いた後、かつて違和感を抱いた遊矢が生まれた時の記憶の欠落や同時に修造がいつから柚子の世話をしていたのかという事を思い出して再度違和感を抱き、自らの親心で遊矢にデュエルを教えたことが悪魔を復活させる手助けをしてしまったのではと思い始めるようになる。
しかし、最終的には遊矢がズァークに覚醒するのを阻止する決意をし、以前零王から受け取った欠陥カード「衝撃の拘束剣」を発動してデュエルに乱入、デュエルが終了しても消えない特性を利用してデュエルを中断し遊矢の覚醒を防いで零王の計画とズァークの復活を阻止するために暴走するユーゴとユーリのデュエルの場に向かうも、ユーゴがユーリに敗北して吸収される瞬間を目の当たりにする。
ユーリが遊矢をも吸収しようとしていると知ると、彼を止めるために立ちはだかりデュエルを行う。患っていた足の不調を感じさせない得意のエンタメデュエルで彼を笑顔にしようとするものの、ユーリの心には届かず、真の切り札「超越融合」によって召喚されたスターヴ・ヴェノムとクリアウィングによるコンボに成すすべなく敗北する。カード化される直前、遊矢に笑みを浮かべながら心中「笑顔だ」と信念の言葉を表情で訴えて遺し退場するが、父を目の前で失った遊矢は怒りで暴走してしまう。
連載版
漫画でも遊矢の父親として登場し、遊斗・遊吾・遊里の父親でもある。物語本編が始まる前の未来に誰が開発したのか分からない危険なカード「G・O・D（ジェネシス・オメガ・ドラゴン/ゴッド）」の力で世界が破滅するのを恐れ、遊矢達にそのカードの正体を探らせるため「ワールド・イリュージョン」と称し過去の時間へ転移させた。
こちらではアニメの若い頃と同じく一人称は「俺」。

#### ジュニアユース予選
茂古田 未知夫（もこた みちお）
声 - 内匠靖明
遊矢の1戦目の相手。霧隠料理スクール所属のデュエリストで、クッキングデュエルを行う。
使用デッキは【CM（クックメイト）】。モンスターは食材をモチーフにしており、魔法・罠は料理に関するカードを使用する。
著名な料理人でもありファンには「ミッチー」の愛称で呼ばれ親しまれている。自分のレシピや戦術に絶対的な自信を持ち、「完璧」が口癖だったが、遊矢とのデュエルで完璧は存在しないことを悟る。困っている人を見捨てられない正義感の溢れる熱い性格をしている。
板前をしている父親と、自分を溺愛している母親がいる。
舞網チャンピオンシップに参加しており、二回戦では北斗と対戦する予定だったが、北斗が失踪したため不戦勝となり三回戦に進みベスト16に入る。
三回戦ではジャングルエリアで大漁旗鉄平の提案(後述)に乗り、ハリルとオルガを相手に1vs2のデュエルを行い、見事勝利する。その後ミエルの要請に応え、遊矢を助ける。
月影・黒咲・セレナと追手のオベリスクフォースがデュエルしところに出くわし、鉄平と共に乱入参加するもオベリスクフォースのコンボ攻撃に敗れカード化される。
九庵堂 栄太（きゅうあんどう えいた）
声 - 片山裕介（ヒカリゴケ）
遊矢の2戦目の相手。クイズデュエルを行う。
使用デッキは【クイズ】。相手にクイズを出すモンスターを使用する。
知識に乏しくクイズが苦手な相手を見下し、挑発するような態度を取る。
遊矢はクイズに全問不正解だったが、その不正解によるダメージを逆に利用され敗北する。そして、デュエルはカードを通したコミュニケーションであることを知る。
方中 ミエル（ほうちゅん ミエル）
声 - 悠木碧
遊矢の3戦目の相手。海野占い塾所属のデュエリスト。占いにより次の対戦相手が運命の相手だと知り、遊矢が自分にふさわしいかを占いデェエルで試す。
使用デッキは【占術姫】。モンスターなどは占いをモチーフにしているカードでデッキが構成されており、リバースモンスターや儀式召喚を使用する。
遊矢とのデュエルではリバース効果を多用し、相手モンスターを守備表示にしつつ破壊してダメージを与えるコンボで遊矢を追い詰めるも、柚子から預かっていた「融合」による「ルーンアイズ・ペンデュラム・ドラゴン」にて逆転負けを喫する。その後遊矢がやっぱり運命の人だったと確信し抱き付き猛烈なアピールをした。舞網チャンピオンシップにも出場を果たし、遊矢を「ダーリン」呼ばわりして柚子の怒りを買っていた。
舞網チャンピオンシップにて月影と対戦し、ワンターンキルをされ敗退する。三回戦のバトルロイヤルは最初は家で観戦していた。中継が途切れると遊矢を探しにアクションフィールド内に入り、遊矢や権現坂と合流して行動を共にする。
遊矢の暴走が静まった後、占いで遊矢の中に遊矢本人とユート以外に「2つの心を覆い尽くす恐ろしい何か」 を水晶玉で見つけ、後に遊矢と零児のデュエルにも立ち会う。ランサーズ結成後の遊矢と洋子のデュエルを見届けた後、他次元へ向かう遊矢たちの未来を占って送り出した。
遊矢のことが絡むと冷静さを失い直情的な行動に出てしまう部分が目立つが、本来的にはやや抜けたところもあるとはいえ予測不可能なことに関しては慎重派であり、自身の生き方は基本的に占いで決めている。

#### 舞網チャンピオンシップ
暗黒寺 ゲン（あんこくじ ゲン）
声 - 白熊寛嗣
元は権現坂道場に所属する権現坂昇の兄弟子だったが、権現坂道場に見切りをつけて現在は無所属。
使用デッキは相手のカードのコントロール奪取効果を持つ【バーバリアン】。
ストロング石島のファンであり、石島戦の直前に失踪した遊勝の息子である遊矢を執拗に嘲笑った。
チャンピオンシップでの権現坂戦では権現坂道場の伝統を逆手に取り、遊矢を罠に嵌めて権現坂の心を揺すぶる卑劣な手段に出た。本人曰く「勝つためならばどんな手をも使う。それこそが真の強者」との事。だが、正気を取り戻した権現坂によって逆転負けをしてしまう。
勝鬨 勇雄（かちどき いさお）
声 - 野島健児
武闘派デュエリストの総本山・梁山泊塾のエース。昨年のジュニアユースで、LDSの桜樹ユウに敗北した準優勝者。一人称は「自分」。
戦士族を主体としたデッキを操り、今年度から融合召喚も使用するようになった。
幼い頃より親から離され、梁山泊塾の厳しい指導を耐えてきた。勝利を至上とする指導方針により、アクションカードを取るためには相手を傷つけることも厭わない。幼少時より辛い生活を送ってきたため、楽しいエンタメデュエルを目指す遊矢にはある種の嫉妬心・対抗心をいだいている。
一回戦で刃を病院送りにするまで攻撃して勝利する。二回戦での遊矢とのデュエルでは突如豹変した遊矢のエクシーズ召喚に敗北する。遊矢は彼に笑顔を取り戻してもらうためにデュエルしていたものの、敗北後は遊矢の手を払いのけ一瞥、結局笑顔を取り戻すことは無かった。
以降、梁山泊塾内では破門同然の扱いを受けており、遊矢への雪辱を果たすためにデニスの誘いを受けて融合次元へやって来た。我が身を犠牲にしてでも勝利を渇望し、追い詰められた際には共倒れを狙うが遊矢のエンタメデュエルに敗れる。しかしそのデュエルを観戦していた人々からの拍手を受けながら遊矢から差し伸べられた手を取り立ち上がると、エンタメデュエルに充実感を覚えながらどこかへと去っていった。
融合次元で再登場した際は、デュエルディスクがアカデミアの物に変わっている。
竹田 真（たけだ まこと）・梅杉 剣（うめすぎ けん）
声 - 渡辺拓海（竹田）・早志勇紀（梅杉）
武闘派デュエリストの総本山・梁山泊塾のデュエリスト。共に舞網チャンピオンシップベスト16に進む。
竹田は『風』の名を冠する戦士族モンスター、梅杉は『雷』の名を冠する戦士族モンスターを使用する。また、二人とも融合召喚を使用する。
勝鬨に勝利した遊矢に雪辱を果たすため、火山エリアにて1vs2のバトルロイヤルデュエルを仕掛け、連携攻撃とラフプレイで遊矢を追い詰める。しかしデニスの乱入によって始まったタッグデュエルで遊矢とデニスの連携に敗北した。その後、氷山エリアに現れたユーゴを遊矢と勘違いし、デュエルをするもあっさり敗北する。
風魔 月影
風魔 月影を参照。
風魔 日影（ふうま ひかげ）
声 - 坂巻学
風魔デュエル塾所属のデュエリスト。月影の兄。右利きであり、左腕にデュエルディスクを装着している。
使用デッキは月影と同じく【黄昏の忍者】。
舞網チャンピオンシップベスト16になる。三回戦では零児の依頼を引き受けセレナの護衛監視をしており、オベリスクフォースから柚子とセレナを連れて逃走。黒咲が負傷した後、黒咲・セレナ・月影の三人を逃がすべく素良に挑むも、敗れてカードにされてしまう。
大漁旗 鉄平（たいりょうばた てっぺい）
声 - 武田幸史
舞網チャンピオンシップベスト16の釣りデュエリスト。関西弁で話す。好きな言葉は『一網打尽』。
使用デッキは【伝説のフィッシャーマン】。
第三回戦ではデュエルせずに大量のペンデュラムカードを手に入れ、ジャングルエリアで出会った茂古田未知夫とコンビを組み、彼にデュエルをさせて、その後彼が弱ったところでデュエルを挑みペンデュラムカードを奪い取るという悪巧みを考える。しかし根は悪い人物ではなく、遊矢が何者かに取り憑かれ暴走した際には未知夫とミエルの要請に応え、嫌々ながらも遊矢を助けるために協力する。その後も未知夫と行動を共にし、彼の熱い性格に振り回されながらも信頼関係を築いていく。
月影・黒咲・セレナと追手のオベリスクフォースがデュエルしているところに出くわし、未知夫と共に乱入参加するもオベリスクフォースのコンボ攻撃に敗れ、カード化される。
Ashley（アシュレイ）・Bram（ブラム）・Carl（カール）・Charles (シャルル)
声 - 藤沼建人、野上翔、濱野大輝
海外チームのナイト・オブ・デュエルズ所属のデュエリスト。シャルルを除く三人は白銀の鎧を着ており、シャルルは金色の鎧を着ている。シャルルは二回戦で黒咲に敗北。残り3名は舞網チャンピオンシップベスト16に進む。
三回戦ではシャルルの敵討ちの為、古代遺跡エリアで黒咲に1vs3のデュエルを仕掛けるが、黒咲に3人いっぺんに倒される。その後勝てないと悟って三人で共謀。黒咲をアクションデュエルによるリアルダメージで排除しようとするが、突然現れた「オベリスクフォース」に大敗し、全員カードに封印されてしまう。
斜芽 美伎代（ななめ みきよ）
声 - 大地葉
現役アイドル達がデュエルを学ぶデュエルっ子クラブ所属の大人気アイドル。二回戦で柚子と対戦し、互角に渡り合うも敗北した。

#### その他
ニコ・スマイリー
声 - 飯島肇
ストロング石島のマネージャーであり、チョビ髭を生やし派手なスーツとメガネを着用した一見胡散臭い風貌の男。
第1話ではストロング石島のファン感謝デーに遊矢を招待し、遊矢とストロング石島のデュエルをセッティングした。ストロング石島に勝利した遊矢の将来性に期待し、第15話から遊矢のマネージャーを務めることになる。遊矢のジュニアユース出場資格までの対戦相手を探し、プロデュエリストに必要な心得を実践で叩き込ませた。
舞網チャンピオンシップにおいても実況・解説として参加している。
ストロング石島（いしじま）
声 - 宮内敦士
プロデュエリスト。派手なフェイスペイントを施した大男。
使用デッキは【バーバリアン】。エースカードは「バーバリアン・キング」。
3年前に遊勝とデュエルするはずだったが、彼が現れなかったためチャンピオンの座に就いた。「LDS」の広告塔でもある。
遊勝を逃げ出した臆病者と呼んでいるものの、「遊勝を倒さなければ最強は名乗れない」と彼の実力は認めている。遊勝が現れるかもしれない期待から息子である遊矢とエキシビションマッチを行う。一度は劣勢になったもののすぐに逆転し、遊矢をあと一歩まで追い詰めた。しかし初めて目にしたペンデュラム召喚の前に敗北を喫する。
デュエル後、自らチャンピオンの座を返上して修行のため海外に渡ったことがニコの口から語られた。
その後は不明だが、141話で彼の絵が入った「ストロング石島のバーバリアン塾」という看板が登場している。

### エクシーズ次元（ハートランド）

#### レジスタンス
ユート
ユートを参照。
黒咲 隼（くろさき しゅん）
黒咲 隼を参照。
黒咲 瑠璃（くろさき るり）
黒咲 瑠璃を参照。
天城 カイト（てんじょう カイト）
声 - 内山昂輝
ハートランドのデュエルチャンピオンになるであろうとした凄腕のデュエリスト。ハートランド・デュエルスクール・クローバー校出身。黒咲とはライバル関係にあり、互いにその力を認め合い切磋琢磨していた。
使用デッキは【光波（サイファー）】。エースカードは「銀河眼の光波竜」。彼のデュエルを見ていたユートは「繊細かつ豪快。相手の戦略を直感的に見抜く力が優れている」と評している。また過去の彼はデュエル中でも温かみのあるデュエルを行っていたが、アカデミアの襲撃の際、家族全員がカード化され、現在は「怒り」から容赦の無いデュエルをする。
エクシーズ次元に来た遊勝を「先生」と呼んで師事し、敬語を使って話している。
元はレジスタンスに所属していたが、遊矢達がエクシーズ次元に到着していた頃には、レジスタンスの仲間と袂を分かち、アカデミア相手に孤軍奮闘している。
アカデミアの3人をカード化した後、挑発して沢渡と権現坂の2人とデュエルする。2人の猛攻をかわし、エースモンスター「銀河眼の光波竜」で圧倒して勝利し、続けざまに遊矢とデュエルする。遊矢の訴えにも全く聞く耳を持たなかったが、ダーク・リベリオンを召喚した遊矢にユートの姿を感じ取った。
それからも単身でアカデミア兵を狩り続けていたが、仲間として共闘を持ちかける黒咲と意見が対立したことでデュエルを行う。ランサーズという仲間を得て変わった黒咲を頑なに否定してカード化までしようとするがサヤカの言葉で思いとどまる。
その後、オベリスク・フォースとのデュエルで黒咲がサヤカを救うために倒れた際に突如乱入して笑顔と仲間の素晴らしさを教えてくれた遊矢の危機を救い、野呂が送り込んだアカデミア兵の援軍を次々と撃破する。
エドとの和解後、エドからカード化された人間を元に戻す方法があると聞き、ランサーズに同行して融合次元へと向かう。そこでデニスから瑠璃とリンが捕らわれている塔の情報を入手し、瑠璃のいる西の塔にて番人のディアナを倒し、瑠璃を救出するが、突然彼女に突き落とされてしまう。しかし、駆け付けた黒咲とエドによって危機を乗り越え、エドから瑠璃が操られていることを知り、東の塔に向かったユーゴの真実を伝えるよう頼み、自分は隼の後を追い、真実を伝える。真実を伝えた後、瑠璃を操っているデュエリストを探すが、その前にサヤカから託されていた「リトル・フェアリー」を隼に渡し、勝利へ導かせている。その後はユーゴの頼みでリンの救出に向かっていたエドと合流してドクトルの実験室にてエドと共に遊矢の暴走を目撃する。その後遊矢を止めようと探していたところ、遊勝に会いユーゴとユーリも同じ状況にあると知り、彼らを止めるためデュエルに乱入し、ユーゴを正気に戻すことに成功するがユーリに敗れる。
その後、黒咲と共にズァークに挑むが、彼と共に敗れてしまう。
『遊☆戯☆王ZEXAL』における彼についてはこちらを参照。監督の発言から性格は同じであるため限りなく原作に近い。
神月 アレン（こうづき アレン）
声 - 村瀬迪与
エクシーズ次元のデュエリスト。カイトと同じくハートランド・デュエルスクール・クローバー校出身。
使用デッキは【列車】。
当初は、遊矢達を素直に受け入れ照れたり、レジスタンスのアジトに案内するなどと、友好的な態度をとるが、遊矢が榊遊勝の息子だと知ってからは、余所者と呼び冷たい態度をとる。しかし、遊矢＆黒咲とタイラー姉妹のエンタメデュエルを目の当たりにし、口では意地をはりながらも遊矢のことを仲間だと認めた。
ランサーズを融合次元へ送り出す際、遊矢へ自分のローラーシューズを託す。
笹山 サヤカ（ささやま サヤカ）
声 - 前川涼子
エクシーズ次元のデュエリスト。カイトと同じくハートランド・デュエルスクール・クローバー校出身。
使用デッキは【フェアリー】。
避難した人たちの食事当番を休まず続けている。瑠璃とは親友の間柄。瑠璃とユーリのデュエルを陰から観ており、恐怖心から瑠璃を見捨ててしまう。そのことを1人で抱え込んでいたが、カイトの手でカード化されそうになった黒咲を助けたい一心で自らの行いを懺悔。カイトの心を動かした。エドとの和解後、融合次元に出発するカイトに大事なカードである「リトル・フェアリー」を渡した。なお「リトル・フェアリー」は、現在隼が所持している。

### 融合次元

#### デュエルアカデミア
赤馬 零王（あかば れお） / プロフェッサー
声 - 浪川大輔
アカデミアの指揮官。アカデミアの面々から、『プロフェッサー』と呼ばれている。
使用デッキは【精霊（スピリット）】。ペンデュラム召喚も取り入れている。
3年以上前、レオ・コーポレーション社長の座も家族も放り出して融合次元に去った。柚子を「計画のための4つ目のピースの可能性がある」とし、ユーリを使って自分の下へ呼び込むことを目論んでいる。その目的は、「世界を一つにする」するというアークエリア・プロジェクトを企てており、その手始めとしてエクシーズ次元を攻撃。それと併行して遊矢達4人が根幹を成す「リバイバル・ゼロ」を実行しようとしているが、アカデミアの兵士達には遊矢だけは仕留めるように釘を刺している。
その正体は、分断される前の次元でソリッドビジョンシステムを研究していた科学者であり、リアルソリッドビジョンに発展させ、デュエルモンスターズに取り入れたことで、富と名声を得た。だが、それは、覇王龍ズァークの誕生にも繋がってしまい、責任を果たすべく、対ズァーク用に自然エネルギーを集めた4枚のカードを生み出すが、娘のレイが代わりに使ったことで、レイを失う。その時の衝撃で別れた次元の内、スタンダード次元に飛ばされ、記憶を失いながらも名前と科学者の腕前は覚えており、町工場でリアルソリッドビジョンを開発し、遊勝とも出会った。新たな家族も設け、レオ・コーポレーションの社長になるが、装置で記憶を取り戻したことで、プロフェッサーとして活動するようになる。
真の目的は、レイを復活させることであり、そのためにレイの転生体の柚子、セレナ、リン、瑠璃を集め、復活のためのエネルギーとして、人々をカード化していた。
自身の前にまでたどり着いた零児達にアカデミアの侵攻の理由を明かし、それでも受け入れる事が出来ない遊矢と零児に勝負を挑む。遊勝によってデュエルが中断されると、自身はアークファイブ内に入り、レイの復活に着手する。
しかし四人をアークファイブ内に転送してもレイは復活せず、計画を再び四枚のカードによる次元分列に変更する。復活した四枚のカードを手に、ズァークのデュエルに乱入するが、対抗策を打っていたズァークの反撃にあい敗北してしまう。
ユーリ
ユーリを参照。
セレナ
セレナを参照。
紫雲院 素良（しうんいん そら）
紫雲院 素良を参照。
エド・フェニックス
声 - 石田彰
エクシーズ次元侵略の任務に就くアカデミア軍総司令官。
使用デッキは【D―HERO（デステニーヒーロー）】。
ハートランドに来て間もない頃にアカデミアの教えが正しいと証明するべく、「デュエルで笑顔を」と主張する遊勝にデュエルを行うが「スマイルワールド」を使う彼に敗北。そのときに僅かに自分がデュエルを楽しみ、笑っていた事を必死に否定し、姿を消した遊勝を執拗に追う。
ハートランドで遭遇した遊矢が榊遊勝の息子と知ってからは遊勝をおびき寄せるべく遊矢の打倒に執着し、部隊を率いて遊矢の前に現れた。
アカデミアと分かり合うため融合モンスターによるエンタメデュエルを行う遊矢に対し、ランサーズの力であるアクションカードを使ったデュエルを繰り広げるが接戦の末敗北。しかし敗れながらも満足そうに微笑み、デュエルは笑顔をもたらすものであることを理解したのと同時に榊親子に対して尊敬の念を抱く。そしてアカデミア総司令の座を捨ててエクシーズ次元の復興に尽力することを約束し、負傷した黒咲を治療のため預かり、カード化された人々を戻す方法があると遊矢達に伝え、ランサーズを融合次元へ送り出した。その後回復した黒咲とともにアカデミアに帰還し、西の塔に向かったカイトと合流。そこで黒咲の妹の瑠璃がプロフェッサーの側近に操られている可能性があると告げ、ユーゴに真実を伝えるために東の塔へ向かいユーゴと合流する。ユーゴに真実を伝えた後はリンを操っているドクトルを探すため行動を共にするが、ユーリを目撃し彼を倒そうと躍起になるユーゴにリンのことを任されて、カイトと合流してドクトルの研究室に着くが、そこでカイトと共に遊矢の暴走を目撃する。遊勝に会いユーゴとユーリも同じ状況にあると知ると彼らを止めるためデュエルに乱入する。ユーゴが正気を取り戻した後、ユーゴを守るためにカイトと共に敗北する。ユーゴがユーリに吸収される所を見ると、次は遊矢を心配し素良と共に向かう。
遊矢がユーリに勝利しズァークになって暴走するところを見ると、改めて自身がこれまでに犯してきたことに痛感する。その後素良に共闘を頼み、ズァークにデュエルを挑む。ズァークに次々と攻撃を仕掛け、遊矢に訴えていくが、その想いが届かないまま敗北してしまう。その後、エクシーズ次元で復興支援をしている。
『遊☆戯☆王デュエルモンスターズGX』における彼については個別記事を参照。
デニス・マックフィールド
声 - 柿原徹也
LDSブロードウェー校からの留学生。舞網チャンピオンシップベスト16のデュエリスト。
使用デッキは【Em（エンタメイジ）・古代の機械（アンティーク・ギア）】の混合デッキ。エースモンスターはエクシーズモンスターの「Emトラピーズ・マジシャン」とその相棒に当たる融合モンスター「Emトラピーズ・フォース・ウィッチ」。エクシーズがメイン戦術だが、デッキには「融合」のカードが入っている。
榊遊勝のファンで、彼に憧れてエンタメ・デュエルをする。表向きは非常に友好的でノリの良い性格だが、その正体は素良と同様に融合次元のアカデミアのデュエリストであり、スタンダード次元ではユーリやオベリスクフォースに協力してその正体を遊矢達に悟られないように立ち回っていたが、零児には疑われていた。彼が協力者だと知っている者はアカデミアでも一部に限られセレナも知らなかった。
ハートランドにいた頃は大道芸をしつつ、瑠璃を探す任務を与えられていた。「ずっと大道芸をしていたかった」と語っていたが、瑠璃を見つけてしまい、エクシーズ次元侵攻の合図を出した。一方でエンターテイメントに対する情熱は確かなようで、それを象徴する「トラピーズ・マジシャン」は大切にしている。その潜伏中に榊遊勝のエンタメデュエルを目の当たりにしたことが彼にエンターテイナーを志すきっかけを与え師事していたが、遊勝からは当初「見た目の派手さ」を気にしすぎていると指摘されていた。
また、ランサーズへの仲間意識や遊勝への敬意も本物であり、シンクロ次元でも遊矢や権現坂を気にかけていた。
舞網チャンピオンシップ三回戦のバトルロイヤルにて1vs2のデュエルをしていた遊矢を助ける形で突如乱入。遊矢とタッグを組んでサポートして勝利を収める。その後も同じエリアで柚子とデュエルを行い、これに勝利するが、陰から観戦していたセレナに狙われてしまう。
セレナをやり過ごした後は隠れてユーリやオベリスクフォースに協力しつつ、バトルロイヤルを生き残りランサーズの一員に選ばれる。
シンクロ次元到達後は、権現坂と共にはぐれた遊矢達の情報収集を兼ねてヒーローショー風のデュエルなどの大道芸をしていた。権現坂とのデュエルの模様をギャラガーに見られ、地下のライディングデュエル場に連れて来られて黒咲とライディングデュエルをするがセキュリティの突入によって中断となり、収容所送りにされる。
LDSでは為し得ない実戦的なデュエルを行うために黒咲から疑われ、フレンドシップカップでは第一回戦で黒咲と対戦。最初は普段のエンターテイメント・ショーを意識したデュエルを進めていくが黒咲が仕掛けたカード効果で「融合」を公開したことにより、その正体を明かす。黒咲に瑠璃の事を話し彼を徹底的に挑発し、今までのエンタメデュエルを覆すような残忍な攻撃を仕掛ける。しかし、エンターテイナーであることを捨てたためかアクションカードが拾えず、黒咲の攻撃をかわすことが出来ずに敗北してしまう。その後素良に保護され、アカデミアへ帰還してプロフェッサーに柚子とセレナが現在シンクロ次元にいることを報告する。
融合次元で遊勝達を捕縛するためにアカデミア行きの船でカイトとデュエルを行い、遊勝からも認められるエンタメデュエルを披露したが、ランサーズを裏切った負い目から遊矢達の元へ戻ることを拒否し、瑠璃とリンの居場所を告げた後、イリュージョンと称して自らをカードにする最後のエンタメを披露して舞台を降りた。
カードから解放後、エクシーズ次元で遊矢を待ち受け、デュエルを行う。当初は自身を悪役に見立てたデュエルをするが、真意に気付いた遊矢に促され、ありのままの二人でエンタメデュエルを行い、デュエルに恐れを抱いてたエクシーズ次元の人々を笑顔にする。遊矢に敗北後、背中を押され、エクシーズ次元の子供たちにエンタメデュエルを教える道に進む。
バレット
声 - 田中美央
プロフェッサーの命でセレナの監視役を務める壮年の男性。
使用デッキは【獣闘機（ビーストボーグ）】。
かつて戦場での不祥事により左目と体に傷を負い戦線を離脱しているが、手柄を立てて再び戦場に戻ることを願っている。
スタンダードでセレナと出会った零児に敗れ、アカデミアからの応援を頼んだ後、強制送還された。その後シンクロ次元へ行く部隊に選ばれ、プロフェッサーから汚名返上のチャンスを得る。
シンクロ次元に出向き、出会った遊矢と対戦する。遊矢に徹底した戦術ロックをし、再三サレンダーを求めるが、仲間を守ろうとする遊矢の心意気を戦士として認める。
しかしセルゲイがデュエルに乱入したことにより、デュエルに敗北する。しかしセレナの近くに倒れたことにより、セレナを融合次元に送り返した。その後の消息は不明。
校長
声 - 藤原貴弘
氏名不明のアカデミアの教官。素良がアカデミアに強制送還された時それの伝達などをプロフェッサーに行った。3年前には他の教官と島から脱走しようとしたセレナを捕えようとしたが、零児により失敗に終わる。その時にデュエルディスクを着けていたが、他の教官に任せておりデュエルには参加しなかった。永らく出番はなかったが127話で久々に登場し、零王に通信で遊矢がドクトルの研究室から抜け出した事を報告した。
野呂 守（のろ まもる）
声 - 西村太佑
アカデミア軍副司令官。常に時計を持っており、時間を非常に気にしている。保身と自らの立場を第一に考えている。事務職担当で実戦経験はないらしい。
独断での作戦指示をエドから咎められることを恐れアカデミア兵の援軍を送るも次々とカイトに倒され、エドがプロフェッサーからの離反を表明し四面楚歌の状況に陥ると早々に降伏。以降はレジスタンスのアジトにてエクシーズ次元復興に協力している。
タイラー姉妹
声 - 大地葉（グロリア）・渕上舞（グレース）
赤馬零王が新たにエクシーズ次元に派遣したアカデミアのデュエリスト。双子の姉妹で、金髪が姉・グロリア・タイラー、銀髪が妹・グレース・タイラー。
使用デッキは二人とも【アマゾネス】。
タッグデュエルでの連携を得意としており、2人でスペード校のレジスタンスを壊滅寸前まで追い込んだ猛者。
エクシーズ次元に到着して早々、アレン&サヤカペア・権現坂&沢渡ペア・遊矢&黒咲ペアとタッグデュエルを連戦する。抜群のコンビネーションで遊矢と黒咲を翻弄するが、遊矢のエンタメを交えた実戦デュエルに敗れ去ると共にそのスタイルに衝撃を受ける。
敗北後、グレースは遊矢に強い関心を示すようになり、任務よりも遊矢のデュエルの観戦を優先している。グロリアはそんなグレースを諌めてはいるものの内心は遊矢のエンタメデュエルに心を奪われており、エドがプロフェッサーからの離反を宣言するとその意見に賛同して共に離反。エクシーズ次元復興に協力する。
キャプテン・ソロ
声 - 林大地
アカデミアに属する決闘海賊。素良とは旧知の仲で、素良によるとただのコスプレ好きらしい。
当初は海賊船でランサーズをアカデミアへ案内する友好的な人物を装っていたが、実際はドクトルに洗脳されたセレナと協力しており、柚子を連れ去ることが目的だった。
融合モンスターとアクションカードの効果を活かしたロックバーン戦術で遊矢を苦しめるが、乱入した素良と遊矢のタッグに敗北する。その後、月影に舵を壊されたことで大海原をさ迷う羽目になってしまう。
アポロ・ディアナ
声 - 藤原貴弘（アポロ）・田中杏沙（ディアナ）
アポロはリンを監禁している東の塔を、ディアナは瑠璃を監禁している西の塔を守護する番人。
それぞれアポロがユーゴ、ディアナがカイトとデュエルするが二人の進化したエースモンスターの前に敗北する。
ドクトル
声 - 宮本誉之
プロフェッサーの側近である科学者。
パラサイトモンスターの研究を行い、セレナ・リン・瑠璃の3人やサンダースの教え子にパラサイトモンスターを植え付け、忠実な人形に仕立てた。プロフェッサーから研究成果は認められたものの、プロジェクトの要となる存在のため彼女達に手荒な真似はさせるなと3人にパラサイトモンスターを植え付けた件を諫められている。しかし本人は「大切な存在だからこそ身を守る術を与えたのです」と返しており気にも留めていない。そのため、彼の探求心に危惧したプロフェッサーによってカード化され、洗脳されていた柚子たちも元に戻った。
サンダース
声 - 佐々木義人
アカデミアの教官。
使用デッキは【剣闘獣（グラディアルビースト）】。
遊矢たちを捕らえてアカデミアエリートクラスの精鋭5人とのサバイバル・デュエルを強制させる。その目的はプロフェッサーからの指示である遊矢の討伐だが、自身が育ててしまったBBを超えるデュエル戦士を誕生させる目論見もあった。
しかし育て上げた精鋭5名がBB相手に全滅し、そのBBがジャック相手に苦戦すると、自身もデュエルに参加しBBを威圧しながら鼓舞し続ける。しかし突如BBに裏切られるが、それでもBBに遊矢を抹殺を命令する。だがBBが遊矢のエンタメデュエルを経て改心したことで失敗。遊矢のエンタメデュエルを否定しながら、BBと同じく改心した生徒たちに連行される。
バトル・ビースト
声 - 八代拓
サンダースが発動したフィールド魔法「捕食者の森 プレデター・ジャングル」に潜む11人目のデュエリスト。通称「BB」。
使用デッキは【剣闘獣】。
元々はサンダースの教え子だったが、敵味方関係なく襲い掛かる危険な存在であるため欠陥品の烙印を押されていた。反面、サンダースがデュエルにおいては最高傑作と評しているとおり、多人数を相手にしても圧倒する腕前と、アクションカードの取り合いにおいて遊矢を上回る凄まじい身体能力を持つ。本来は遊矢と同じく争いを好まない性格だが、サンダースの度重なる命令とアカデミアの教えにより本音を言えずにいた。
サバイバル・デュエルにてアカデミアとランサーズの区別なく次々と襲い、サンダースの育てたエリートクラスの精鋭5名と月影、クロウをカード化した。その後、遊矢と権現坂2人を同時に相手するも、モンスターや罠の効果を活かした巧みな戦術で常に優位に立ち権現坂を倒す。
だが加勢に現れたジャックには押されてしまい、その事をサンダースから叱責されてしまう。その後遊矢に本心を見抜かれ、遊矢のエンタメデュエルによって戒めを解放され、これまでの他者のカード化を謝罪した。

#### 遊勝塾
天上院明日香（てんじょういん あすか）
声 - 小林沙苗
融合次元の「遊勝塾」に所属する元アカデミアのデュエリスト。
使用デッキは【サイバー・ガール】。儀式召喚の使い手で「サイバー・エンジェル」と名の付く儀式モンスターを使用する。
当初はアークエリア・プロジェクトを支持し、人間のカード化をデュエリスト同士の戦いのやむを得ない結果と考えていた。しかし、第一陣の派遣から戻った生徒から抵抗できない市民を笑ってカードにする実態を聞き、更にその生徒が無抵抗のままカードにされたのを目撃してアカデミアを脱退。遊勝と共に「デュエルで笑顔を」という教えを広げるために遊勝塾を立ち上げ、同じように脱走した生徒達を保護している。
デニスの襲撃に際して遊勝塾を脱出し、遊勝、カイトと共にアカデミアへ乗り込む。その後襲い掛かるユーリに足止めとして残り、彼とデュエルしてカード化によって大切な者を奪われた人たちの悲しみを訴え、アカデミアからの離別を求めるが、カード化を自分のためだけに楽しんでいた彼にその言葉は届かずデュエルで敗北し、カード化されてしまった。ズァーク戦にてクロウは復活したのだが彼女だけは何故か復活しなかった。
『遊☆戯☆王デュエルモンスターズGX』における彼女については個別記事を参照。監督の発言から性格は同じであり限りなく原作に近いらしい。

### シンクロ次元（シティ）

#### フレンドシップカップ関係者
ユーゴ
ユーゴを参照。
ジャック・アトラス
声 - 星野貴紀
3年前のフレンドシップカップに優勝し、シティの下層階級コモンズ出身初のキングとなったデュエリスト。駆るD・ホイールは「ホイール・オブ・フォーチュン」。
使用デッキは【レッド】。エースモンスターは、「レッド・デーモンズ・ドラゴン・スカーライト」。『遊☆戯☆王5D's』と違い、名前の統一性がみられる。
ターン数とデュエルの展開を予告宣言して、実行に移せるほど圧倒的な強さを持つデュエリスト。
子供の頃、拾った一枚のカードがキッカケとなり、上を目指すようになる。
フレンドシップカップ優勝者には彼に挑戦する権利が与えられ、前夜祭でもエキシビションとして参加者の1人が戦うことができる。しかし、これは彼の力を皆に知らしめるための「生け贄」と揶揄される。
ユーゴやリンと同じくコモンズの施設の出身でもあり、「コモンズの星」と呼ばれユーゴ達の憧れである一方で、クロウのようにトップスをよく思わない者達からはトップスに魂を売った「裏切り者」と言われたりと、賛否が分かれる人物である。
前夜祭での遊矢との対戦ではその強さで余裕の勝利をし、遊矢のエンタメデュエルを「独りよがり」と指摘した。
フレンドシップカップ初日の夜に行政評議会と零児の会食に参加する。そこで自身の生い立ちを零児に話し、自分と似た境遇である零羅へ成長のきっかけを与えた。
フレンドシップカップの優勝者が決定するまでデュエルを観戦していたが、ロジェの思惑により準決勝のセルゲイ戦に出場する。セルゲイのコンボ攻撃やコース破壊され飛沫する石片による直接攻撃にも顔色一つ変えず、キングのデュエルを突き通して勝利を収める。
デュエルパレスに入り込んだ暴徒を一喝で収め遊矢と決勝戦を行う。遊矢の成長を見極めるため前夜祭と同じ内容のデュエル展開をする。しかしいまだに父・遊勝の言葉を借りるだけのデュエルをする遊矢に激昂する。遊矢が自身の言葉の真意を気付くと、自分をより高めてくれる好敵手の誕生に笑みを浮かべ、自身のエースをさらに進化させて迎え撃つ。遊矢のペンデュラム召喚を駆使した戦術に敗北するが、それでも幸福を叫び、シティを湧かせた。
その後、クロウと共に治安維持局に突入。ロジェから柚子を奪還するためランサーズに協力する。遊矢たちが別次元に飛ばされて以降、シティの復興を見届けるためシティに残っていたが、フランクたちに後押しされてアカデミアと戦うために融合次元に飛び、サバイバルデュエルでBBに苦戦する遊矢に加勢する。
BBとのデュエル終了後、権現坂と共に復活を果たしたズァークに挑む。遊矢の心に訴えるため、怒濤の攻撃を続けていたが、ズァークの眷属となった「クリアウィング」を駆使したズァークのエンタメの前に敗れてしまう。
ズァークとの勝負が終了して、次元を渡る遊矢のデュエルを見て、四体の竜を操るのを臆してることを看破し、遊矢にライディングデュエルを申し込て デュエルは敗北するが、遊矢に四体の竜と心を通じ合えるキッカケを与えた。
『遊☆戯☆王5D's』における彼についてはこちらを参照。監督の発言やイベント等でのスタッフの発言から遊☆戯☆王5D'sと同一人物だと思われる。
クロウ・ホーガン
声 - 浅沼晋太郎
コモンズの子どもたちを世話している。駆るD・ホイールは「ブラック・バード」。
使用デッキは『遊☆戯☆王5D's』と同じく闇属性・鳥獣族の【BF】だが、新たに「ABF（アサルト・ブラックフェザー）」といったカードも使用する。エースカードは「ABF 驟雨のライキリ」。
セキュリティに取り囲まれていた遊矢達を仲間たちと共に助け出した。別次元から来たという彼らの話には半信半疑だが、柚子探しに協力する。ユーゴやリンのことは知らないようで、遊矢の顔を見ても反応しなかった。遊矢達を匿っていたが、セキュリティに囲まれてしまい、仲間のシンジと共に逮捕され収容所に送られる。その後、脱獄に失敗するもフレンドシップカップ出場を要求される。しかし、トップスとコモンズの格差故にトップスへの不信感は強く、フレンドシップカップもトップスがコモンズをいたぶる為の見世物と見なしている。
コモンズからトップスになったジャックに希望を託していたが、変えることが出来る立場にいながら何もしないジャックを裏切り者と呼んでいる。
フレンドシップカップでは第一回戦で権現坂と対戦。デュエル当初は子どもたちが気がかりで集中出来なかった。しかし権現坂の言葉と子供たちの応援により、デュエルに集中して勝利を収めた。
第二回戦では黒咲と対戦。シンジの意思を継いでコモンズの絆の思いをぶつけようと決心し、黒咲と一進一退の互角のデュエルを行う。デュエルに巻き込まれたタナーを救われた事をきっかけに黒咲と認め合い、勝利する。
準決勝にて遊矢と対戦。遊矢からロジェの真相を聞き、遊矢から申し込まれた計画に協力し、遊矢を評議会ビルに飛びこませようする。だが、ロジェによって突如人格が変わって、デュエルを仕掛けてくる遊矢に戸惑いながら、デュエルを進めていく。素良から遊矢を元に戻してくれと頼まれると、決死の攻撃の末にデュエルに敗北するも遊矢を正気に戻すことは成功する。デュエル中に正体は知らないながらもアカデミアに気付き、地下へ送られる前に遊矢をセレナの元へ向かわせた。地下施設に着くと、そこで出会った黒咲達にもアカデミアが来ていることを伝え、フランク達と共に地下を脱出する。
柚子を探している間にシンジ達の革命を見掛け、革命を盲信するシンジ達を止めようと説得する。遊矢のデュエルを見た際には、シンジ達と共に並走する。
その後、ジャックと共に治安維持局に突入。ロジェから柚子を奪還するためランサーズに協力する。遊矢たちが別次元に飛ばされて以降、シティの復興に貢献していたが、シンジや徳松に後押しされランサーズとして同行し、窮地の遊矢を救った。アカデミアへ乗り込んだ直後、サンダースの仕掛けた罠に嵌りサバイバル・デュエルを強制される。沢渡と共にBBに狙われデュエルしている最中、沢渡を守るために沢渡を強制的にデュエルから離脱させて一人で挑むもBBに敗れカード化されるが、次元統合の影響によって蘇り、沢渡とともにズァークに挑む。沢渡と共にエンタメの欠片もない現在のズァークの姿勢を批判して遊矢の心に訴えたが、覇王眷竜オッドアイズの反撃にあい沢渡と共に敗北する。
『遊☆戯☆王5D's』における彼についてはこちらを参照。監督の発言から性格は同じであり遊☆戯☆王5D'sのクロウ・ホーガンと同一人物であるらしい。
シンジ・ウェーバー
声 - 石川界人、大地葉（幼い頃のシンジ）
クロウの仲間。シンクロ次元到着直後にセキュリティに囲まれていた遊矢たちを助け出した。アマンダ達からも慕われる優しい性格の持ち主。
使用デッキは【B・F（ビー・フォース）】。
トップスとコモンズの格差には激しい怒りを覚えている一方、行政評議会の意向に反発するクロウを諭す一面もある。
しかし内に秘めた想いはとても激情で、コモンズが蜂起してトップスを倒すという社会構造の転覆を目的とした革命を目論んでいる。
育った施設を借金のカタに取られた上にその後もトップスからデュエルで負けては奪われたカードを目の前で捨てられるという凄惨な過去がある。
フレンドシップカップ第一回戦では零羅の代理でデュエルを行うこととなった月影と対戦する。月影の忍者としてのあり方をトップスの犬である治安維持局と同類と蔑み、デュエル中に自身の過去を主張し、コモンズ達の支持を集めて勝利するが、一斉蜂起には至らなかった。
第二回戦では遊矢と対戦。遊矢に今出来る事をやるしかないと訴え勝負に挑む。デュエル中再びコモンズに蜂起させようとコモンズ達に訴えかける。しかし遊矢が新たに会得したペンデュラムシンクロにより敗北。遊矢とロジェの行動を見て繋がりがあるのでは疑念を抱き、遊矢に怒りの矛を向けるがロジェに論破され地下に連行される。
アカデミアとの戦いに向かうランサーズのメンバーが起こした地下施設の騒動を利用して、暴動を煽動。地下施設を掌握して遂に革命を起こす。だがクロウに制止され革命の手を止めると遊矢のデュエルを観戦し、クロウと共に遊矢を信じ並走する。
徳松 長次郎（とくまつ ちょうじろう）
声 - 咲野俊介
10年間収容所のボスとして君臨している着流しの壮年の男性。通り名はかつてのデュエルスタイルでは「エンジョイ長次郎」、収容所のデュエルスタイルでは「秋雨の長次郎」。
使用デッキは花札をモチーフにした【花札衛（カーディアン）】。
デュエル終幕時に観客に向かって「デュエルとはすなわち人生なり。人生は一度きり。勝つ日もあれば、負ける日もある。負けを恥じず、勝って驕らず。すなわち、レッツエンジョイ！！」の決め台詞がある。
収容所内のデュエルでは無敗を誇り、戦利品のカードの山が築かれている。その地位は看守より上にある。
かつてはクロウ達コモンズ出身の憧れのデュエリストであり、コモンズの希望の星だった。当時は勝ち負けにこだわらず、観客を沸かしデュエルを楽しむことを信条にしていた。ある日トップスとコモンズの階級の壁を壊すため、デュエルでトップスに挑み続けるが、そこでパワーカードによるただのリンチにあってしまう。観客の嘲笑の中、今まで信条としていたものが崩れ、再起をかけたデュエル時にイカサマに手を染めてしまう。その後捕まり、収容所に送られる。
しかし彼の逮捕がキッカケで起きた騒乱からデュエルチェイサーズの結成、トップスとコモンズの融和を図るべくフレンドシップカップの誕生に繋がるなどその影響力は絶大であった。
収容所内ではトップになることにこだわり、デュエルではドローに頼らず相手が勝手に自滅するのを待つ戦術に様変わりしてしまう。
遊矢とのデュエルでかつての自分を取り戻し、イカサマに手を染めて以来ドローできなくなった魔法カード「超こいこい」を引き当てて再び「エンジョイ長次郎」が復活する。
遊矢達が脱獄する際見送ろうとするが、子分達の計らいで遊矢一行と共に脱獄する。脱獄には失敗するが行政評議会の意向でフレンドシップカップ出場することとなり非常に喜んだ。
大会中ドアボーイに袖の下を渡し、敗者の末路の噂話を遊矢に話すために会いに来る。
フレンドシップカップでは第一回戦で柚子と対戦。観客を沸かすデュエルで柚子とのデュエルも肉薄するが敗退する。その後地下に送られるが、権現坂と共に地上に戻るギャラガーのやり方に反対し対立する。
その後、地下でもある程度の影響力を得て合流した柚子達に信用できる者達をガードに付けた。革命の暴動に乗じてランサーズと共に地下を脱出する。
デュエルチェイサー227 / NO.227
声 - 後藤ヒロキ
セキュリティの花形・デュエルチェイサーの一人。ユーゴに負けるまではライディング・デュエルでの検挙率は100％だった。
使用デッキは「ゴヨウ」と名の付くシンクロモンスターが主戦力の【ポリスモンスター】。
トップスの別荘地に侵入したユーゴと柚子を捕まえるため高速道路にてデュエルチェイスをするが、勝利して昇進することに目が眩み、ロジェの指示に従わずユーゴに敗北する。その後、ロジェから切り捨てられてコモンズに落とされ、追われる日々を送る。
しかし、その後ロジェの手引きによってフレンドシップカップに出場し、再起をかけたデュエルのために「ゴヨウ・エンペラー」を送られる。
フレンドシップカップでは第一回戦で遊矢と対戦。ロジェから授かった「ゴヨウ・エンペラー」の効果を利用して追い詰めるが、新たな「オッドアイズ」モンスターを出した遊矢に敗れ、復職叶わず地下送りにされる。
地下でも地上に戻るためにギャラガーの提案を承諾し、コモンズの集団と一人でデュエルするが敗北。本人は元トップスの人間故にコモンズ相手ならいくら束になっても自分には勝てないと自分の実力を過信していた模様。
シンジ達の暴動を機にたまっていた不満を爆発させ、これまで地下送りにされたセキュリティの隊員達と共にギャラガーを袋だたきにする。その後はセキュリティのリーダーとして先導し、遊矢とジャックに並走する。
一人称は現役だった頃は「私」だったが、ユーゴに敗れて以降は「俺」と言っている。
セルゲイ・ヴォルコフ
声 - 遠藤大智
ロジェの懐刀。別名「デュエリスト・クラッシャー」。
使用デッキはフレンドシップカップ第2回戦時は【茨（ソーン）】、遊矢とバレットのデュエルの乱入時から【地縛】。シンクロ召喚と融合召喚を使用する。
かつてはシティでプロアマ問わずデュエルをした相手を潰しまくる犯罪者として名が通っていた。捕まる際もセキュリティを20人相手している。収容所でも30人以上の囚人を潰しまくり、地下送りにされた後も50人以上のデュエリストを潰す。ギャラガーによって地下ゴミ処理施設から這い上がり、ロジェに献上される。
ギリギリまでライフポイントを減らして耐え続け、相手が勝利を確信した瞬間に強力な一撃で逆転することに美学を感じている。
経歴に反し、現在のロジェに従順な様子から一度死んでいるとの噂があり、人格が変わっていると評されている。
人一倍大型のDホイールを駆る。彼にシティ住民の期待を集めたセレナとジャックを倒させ、シティに衝撃を与えようとロジェは画策している。
フレンドシップカップでは第一回戦でデイモンと対戦。防戦一方かと思いきや、観客が気づかない間に逆転勝利する。
第二回戦では柚子と対戦。ライフポイントを200まで減らされた後に本性を爆発させて逆転勝利をする。その際アクションカードを取りに行く柚子にD・ホイールでぶつかりに行き、サーキットの外に叩き出した。
試合中我を忘れたセルゲイは試合後も笑い狂っていたが早々にセキュリティに捕獲され、治安維持局で再改造手術を受ける。その後、行政評議会と零児抹殺のためにロジェに派遣されるが、アカデミアの襲来により迫り来るオベリスクフォースの迎撃をすることとなる。そしてロジェの指示によりセレナを追い求め、遊矢とバレットのデュエルに乱入し、バレットをアカデミアに送り返した。次に遊矢と対戦し、そこでも勝利を収めると柚子を連れ去った。
準決勝ではジャックと対戦。デュエル中にD・ホイールと一体化しデュエルマシンと化した。デュエルを進めるごとにジャックのデュエルスタイルに感化され、終盤はロジェの支配から逃れ自分の意思でデュエルをする。ジャックの攻撃で敗北が決まると、救いの手を払い除け、美しい散り様としてデュエルレーンから落下し、落ちた先にいたコモンズに破壊される。生死不明。
落下後の彼の肉体からはところどころに金属部位が晒され、サイボーグと化していた模様。
デイモン・ロペス、トニー・シモンズ
声 - 濱野大輝（デイモン）・堀田勝（トニー）
クロウの仲間。デイモンはクロウ達の脱走の手引きをするために収容所に入り、トニーは脱獄の出迎えのために協力していたが、ロジェにより失敗してしまう。その後、クロウやシンジと共にフレンドシップカップに出場する。
トニーはアンデット族デッキを使用し、初日最後のデュエルでセレナに敗北する。
デイモンは第一回戦でセルゲイと対戦。デュエルを有利に進めたかと思われたが、いつの間にか敗北し重傷を負う。
地下施設ではシンジと共に暴動の主力として、動力室などの制圧に向かう。
メリッサ・クレール
声 - 平田裕香
トップシティTVのトップリポーター。フレンドシップカップのMCも務める。普段は視聴者を意識して丁寧な話し方であるが、時折素の口調を漏らしてしまうことがある。しかし、要所では仕事に徹するプロ精神を持ち主。
同じ女性である柚子やセレナにやや肩入れするような実況をしているが基本的には公平で、フレンドシップカップでも中傷染みた遊矢の紹介や喧嘩をする観客にも文句を言ったりしている。
しかしシンクロ次元における厳しい競争社会の構造については当たり前のことと認識しており、遊矢の訴えに対して何の疑問も感じていなかった。
ギャラガー
声 - 中野裕斗
プロモーターの黒人男性。取り仕切っている地下の賭けデュエル場のデュエルMCも担っている。デュエルも行えるが、デッキの中身は公式大会で禁止されたウルトラレアカードを大量投入したとんでもないものである。しかし、デュエルチェイサー227を筆頭とした元デュエルチェイサーたちの暴動でそのデッキを披露する事はなかった。
正体はロジェに仕えて、地下のゴミ処理施設を取り仕切っている自称「ゴミ共の再生業者」。地下のゴミ処理施設まで落ちたデュエリストの中から一級品の者を探し、ロジェに献上するのが仕事。
路上でデュエルの大道芸をしているデニスと権現坂を見て、二人を非合法な地下賭けデュエルに誘う。黒咲とデニスのデュエルを利用しようとするが、セキュリティに突入され自分だけは逃げ果す。
地下のゴミ処理施設で自身の正体を明かし、権現坂と徳松に地下のルールやロジェの噂を話す。
シンジたちコモンズの暴動の鎮圧をしようとするが失敗し、セキュリティに逮捕される。
サム
声 - 高瀬朝季
トップスのホテルでドアボーイをしている少年。元は同じコモンズのスラム街出身であるジャックのファンだったが、ジャックがトップスになってから傲慢になったと言って嫌っている。かつてジャックに「お前に一番ふさわしいカード」と言って渡された低レベルモンスター「調律の魔術師」をジャックに返却してもらうよう遊矢に渡す。
フレンドシップカップ2回戦における遊矢のデュエルで「調律の魔術師」の活躍を見届けるが、シンジの言葉を受け、遊矢がトップスと繋がっていると疑念を抱く。
準決勝に赴くジャックとエレベーター内で2人きりになった際、そこで改めて「調律の魔術師」を渡した真意を理解した。
その後ジャックからの伝言を遊矢に伝える。

#### 治安維持局・行政評議会
ジャン・ミシェル・ロジェ
声 - 北田理道
治安維持局の長官。突然シティに現れてシンクロ次元に存在しなかったリアル・ソリッドビジョンなどの技術を行政評議会に提供して今の地位に上り詰めた。
使用デッキは【古代の機械】。
常にチェスをしており、戦況をチェスに例えながらセキュリティやデュエルチェイサーへの指示を与えている。頭が切れ、デュエルを「三手先まで読める」と語ったり、ユーゴと同じ顔を持つ遊矢をデッキの構成からいち早く別人だと気付いた。
元は融合次元から来たアカデミアの一員だったが、プロフェッサーの下で動く事に嫌気がさし、シンクロ次元を我が物にしようと離反する。アカデミアに対抗するため着々と準備を進めていた。またアカデミアにとっての重要人物、柚子とセレナを確保しようと狙っている。ユーリの存在も知っており、アカデミアが送り込んでくる戦力の中で彼が一番危険な存在と認識している。
ランサーズを必要以上に敵視し、シンクロ次元に存在しない3つの召喚法を口実に侵略者に仕立て上げようとするなど画策する他、シンジと月影のデュエルで一斉検挙の口実として暴動を期待するなど、コモンズを目の敵にしている。しかし自身の目的に利用できると判断すると遊矢を言葉巧みに自身の計画に引き込もうとするなどしたたかな策略家でもある。
フレンドシップカップでは次元戦争を信じていないフリをしながらも、その裏で再起を図るデュエルチェイサー227に融合モンスターのカードを送ったり、懐刀のセルゲイにジャックとセレナを葬らせてシティに衝撃を与えようとするなど、暗躍している。ランサーズをかばう行政評議会の面々に対しては表向き従うものの内心は「老いぼれ共」と嫌っている。
デニスがアカデミアの一員と判明した後、行政評議会により指揮権を停止されたことに反抗、「キングス・ギャンビット」を発令して全セキュリティを操って行政評議会を包囲し、主導権を握る。
デュエルのことはあくまでも自分がシティを支配するための手段としか考えておらず、目的のためには急なコース変更、セキュリティ部隊の乱入による妨害や電気ショックを与える装置をヘルメットに仕込む等、他者のデュエルにも積極的に介入し、柚子の「デュエルが心に響く」という言葉も下らないと一蹴している。
零児と行政評議会を抹殺しようとセルゲイを派遣するが、オベリスクフォースが侵攻してきている事を知ると、計画を変更してセルゲイとセキュリティを迎撃に回す。その後、セルゲイを柚子とセレナの確保に向かわせ、柚子を捕らえることに成功する。
そしてコモンズの暴動を機にジャックを潰しシティの支配権を手中に収めようと、準決勝の組み合わせをジャックvsセルゲイに変更する。しかしジャックとのデュエル中にセルゲイが指示に従わなくなると次第に声を荒らげて焦燥し、セルゲイの敗北によって計画は水泡に帰してしまう。切り札であるセルゲイを失ったことで、制御チップを埋め込んだセキュリティを動員して戒厳令を敷くという強行策に出る。それも失敗すると柚子を連れ出しアカデミアに戻ろうとするが、その前に立ちはだかった零児とデュエルする。次々とソリッドビジョンの自分自身を送り込んで相手が疲弊するまでデュエルし続ける戦術を取るも零児に破られ、敗北が確定するとプロフェッサーと零児が親子であると明かし、ランサーズの信頼を崩そうとするもそれすらも零児によって論破される。遊矢、ジャック、クロウによって柚子を奪われ、自らに残された策が全て無くなると自暴自棄となり次元転送装置を起動させてシティごと消してしまおうとするが、ワームホールへ吸い込まれ別の次元へと消えてしまう。その後一切登場しない。
ホワイト・タキ
声 - 金尾哲夫
4人のメンバーを束ねる行政評議会の議長。白の衣を羽織る。
ロジェが他次元から来ていたことはランサーズが来る以前から知っていたが、ロジェを懐柔することでシティの平和を維持していこうと考えていた。赤馬零児から次元戦争について聞いた後は、ランサーズとアカデミアのどちら側についた方が得策かをフレンドシップカップを使って決めようとしている。
徳松のファンであり、フレンドシップカップでも彼のデュエルを楽しみにしていた。
遊矢とジャックのデュエルを見届けた後、行政評議会の解散を宣言してトップスとコモンズの壁も無いことを認めた。
ゲール、アスール、グレイ、ボルドー
声 - 拝真之介（ゲール）・田中杏沙（アスール）・野川雅史（グレイ）・藤原貴弘（ボルドー）
行政評議会のメンバー。それぞれ黄色・青・グレー・オレンジの衣を羽織る。ボルドーは発言の後、「ですな議長?」とタキに同意を求めるのが特徴。
零児たちランサーズのことは「自分たちをアカデミアから守りに来た存在」と認識しており、零児の望む共闘の意志は見せない。ロジェの反乱後は自己保身と他人任せな面が目立ち始め、零児の侮蔑を買うことになる。

#### その他
リン
リンを参照。
アマンダ、フランク、タナー
声 - 大地葉（アマンダ）・一木千洋（フランク）・明坂聡美（タナー）
クロウが世話しているコモンズの子供達。アマンダは礼儀正しい少女。タナーは最年少。
フレンドシップカップ第一回戦では、3人で1人の大人と偽り、警備に追われる騒動を起こすが、デュエルパレス内でクロウのデュエルを観ることが出来る。
第二回戦では、柚子を秘密の場所に連れて、ハイウェイ上のクロウのデュエルを観戦。黒咲とクロウのデュエルにタナーが巻き込まれるが、それをきっかけに2人が互いに認め合うこととなる。
試合終了後、柚子と共にセキュリティに囲まれるが素良の助けで切り抜けた後、柚子と共に月影に身柄を預けられる。柚子といた理由でセキュリティに疑われる可能性があるため、地下に匿われる事となる。
シンジ達の革命に乗じて地下を脱出してクロウと共に遊矢達の捜索を行う。
炎城 ムクロ（えんじょう むくろ）
声 - 渡辺拓海
地下デュエル場で黒咲とデュエルして敗北したD・ホイーラー。
『遊☆戯☆王5D's』と同じくスピード・キング☆スカル・フレイムを主体としたデッキを使用する。
フレンドシップカップ時には地下のゴミ処理施設に送られており、シンジ率いるコモンズの暴動を目の当たりにする。
イェーガー
声 - 柳原哲也
シティ住民。フレンドシップカップ決勝戦における遊矢とジャックに魅せられ、ヘリからデュエルを観戦する。
シンクロ次元における通貨には彼の肖像が使用されている。
『遊☆戯☆王5D's』における彼についてはこちらを参照。

### 漫画版オリジナルの登場人物

#### 遊☆戯☆王ARC-V 最強デュエリスト遊矢!!の登場人物
剛 秀斗（ごう しゅうと）
サッカーの特性を取り入れたデュエルをする蹴球塾所属のデュエリスト。作中モンスターがボールをパスしたり、攻撃して戦闘破壊することをシュートと表現する。
使用デッキは【イグナイト】。
遊矢とサッカーの特性を取り入れたデュエルを行い、デュエルの主導権をとっていたが、一枚のアクション魔法によって、遊矢に逆転される。
SSマスク
名前は略称で、本名は「THE SUPER SAURUS MASK」（ザ・スーパー・サウルス・マスク）。その正体は沢渡シンゴ。
使用デッキは【ダイナミスト】。この漫画での彼のデッキ変遷は【妖仙獣】➡【ダイナミスト】（SSマスクとして）➡【魔界劇団】となっている。
赤馬零児とのデュエルに敗北して落ち込んでいる遊矢を立ち直らせるためデュエルをする。デュエル中も遊矢を煽り続けていき、最終的には観客の声援を受けて立ち直った遊矢に敗北する。
ミカド 京士（-きょうじ）
デュエル専門の家庭教師。様々なデュエルを分析し勝つための傾向と対策のデュエルを個人レッスンで教える。作中ではフトシの家庭教師をしていた。
使用デッキは【冥帝】。
デュエルに対する価値観の違いから遊矢と衝突し、デュエルを行う。徹底したペンデュラム召喚対策を行ったが、遊矢がデータに入っていなかったペンデュラム融合を行ったことにより敗北する。

#### 遊☆戯☆王ARC-Vの登場人物
EVE（イヴ）
漫画版ARC-Vのキーカード「G・O・D」を手に持つ女性。時空を旅したことによって起きた病に蝕まれている。
使用デッキは【神化学(ミステック)】。歴代の遊戯王作品に登場したボス級カードをオマージュした大型モンスター を繰り出す。
蓮（れん）
遊矢の記憶に入り込んだデュエリスト。ユーゴの子孫で、過去にコンチネンタル・サーカスの頂点まで登り詰めた事があるらしい。
使用デッキは【ホワイト】。シンクロモンスターが破壊されても、チューナーとして復活し、更に強力なシンクロモンスターを呼び出す戦術『輪廻シンクロ』を行う。
ユーゴより優れたライディングテクニックを持っており、自主的にDホイールの性能を合わせたり、ハンディを与えたりする。元は一人のライディングデュエリストだったが、ライディングデュエルの大会中に不運な事故にみまわれ命を失ってしまう。しかし死ぬ間際に抱いた後悔が「G・O・D」に認められ、「G・O・D」の力により甦る。その後天寿を全うし、以後EVEの配下に付く。
遊矢の記憶を探るため入り込み、追ってきたユーゴとライディングデュエルをする。輪廻シンクロにより、ユーゴを追い詰めていくが、ペンデュラム召喚したクリアウィング・ファスト・ドラゴンの攻撃を受けて敗北する。負けた後目的は達成したと言い残し、撤退した。
その後、粒子加速器でユーゴと蓮が再びデュエルする。しかし途中で遊矢以外の三人の人格の意識が消え、ユーゴが遊矢と交代したことにより、遊矢とデュエルを行う。自身の最強カード「白闘気双頭神龍」の謎の力で追い詰めていくも、力の秘密を見切った遊矢に押され敗北する。敗北後、何度も転生した肉体の限界を迎え消えてしまう。
アイザック
EVEの治療にあたっている未来の科学者。アダムとEVEの大学の同級生。EVEの事を愛してる。
使用デッキは【ミラーイマジン】。互いの「ミラーイマジン」の効果発動や攻撃力UPにつなげる『リフレクターコンボ』が主戦術。
アダムとEVEと共にソリッド･ヴィジョンについての研究をしていた最中、アダムの危険な研究をEVEへの愛から止めなかった過去を持つ。その罪悪感からEVEの計画に協力している。
零児の居所が宇宙空間だと突き止め、彼に接触しデュエルを行う。「リフレクターコンボ」によって零児の攻撃をかわし、とどめを刺そうとするも、零児の2人のデッキを一つの混合デッキにする戦術で自身の「ミラーイマジン」カードの効果を利用され敗北する。敗北後助けようとする零児の手を解き、彼方に消え永遠の眠りにつく。

## 作中用語

### デュエル関連
デュエルモンスターズ
遊戯王シリーズの看板であるカードゲーム。初代、GX、5D'sにおいてはペガサス・J・クロフォードが古代エジプトの石版をモチーフに考案したものとなっている。
本作では原点には触れられていないが、前述の三部作でも主軸となった要素である「デュエルモンスターズのカードには魂が宿っている」という言葉がかつて一つだった世界でも古くから伝わっていた。後にそれは最悪の形となって実証される事となる。
リアル・ソリッド・ビジョン
既存のソリッド・ビジョンに改良を加え、質量を持つようになったもの。四つの次元全てに普及しているものであり、スタンダードでは赤馬零王が開発し、シンクロ次元ではジャン・ミシェル・ロジェがアカデミアから持ち込んだ物である。
元々は一つだった世界に存在していたものであり、最初は家庭用のインテリア、企業が話題作りに使う初期段階のものであった。プロフェッサーはこのシステムを更に発展させようと考え、そのための手段として原点回帰のごとくデュエルモンスターズに着目した。
デュエルモンスターズとの相性は完璧であり、実体化したモンスターは体温と外部からの刺激に反応する感覚を持っていた。当初プロフェッサーは前述の言い伝えを迷信として気にも留めていなかったが、ズァークの暴走によって自身が魂を宿したモンスター達に身体だけでなくその感情までも本物にしてしまった事を悟った。
アクションデュエル
遊矢達の住む舞網市で普及している質量を持つ「立体幻影（ソリッド・ビジョン）」でモンスターやフィールドを実体化させ、デュエルを行う。
このシステムにより、過去の遊戯王作品にイメージのみでしか見られなかった、モンスターの背中に乗ってフィールド内を駆け巡ったりする事が出来る。
なお、スタンダードではアクションデュエルの普及で多種多様なアクションフィールドがフィールド魔法という形で再現されているが、フィールド魔法としての効果は「アクションカードを手札に一枚しか持てない」事に限定される。また、デュエル中に本来デッキに入っているフィールド魔法を発動すること自体に支障はない。
ただし、フィールドも質量を持っている（簡潔に言うと、実体化）ので、建物の崩落に気をつけたり、火山エリアではマグマに落ちないように気をつける等、危険と隣り合わせの時がある。また、アクションカードの入手妨害の為、直接的な行為も黙認されている。
「戦いの殿堂に集いしデュエリスト達が、モンスターと共に地を蹴り宙を舞い、フィールド内を駆け巡る。見よ、これぞデュエルの最強進化系、アクションデュエル」と開始時に宣言をする。
2年目のシンクロ次元編では、ライディングデュエルと掛け合わせ昇華させたアクションデュエルが登場。アクションフィールドを「クロスオーバーアクセル」1つだけにし、アクションカードもコース上に置かれた状態になる。アクションカードは、コース上だけでなく、宙に浮いたものもあるので、D・ホイールに立って手を伸ばしたり、壁に走らせD・ホイールを宙に飛ばしたり、数々のバイクアクションが誕生する。
ランサーズのデュエルディスクにはアクションフィールドとしてフィールド魔法「クロスオーバー」があらかじめ組み込まれており、上述の「クロスオーバーアクセル」は零児が行政評議会に提供した物をライディング用に調整した物。
アクションカード
アクションデュエル中、フィールドに隠されているカードであり、これらのカードをデュエル中に拾うことでその場で使用できる。
魔法カードのアクションカードだけではなく、稀ではあるが罠カードのアクションカードも存在している。魔法カードは通常のカードとして使用することが可能だが、罠カードは即座に発動し、取ったプレイヤーに原則してデメリットをもたらす。
例外として50・51話のデュエルではアクションフィールドが展開されながらもアクションカードはばらまかれず、通常のデュエルが行われた。

デュエルディスク
本作のデュエルディスクは各次元によってデザインやカラーが異なり、通信やデュエルモードの変更等、様々な機能が搭載している。
アカデミアとレジスタンスのデュエルディスクには人間をカード化する機能が搭載している。
融合次元のアカデミアのデュエルディスクのカードゾーンの部分は他次元の物と比べると剣のような形をしている。
融合次元の遊勝塾のデュエルディスクは明日香の物も含めて遊戯王デュエルモンスターズGXで普及している物がベースになっている。
また、素良とデニスは正体がばれないようにスタンダード次元のデュエルディスクを装着していたが、正体を明かしてからはアカデミアのデュエルディスクを使用している。
ジャック・クロウ・カイト・明日香のデュエルディスクは原典の物をアレンジした形状になっている。
リアル・ソリッド・ビジョンが実装される前のスタンダードのデュエルディスクは初代の物と同じデザインになっている。
バトルロイヤルモード
舞網チャンピオンシップ三回戦より登場したデュエルモード。多人数でデュエルを始めたり、途中よりデュエルに参加したりといった乱戦・バトルロイヤルが可能となる。ただし、デュエルの途中参加者は乱入ペナルティとして2000ポイントのライフからスタートとなる。
他次元でも共通して用いられているモードであり、オベリスクフォースはバトルロイヤルモードによる集団でのコンボを得意とする他、作中では乱入ペナルティがアカデミア所属の素良やセルゲイに対しても発動している。
ペンデュラム召喚
今作から導入された新しい召喚方法であり、作中では榊遊矢が第1話のストロング石島戦で初めて使用し、物語当初は遊矢以外が使用できない未知の召喚方法として描写されていたが、後に零児や沢渡等ランサーズに浸透していく。
この召喚方法から、別の召喚方法を展開する際、「ペンデュラム○○○」という風に呼ばれ、ペンデュラム召喚を使いこなしているかどうかの技術基準になる（例:ペンデュラム融合やペンデュラムシンクロ、ペンデュラムエクシーズ）。この方法を初めて思いついたのが赤馬零児であり、「ペンデュラムのその先」と形容した。
98話で遊矢はレベルをひとつずつ上げてレベル3〜7の5体同時召喚を行い、「涅槃の超魔導剣士」とのコンボに繋げた。権現坂はこの戦術を「ストレート・ペンデュラム」と名付ける。
漫画版18話でペンデュラムスケールに関係無く条件を満たせばペンデュラム召喚として特殊召喚する「オーバースケール・ペンデュラム」を遊矢が行った。
- 自分の手札のペンデュラムモンスターを魔法カード扱いで自分フィールドのペンデュラムゾーンへ置き、自分ターンのメインフェイズに1度だけペンデュラム召喚ができる。
  - 一度発動に成功したペンデュラムモンスターは破壊されない限り、ペンデュラムゾーンから離れない。
  - また、ペンデュラムモンスターがフィールド上から墓地へ送られるときはエクストラデッキに表側表示で加わる。発動または召喚自体が無効になった場合はそのまま墓地へ送られる。

- モンスターカードであるため、効果モンスターであれば固有の効果を持つが、ペンデュラムゾーンに置いてあるときはそのモンスター効果とは別のペンデュラム効果が適用される。
- 2枚のペンデュラムカードのペンデュラムスケールを確認し、その間のレベルのモンスターを自分の手札またはエクストラデッキから好きなだけ特殊召喚する。
  - 例：スケール8の「時読みの魔術師」とスケール1の「星読みの魔術師」の間は2から7であるため、レベル2から7のモンスターを手札またはエクストラデッキから特殊召喚することができる。

エクシーズ召喚
前作の『遊☆戯☆王ZEXAL』で登場し、主人公の九十九遊馬を中心に様々なデュエリストが使用した召喚方法。
今作では、エクシーズ次元（レジスタンス）の主流戦術として登場し、スタンダード次元では特別な召喚方法として描写されている。
後に遊矢がエクシーズ次元のユートから託された「ダーク・リベリオン・エクシーズ・ドラゴン」のエクシーズ召喚を使用した。
前作の『遊☆戯☆王ZEXAL』と同じくエクシーズ素材はオーバーレイ・ユニットと呼ばれている。前作ではモンスターエクシーズと呼ばれていたエクシーズモンスターは、今作ではOCGと同じエクシーズモンスターへ変更されている。
また、エクシーズモンスターの上に重ねて新たなエクシーズモンスターのエクシーズ召喚を行う「RUM（ランクアップマジック）」の戦術をユートや黒咲隼、カイトなどエクシーズ次元の住人の一部が使用している。
新たに『Xエクシーズ（クロス-）』と呼ばれる、同じ数のランクとレベルでエクシーズ召喚する方法が登場する。
- 自分ターンのメインフェイズに同じレベルのモンスターを表側表示で2体以上エクシーズ素材として用意し、エクストラデッキからエクシーズ素材の上に重ねてエクシーズモンスターの特殊召喚ができる。
  - エクシーズ素材を消費して効果を発動、エクシーズ素材があることで効果が適用されるエクシーズモンスターが大半となっている。
  - モンスタートークンはエクシーズ素材に使用できないが、罠モンスターはエクシーズ素材に使用できる。
  - エクシーズモンスターをエクシーズ素材としてエクシーズ召喚を行うエクシーズモンスターが一部存在している。（FNo.〈フューチャーナンバーズ〉39 未来皇ホープ　など）
  - また、エクシーズ素材のカードが墓地へ送られる場合は、フィールド上のカードとして扱わないので、「次元の裂け目」などのカードがフィールド上に存在しているときは、除外されない。
  - エクシーズモンスターはレベルを持たないので、レベルを参照とするカードの効果を受けられず、儀式召喚のリリースやシンクロ召喚のシンクロ素材に使用できない。（ただし、相乗の魔術師などの効果でレベルを与えた場合は可能）

シンクロ召喚
前々作の『遊☆戯☆王5D's』で登場し、主人公の不動遊星を中心に様々なデュエリストが使用した召喚方法。
今作では、シンクロ次元（シティ）の主流戦術として登場し、スタンダード次元では特別な召喚方法として描写されている。また、前々作と同じく画面の下にシンクロ召喚で使用したレベルが表示されている。
後にLDSの刀堂刃からこの召喚方法を教わった権現坂昇がメインの戦術として使用している。
シンクロモンスターでありながら、チューナーであるモンスターが存在する。
シンクロモンスター同士でシンクロ召喚して、更に強力なシンクロモンスターを呼び出すシンクロ召喚がある（前身の『5D's』は『アクセルシンクロ』『デルタアクセルシンクロ』と呼んでいた）。
新たに『ファントムシンクロ』と呼ばれる、エクストラデッキの代わりに墓地のシンクロモンスターをシンクロ召喚する方法が登場する。これはコモンズがエース級のカードを大切に使用する表れだとクロウは言及する。
ジャックだけが使用するチューナー2体でシンクロ召喚する「ダブルチューニング」という技法もある。これでジャックはアニメ・漫画5D'sも含め登場した全シリーズ行う。
他には非チューナーをチューナーとして扱ってシンクロ召喚する方法もある。
- 自分ターンのメインフェイズに「チューナー」と呼ばれるモンスターとそれ以外のシンクロ召喚に必要なモンスターを表側表示で2体以上用意し、エクストラデッキから合計したレベルのシンクロモンスターを特殊召喚する。
- エクシーズ召喚とは異なり、モンスタートークンをシンクロ素材として使用できる。

融合召喚
『遊☆戯☆王』で登場した召喚方法。『遊☆戯☆王デュエルモンスターズGX』では主人公の遊城十代を中心に様々なデュエリストが使用した。
今作では、融合次元（アカデミア）の主流戦術として登場し、スタンダード次元の舞網市では、LDSが教える特別な召喚方法として描写されている。
後に遊矢や融合次元の紫雲院素良からこの召喚方法を教わった柊柚子、梁山泊塾の勝鬨勇雄がこの召喚方法を使用している。
融合モンスターを融合素材に指定する、より強力な融合モンスターも存在する。
シンクロ次元ではシンクロモンスターを融合素材にして融合召喚されるモンスターが登場する。
本作にて黒咲瑠璃の使用により、アニメ初のエクシーズモンスターを融合素材にして融合召喚されるモンスターが登場する。
- 自分ターンのメインフェイズに融合モンスターに記載されている自分の手札またはフィールド上の融合素材モンスターと「融合」の魔法カードを用意すれば、エクストラデッキから融合モンスターを特殊召喚ができる。
  - 融合素材のモンスターは自分フィールド上であれば裏側表示でも融合素材として使用できるが、このときは相手プレイヤーに確認をとる必要がある。トークンを融合素材にすることも出来、墓地のモンスターをゲームから除外して融合召喚を行うカードも存在する。
  - また、「融合」の魔法カードを必要としない融合モンスターや融合召喚以外でエクストラデッキから特殊召喚する融合モンスターが一部存在している。
  - OCGにはバトルフェイズ中にも融合を行う速攻魔法「瞬間融合」が存在する。

儀式召喚
『遊☆戯☆王』で登場した召喚方法。『遊☆戯☆王デュエルモンスターズGX』では天上院明日香が使用した。
上述の4つの召喚方法とは違いエクストラデッキを必要とせず、作中では特に高度な召喚方法とは描写されておらず、スタンダード次元の方中ミエルが使用しているようにLDS以外のデュエル塾でも教えられており、融合次元でもアカデミアを脱退した天上院明日香が使用している。
- 自分ターンのメインフェイズに手札の儀式魔法と儀式モンスターを用意し、手札またはフィールドから儀式モンスターのレベル以上または同じレベルになるように素材をリリースして儀式召喚を行う。
- 融合召喚と同じく、フィールドの裏側表示モンスターをリリースできるが、相手プレイヤーに確認を取る必要がある。

統合召喚
本作で言及された召喚方法。正確には融合・シンクロ・エクシーズ・ペンデュラムの全てに属する、きわめて特殊なモンスターである《覇王龍ズァーク》の特殊召喚をズァーク本人がこう表現したものであり、強引に当てはめるなら同じく「カードの効果による特殊召喚」である儀式召喚に近い。
その性質上、《覇王龍ズァーク》以外のモンスターには対応せず、使用するのもズァークのみ。

### 4つの次元関連
今作では4つのパラレルワールドが存在し、スタンダードを除く3つの次元で抗争が起きている。また、各次元ごとに過去作を彷彿とさせる要素がある。スタンダード以外の3つの次元はデュエルでエクストラデッキを使用する召喚方法に応じた発展をしており、融合、シンクロ、エクシーズの3つが存在する。基本的に4つの次元は互いの存在を認知していないが、融合次元のアカデミアと遊勝塾、エクシーズ次元のレジスタンス、シンクロ次元のユーゴと行政評議会、スタンダードのランサーズとLDSと榊遊勝はその事実を認識している。スタンダードを除く3つの次元は呼称通りその召喚方法しか存在せず、無論ペンデュラム召喚は3つの次元のデュエリストも知らない物であり、その次元の名称ではない召喚方法はペンデュラムを含め未知の召喚方法と認識されている。各次元にはそれぞれ遊矢にそっくりな三人（ユート・ユーゴ・ユーリ）と柚子にそっくりな三人（瑠璃・リン・セレナ）がいて、この8人の間では不思議な共鳴現象が起きる。
四つの次元は元々一つの世界で、全ての召喚法とリアルソリッドビジョンは元々その世界に存在していた物である。しかし、悪魔のデュエリストであるズァークが自らが操る各召喚法のドラゴンと1つとなり覇王龍ズァークとなって滅亡の危機にさらされる。その暴走を赤馬零王の娘レイが止めた折、世界が覇王龍ズァークとなった4体のドラゴンが司る召喚法に応じた形に分裂した。それに伴ってズァークとレイも四つの次元に分裂して転生している。
その後の四つの次元で当時の因縁から、ズァークとレイの分身達は何かしらの接点を持っている。

#### スタンダード／スタンダード次元
榊遊矢と柊柚子、「オッドアイズ・ドラゴン（後にオッドアイズ・ペンデュラム・ドラゴンとなる）」が転生した融合、シンクロ、エクシーズが存在しない次元。全ての基礎となり、中心の世界のことだとユートは遊矢に言及した。
次元戦争を知った零児の方針によりLDS主導の下で融合、シンクロ、エクシーズが導入されるが、スタンダードの名の通り基礎の召喚法しか出来ずその上の発展的召喚法をまだ習得していない。加えてデュエルが単なる娯楽であったこともあり、命懸けの戦いを経験しているアカデミアやレジスタンスからは、スタンダードの決闘者は生温いと見られている。
作中では「スタンダード」という呼称が主であったが、シンクロ次元以降は次元を着けて呼ばれることが多くなる。
ズァークが倒され、世界が再び四つに引き裂かれた後はペンデュラム次元に変化している。
LDS（レオデュエルスクール）/レオコーポレーション
赤馬零王が創設したデュエルスクールとそのバックボーンの企業。リアルソリッドビジョンで一躍巨大企業となり、世界各国にLDSの分校が存在する。
赤馬零王がプロフェッサーとして融合次元に移動してからは妻日美香がLDSの理事長を、レオコーポレーションの社長を息子の零児が務める。いくつものデュエルスクールを傘下に置いているが、それは下記のアカデミア侵攻に備えるためでもある。
融合次元から強制送還された後、会社に残された資料から零児はアークエリアプロジェクトとリバイバル・ゼロ、四つの次元とその召喚方法の存在と父がデュエルを用いて四つの次元を巻き込んだ侵略戦争を企てていることを知り、それを阻止するために融合、シンクロ、エクシーズのカード開発とLDSでの召喚方法の講義を立ち上げてアカデミアに対抗するデュエリストの育成及びランサーズの創設を始める。
アカデミアの侵攻が公表されてからは後発のランサーズ育成を行う。
舞網チャンピオンシップ
プロの登竜門とされている大会。遊矢達が属する「ジュニアユース」で勝ち上がり、ユース昇格試験を受け、「ユース」でも勝ち上がって、プロテストに受かると、プロになれる。しかし、零児の真の目的は「ランサーズ」のセレクションである。
大会は小学生が参加する「ジュニア」、中学生以降が参加する「ジュニアユース」、セミプロが参加する「ユース」の3つの部門に分かれている。
1・2回戦はトーナメントで、ベスト16まで決まる。
3回戦は融合次元の侵攻に備えて、急遽街全体がバトルフィールドのバトルロイヤル方式になる。ルールは以下の通り。
- 制限時間24時間以内で、最終獲得したペンデュラムカードの枚数で順位が決まる。
- ペンデュラムカードを2枚以上見つけてから、ペンデュラムカードを賭けたアンティ決闘をする。
- 対戦形式は自由で、1vs1はもちろん、2vs2のタッグデュエル、1vs2や1vs3の形式もOK。
- 既に開始されているデュエルに、誰ともデュエルしていない状態で乱入する際、ペナルティとして2,000ポイントのダメージを受ける。
- アカデミアが入り混じったバトルロイヤルで生き残り、零児の前に立てたのは、遊矢・権現坂・黒咲・月影・デニス、敗者復活の沢渡の6人である。

ランサーズ
正式名称「Lance Defense Soldiers」。零児曰く「この世界を守るための槍」であり、融合次元ひいては赤馬零王に対抗するための戦士達の部隊。
舞網チャンピオンシップ出場者ユース・ジュニアユースの中で勝ち残ったメンバーのうち、黒咲によって認められたメンバーにより構成される予定だった。また、LDSのメンバーも将来のランサーズ候補としている。
選抜試験の結果選出されたのは、融合次元との戦いで生き残った遊矢・権現坂・黒咲・沢渡・月影・デニスおよびセレナ・零羅の8人である。その後はLDS主導の下で次のランサーズとなる決闘者を養成することとなっている。
ランサーズがスタンダードからシンクロ次元へ移動した後にシティでセレナとデニスがランサーズから抜けて融合次元から素良とエドが、シンクロ次元からジャックとクロウが、エクシーズ次元からカイトが協力者という形で合流する。

#### 融合次元
ユーリとセレナ、「スターヴ・ヴェノム・フュージョン・ドラゴン」が転生した融合召喚を使用する次元。「アークエリアプロジェクト」実現のためアカデミアが突如エクシーズ次元に侵攻し、その世界の住人をカード化する。
零児の回想ではシンクロ次元にも侵攻することが示唆され、最終的にはスタンダードも含めた4つの次元を統一する目的のためにアカデミアが活動をしている。
プロフェッサーはレイの行方を追う中でセレナを発見し、アカデミアを拠点としてレイを取り戻すべく「アークエリアプロジェクト」と「リバイバルゼロ」実行を目論む。
デュエルアカデミア
融合次元に存在する素良が所属する「デュエル戦士養成所」。通称「アカデミア」。
絶海の孤島にあり、青・黄・赤のジャケットの生徒がいたりと『遊☆戯☆王デュエルモンスターズGX』のデュエルアカデミアを彷彿とさせる。教官から戦士まで、特に個人名が出ていないモブキャラは【古代の機械（アンティーク・ギア）】を使用する。
4つの次元を統一する理念を正義と掲げ、侵攻の最前線となっている。そのために突如エクシーズ次元に侵攻、人々をカード化していった。その実態はハンティングゲームそのものであり、無抵抗の人々をカードにして町の破壊を楽しむその姿を見たユートと黒咲はアカデミアに強い憎しみを抱き、それを聞いたセレナもアカデミアを悪魔と非難し、決別した。
実際にハートランドを襲った部隊以外にスタンダードに現れたオベリスクフォースも敗者をカード化する行為をする際には常に笑っており、遊矢も強い怒りを抱いている。また、ハートランドを最初に襲った部隊も市民のカード化を遊びと認識して笑っており、作戦に参加した一部の生徒は心に傷を負い脱走した。
デュエル戦士
アカデミアで鍛え上げられ、エクシーズ次元に侵攻した人々。後にランサーズにもこの表現が用いられる。
オベリスクフォース
顔に「オベリスクの巨神兵」を思わせる仮面をつけた部隊。セレナ捕縛のため、スタンダード次元やシンクロ次元に侵攻する。
スタンダードでは9人来て、3人一組に別れて行動する。一組はナイト・オブ・デュエルズの3人をカード化にするが、覚醒した遊矢に3人まとめて敗れる。別の一組はユースチームと対戦し、壊滅させたが、割り込んできたユーゴによって3人倒される。最後の一組は黒咲や権現坂達と対戦し、ペンデュラムエクシーズを決めた黒咲によって倒され、全滅する。
その後もシンクロ次元やエクシーズ次元にも派遣され、ランサーズと交戦している。
補導員
アカデミアから脱出した者を街で発見した場合、捕まえてアカデミアに送り返す役割を担う。
使用デッキは【アーマードッグ】
遊勝塾
アカデミアを脱走した天上院明日香が融合次元に飛ばされた榊遊勝と共に設立したデュエル塾。
「アークエリアプロジェクト」実行のためにハートランドの無抵抗の人々をカードに化する行為を遊びと称して笑い、面白がる生徒達やその光景を見て心に傷を負い脱走した生徒達の保護を行うと共に、遊勝が提唱する「デュエルで笑顔を」という理念を掲げている。同時に「プロフェッサーと旧知の間柄である遊勝による説得あるいはアカデミア打倒によるアークエリアプロジェクト」の阻止を行動目的としている。
所属する生徒達は遊戯王デュエルモンスターズGXのレギュラーキャラと同じコンセプトのデッキを使用する。
アークエリアプロジェクト/リバイバルゼロ
理想郷を作ると謳うアカデミアの行動方針。この下でエクシーズ次元に侵攻している。
全容は、アカデミアのデュエリストに他次元の人々をカード化させ、その生命エネルギーを利用して分裂した四つの次元を一つにまとめ上げて第五次元アークファイブを創造する。それと同時に柚子、セレナ、瑠璃、リンに別れたプロフェッサーの娘レイを復活させると共に遊矢、ユート、ユーゴ、ユーリに別れたズァークを滅ぼす為の計画である。
カード化システム
アカデミアの使用するデュエルディスクに搭載されている侵略用デュエルシステムの根幹を為すもの。黒咲とカイトのデュエルディスクにもこれを元にした機能が搭載されている。
パラサイト・フュージョナー
ドクトルの開発した、パラサイト・モンスターを対象者に寄生（パラサイト）させ、アカデミアの司令を実行させる操り人形とするもの。セレナとリンはその支配下にあり、柚子もその予定対象とされている。瑠璃も一時期その為に支配されアカデミアの戦士として戦っていたが、隼やカイトとのデュエルでの敗北の後、前述の理由よりその支配から解放されたかに思われたが、実際には解放されておらず、遊矢も耳から虫が脳に入り込んだが、遊矢の中に眠るズァークの力によって洗脳を免れている。

#### エクシーズ次元
ユートと黒咲瑠璃、「ダーク・リベリオン・エクシーズ・ドラゴン」が転生したエクシーズ召喚を使用する次元。都市名が「ハートランド」で、『遊☆戯☆王ZEXAL／ZEXALII』を彷彿とさせる。
本来デュエルは争いのための道具ではなく、スタンダードでの普段のデュエルと同じく皆が楽しむためのものだった。しかし、ある日アカデミアに侵略され戦場と化し、多くの住人がカード化される。この為、生き残った者達はデュエルを戦う為の術として使わざるを得なくなっている。
更に生き延びた人々にとってレジスタンスとアカデミアを問わずデュエリストとデュエルが憎悪と恐怖の対象にもなっている。
ハートランド
ユート、黒咲、瑠璃の故郷。舞網市と同じくデュエルは人々を笑顔にするものであり、プロデュエリスト養成校も存在した。
瑠璃の捜索のために潜入したデニスのGOサインによってアカデミアが侵攻。都市は壊滅し、レジスタンスが結成される。
レジスタンス
融合次元のアカデミアを敵視している、ハートランドのデュエリスト達。ユートや黒咲が所属している。
アカデミアとの戦いの中で4つの次元の存在を知り、当初はユートと黒咲が瑠璃を探しだすためにスタンダードへ向かい、赤馬零王がアカデミアのトップである理由からLDSの関与を疑い、そこの決闘者達を襲撃する。
立体幻影のあるフィールドを使用せずともカードを立体化させ、ダメージ等を実際に起こすことが出来る。彼らのデュエルディスクには次元を移動する機能があり、後にこれを元にした機能がランサーズのスタンダード出身者のデュエルディスクに加えられる。おそらく拿捕したアカデミアの兵士から奪ったディスクから機能を付け加えたと思われる。

#### シンクロ次元
ユーゴとリン、「クリアウィング・シンクロ・ドラゴン」が転生したシンクロ召喚を使用する次元。都市名が「シティ」で、デュエルの際にD・ホイールに乗るなど、『遊☆戯☆王5D's』を彷彿とさせる。ユートとユーゴのお互いの誤解から、エクシーズ次元の人々は「融合の手先」と勘違いしていた。ユーゴがオベリスクフォースを撃退した様子を見た零児がまだアカデミアの手が伸びていないと判断し、同志を募るためにこの次元へ移動した。
シティ
シンクロ次元の都市の一つ。「勝った者は全てを手に入れ、負けた者は全てを失う」という完全な自由競争社会に加え、極端なまでの格差社会であり、コモンズとトップスに分けられている。トップスは勿論普段からトップスに不満を持つコモンズすらこの現状に何の疑問も抱いていない。加えて、知らないとはいえアカデミアをイベントという程度の認識しか出来ない呑気な市民、ランサーズとロジェに頼り切る行政評議会の怠慢さに零児は呆れてしまう。
『遊☆戯☆王5D's』に登場したキャラクターがモブキャラとして複数登場している。
D・ホイール
シンクロ次元のデュエルディスクも兼ねている乗り物。今作では5D'sと違い、5D'sがしなかったライディングvsスタンディング形式のデュエルも行う。徳松が逮捕される十年前まではD・ホイールは普及していなかった。バイクとは別物らしくアカデミアでユーゴがD・ホイールで走行し廊下を通った時アカデミアの教官に「廊下をバイクで走るな」と注意された際「バイクじゃねぇ!D・ホイールだ!!」と返している。
ライディング・デュエル
前々作の『遊☆戯☆王5D's』で登場し、本作ではユーゴ達の住むシンクロ次元で普及しているデュエル。
D・ホイールに搭乗し、ハイスピードで疾走しながらデュエルを行う。デュエルが始まる前は、『遊☆戯☆王5D's』のWRGP編と同様に専用のハイウェイが出てきて一般車両は退避命令がでる。
フィールド魔法は「スピードワールド・ネオ」で、「ライディングデュエル・アクセラレーション」の掛け声で開始する。
シンクロ次元でのライディング・デュエルは、元々コモンズの遊びから生まれ、コモンズがトップスの鼻を明かしたいがため大流行した、スピードとスリルに溢れた最高のショーであり、自由の象徴である。
現在はデュエルの模様は生中継され、見世物としてトップスの娯楽に成り下がっている。
今作では「スピードスペル」と「スピードカウンター」の概念が無く、スタンディングとの場合でもライディング同士のデュエルの場合も普通の魔法カードを使用する。
ハイウェイ
ライディング・デュエル専用コース。フィールド魔法「スピードワールド・ネオ」が展開されると近くのハイウェイが下から出てきて一般道路に接続される。
管理は治安維持局が行っており、ロジェの指示ひとつでデュエル中であっても容易にコース変更が可能。
5D'sと同様、デュエルが開始される際にルート上の一般車両には退避命令が出る。
フレンドシップカップ
トップスとコモンズの融和を旗印とした年に一度開催されるシティ最大のデュエル大会。ジャックはこの大会に優勝し、トップスに駆け上がった。大会優勝者にはジャックと対戦する権利が与えられる。
徳松の逮捕をきっかけにコモンズの若者が暴動を起こすようになり、鎮圧のためにデュエルチェイサーズが組織されたが、暴動が激化の一途をたどるため、上述の目的に開催されるようになった。
毎年大会の前夜祭に、キングとのエキシビションマッチが行われる。
本編の参加者は遊矢・権現坂・沢渡・黒咲・セレナ・零羅・デニス・デュエルチェイサー227・シンジ・クロウ・徳松・デイモン・トニー・セルゲイ・ユーゴ・柚子の16名。しかし、零児の思惑などにより零羅の代わりに月影が出場する。
ランサーズは行政評議会の協力を得るためにシティ外部である異国のデュエリストという肩書きで出場する。
第一回戦はデュエルパレス内のサーキットを周回するだけだったが、一回戦最後の黒咲とデニスのデュエルでサーキットが大破したため、第二回戦はパレス外のハイウェイにてライディングデュエルをする。
「シティは一つ、みんな友達」というスローガンを掲げているが、融和という目的はほとんど意味を成していない上に敗者はシティ地下のゴミ処理施設で強制労働をさせられるという欺瞞を遊矢は蔑んでいる。
キング自体もただ単にロジェを牽制する役割であったことが判明しており、単なるガス抜きが実態であった。
大会中アクシデントが多く発生したが中断することなく無事進行し、遊矢とジャックで決勝戦を行い、遊矢が優勝する。
トップス
シティの富・権力を握る最上級クラスの成功者達。人口は全体の1％の10万人だが、シティの富を99％独占し、治安維持局とセキュリティでさえも私物化している。
非合法の地下デュエル場を観戦していてもコモンズは全て逮捕されるがトップスだけは先んじて避難誘導されているなど、待遇の差が顕著である。コモンズの存在自体を目障りに思っており、最終的には地下強制労働施設となっている場所に、全てのコモンズを押し込めようと計画している。
コモンズ
残り99％の990万人のスラム街に住む人々。セキュリティからは問答無用で逮捕の対象にされてしまう等、トップスから相手に関係無く犯罪者同然で見られており、劣悪な環境での暮らしを余儀なくされている。
普段トップスに不満を抱いているにもかかわらず、積極的に行動を起こすのがクロウやシンジのみで、他はセキュリティを恐れて決起に出ない点をロジェは馬鹿にしている。
地下デュエル場
ギャラガーの主導で非合法のライディングデュエルを行っている。ここで10連勝した決闘者はフレンドシップカップへの出場権を得ることが出来る。ここにはコモンズだけでなくトップスも観戦しており、黒咲はランサーズの候補探しのためにここでデュエルをしていた。
行政評議会
5人のメンバーから構成されるシティの最高意志決定機関。治安維持局も彼らの意志には従う義務が課される。
ロジェが別次元の者だとわかった上で受け入れ、社会秩序維持のため利用したり、ランサーズとアカデミアを両天秤にかけてどっちが勝っても良いように方針を考えているなどしたたかさを持つ。しかし、アカデミアとの対抗の為に協力を申し出た零児に対し、ランサーズはアカデミアから他の次元を守るために対抗している部分だけを都合よく解釈し、その日和見、傍観者に等しい点を零児とロジェの両者から軽蔑されている。
治安維持局／セキュリティ
シンクロ次元における警察組織。遊矢たちが別次元に飛ばされ他その後、行政評議会共々解体され、シティは市民の手に委ねられた。
99％の富を持ち、権力を独占しているためにトップスに逆らえないためにコモンズ出身者からは、「トップスの狗」と見られている。
キングス・ギャンビット
ロジェが発動する強硬手段。全セキュリティを頭の中に埋め込んだチップでロジェの意のままに操ることが出来る。
名前の由来はチェスの戦術の一つキングズ・ギャンビット。

デュエルチェイサーズ
シンクロ次元における警察組織セキュリティのD・ホイールに乗る捜査官で、花形とされている。徳松の逮捕がきっかけとなり起こったコモンズの若者達による暴動を取り締まるために組織された。
逃亡犯とのデュエルに敗れればどれほど検挙率が高かろうともその場で解雇と共にコモンズに落とされ、犯罪者同然として追われて収容所へ送られる末路が待っており、復職も認められない。
使用デッキは「ゴヨウ」と名の付いたシンクロモンスターが主戦力の【ポリスモンスター】。
収容所
セキュリティに捕まったら、即送還される場所。囚人イジメは当たり前の非常に劣悪な場所。
ここではカードを袖の下として使え、囚人や看守にカードを渡すと、待遇を善くしてくれる。
『5D's』同様に囚人にはマーカーありの者がいるが、マーカーを刻印されるシーンはなく遊矢達は刻印されていない（クロウのみ元々5D's同様の刻印がある）。
捕縛隊
収容所の脱獄取締専門チーム。看守と違いレアカードには目をくれない。
使用デッキは「ゴヨウ」と名の付いたシンクロモンスターが主戦力の【ポリスモンスター】。
地下強制労働施設
ギャラガーが取り仕切っている競争社会であるシティにおいて、どこからも完全に不要と見なされた者達が最終的に送り込まれてしまう地下施設で、「地獄」とまで評されている。
収容所でも手の付けられない問題児やフレンドシップカップで敗北した者もこの施設に送り込まれる。送り込まれた者達は、富を独占しているのを良い事に贅沢三昧をしているトップス達のせいで生み出される大量のゴミ処理を行う等、いわゆる3K的な仕事を強制される事になる。また、地下の採掘作業も行われており、トップス側はいずれこの地下施設をコモンズ限定の居住区にする事を計画している模様。
この施設でも競争が当たり前となっており、日常的にデュエルが行われ、敗北した者は更に下層部へと送り込まれる事になる。一度ここに入った者は二度と出られないとされているが、デュエルに勝ち続けた者ならば、地上に戻してもらえる権利が与えられる。ただし、大勢で一人相手にデュエルする「歓迎会」を行う等、環境は収容所以上に劣悪。「歓迎会」の相手となるデュエリストも大勢とはいえ検挙率100％だったデュエルチェイサーズの隊員すら倒すほどの猛者が揃っている。
ロジェはここから目をつけたデュエリストをシティを支配する駒とするためにギャラガーから勝ち上がったデュエリストを受け取り、便宜を図っている。セルゲイは一度ここに送られたが、歓迎会で50人以上を倒して地上へ出てロジェに引き渡された。

### 所属先
スタンダード次元では、様々な塾やスクールがあり、そこでデュエルを学び、それぞれのコンセプトに合うデュエルスタイルを確立し、しのぎを削っている。
遊勝塾（ゆうしょうじゅく）
塾長は柊修造。遊矢の父親である遊勝と同じ名前を持つデュエル塾。「エンターテイメント」を追求し、観客を沸かせる「エンタメデュエル」を信条としている。
当初の塾生は遊矢を含む4人だったが、後に遊矢に影響されたタツヤと素良が入塾した。
LDS（レオ・デュエル・スクール／ランス・ディフェンス・ソルジャーズ）
零児が最高責任者、理事長が彼の母親である日美香のレオ・コーポレーション直営のデュエル塾。
プロの輩出者数1位と業界きってのデュエルスクール。また数多くのデュエルスクールを買収している。
遊勝塾では教えられていない召喚方法である融合・シンクロ・エクシーズをカリキュラム別にコースを分けて指導をしている。作中では所属決闘者は未登場だが、総合コースもあり、そこではアドバンス召喚や儀式召喚も教えるため、作中で唯一全ての召喚方法に精通しているデュエル塾でもある。
「Legendary Dramatic Superior」の意味もあることを零児が説明している。52話ではその略称を「Lance Defense Soldiers」に改め、他次元から世界を守るための最前線に立つことを宣言した。
権現坂道場（ごんげんざかどうじょう）
権現坂の父親が師範を勤める「不動のデュエル」を信条とする塾。跡取りは権現坂昇。
大会などの大事な試合の際には黒い襷を授けられる伝統がある。
梁山泊塾
塾長は郷田川梁山。デュエルに笑顔は禁物が流儀の武闘派なデュエル塾。所属決闘者は、勝鬨勇雄、竹田真、梅杉剣。
勝つことを全てとし、勝つために強引で手荒なデュエルを行う。そのため、Aカードを取り合う際に、相手に躊躇なく攻撃をする。
塾は全寮制で、プロになるまで親に会うことすら出来ない。塾生は学校を通う以外、外出禁止とされている。
塾の業績としては良好で、プロの輩出者数は、LDSに次いで2位であり、入塾希望者は後を絶たない。
登場所属決闘者全てが「地○星」「天○星」と名の付く高レベルの戦士族モンスターを使用し、「覇○星」と名の付く融合モンスターを使用する。
ナイト・オブ・デュエルズ
海外から参加の国際チーム。登場決闘者全て、騎士の鎧を身につけている。所属決闘者は、シャルル、Ashley、Bram、Carl。

## 登場カード

### 四天の竜
遊矢、ユート、ユーゴ、ユーリの四人が持つドラゴン族モンスター。最終的には全てが遊矢の手に渡る。名前の由来は136話のズァークの召喚口上より。
元々は悪魔のデュエリスト「ズァーク」のカードであり、スタンダード、融合、シンクロ、エクシーズの四つの召喚法の頂点に位置する存在。人間に復讐をするためにズァークと共に「覇王龍ズァーク」となって世界を滅ぼそうとしたが、レイによって封じられた際に召喚法に応じた次元に分裂した。
「オッドアイズ」を含む全てのドラゴンがその召喚方法の名を持ち、細部は異なるが顔や牙を始め似通っている部分が多い。二体以上のドラゴンが現れると所有者とドラゴンの間で共鳴現象が起こり、場合によっては所有者がズァークの凶悪性を発揮するほか、他の所有者のデュエルに同調して、自分がデュエルをする感覚を得ると共に柚子達のブレスレットも共鳴している。
シンクロ次元以降はこれらの現象が頻繁に起こり、遊矢は自分達とドラゴンに何か関係があると疑っていた。シティでのアカデミアとの戦いで遂に四体が一堂に会した。その時には四人がこれまでにないほど強く共鳴すると共にドラゴンが黒いオーラを纏い、シティ上空に不気味な渦が出現した。
ズァークの分身と同じく一つになろうとする意志があり、分身同士のデュエルでは勝者が敗者を取り込み、そのカードも勝者の手に渡る。ただし、遊矢とユートの場合はユーゴが近くにいなかったために敗北したユートを遊矢が取り込んでいる。
オッドアイズ・ペンデュラム・ドラゴン
- 分類：ペンデュラム・効果モンスター
- レベル：7
- ペンデュラムスケール：4
- 属性：闇
- 種族：ドラゴン族
- 攻撃力：2500
- 守備力：2000

遊矢のエースモンスター。
相手モンスターと戦闘を行うときに戦闘ダメージを倍にする効果を持つ。（アニメではレベル5以上のモンスターとの戦闘に限る）また、ペンデュラムモンスターの戦闘での自分の戦闘ダメージを0にするペンデュラム効果や、自分のエンドフェイズにこのカードを破壊して、デッキから攻撃力1500以下のペンデュラムモンスターを手札に加える効果を持つ。
召喚時の台詞は「雄々しくも美しく輝くふた色の眼！ オッドアイズ・ペンデュラム・ドラゴン！」。
第1話での石島戦で「オッドアイズ・ドラゴン」が、謎の光を浴びて書き換えられた。
攻撃名は「螺旋のストライクバースト」。ダメージを倍加する効果名は「リアクション・フォース」。
オッドアイズ・ドラゴン
- 分類：効果モンスター
- レベル：7
- 属性：闇
- 種族：ドラゴン族
- 攻撃力：2500
- 守備力：2000

オッドアイズ・ペンデュラム・ドラゴンの変化前のモンスター。
第1話での石島戦で謎の光を浴びて「オッドアイズ・ペンデュラム・ドラゴン」に書き換えられたため、その後登場することは無かった。
零王の回想に登場。決闘者ズァークが最初に使用していた。
ルーンアイズ・ペンデュラム・ドラゴン
- 分類：融合・効果モンスター
- レベル：8
- 属性：闇
- 種族：ドラゴン族
- 攻撃力：3000
- 守備力：2000

「オッドアイズ・ペンデュラム・ドラゴン」の強化形態。融合素材に「ペンデュラム・ドラゴン」と名のつくモンスターと魔法使い族モンスターを指定している。
融合素材の魔法使いモンスターのレベルが4以下のときは2回攻撃、レベル5以上のときは5回攻撃できる効果を持つ。
融合召喚時の台詞は「〜操りし者、眩き光となりて龍のまなこに今宿らん！ 融合召喚！ 出でよ！ 秘術ふるいし魔天の龍！ ルーンアイズ・ペンデュラム・ドラゴン！」。
攻撃名は「シャイニーバースト」、2回目以降の攻撃名は「連撃のシャイニーバースト」。
OCGでは、「オッドアイズ・ペンデュラム・ドラゴン」を融合素材として指定し、融合素材となった魔法使い族モンスターがレベル5以上のときは相手モンスターに3回まで攻撃ができる効果に変更されている。
また、ペンデュラム召喚したモンスターを融合素材としたとき、融合召喚したターンのみ相手のカード効果を受けない効果が追加された。
ビーストアイズ・ペンデュラム・ドラゴン
- 分類：融合・効果モンスター
- レベル：8
- 属性：地
- 種族：ドラゴン族
- 攻撃力：3000
- 守備力：2000

「オッドアイズ・ペンデュラム・ドラゴン」の強化形態。融合素材に「ペンデュラム・ドラゴン」と名のつくモンスターと獣族モンスター1体を指定している。
このカードが戦闘でモンスターを破壊したときに、このカードの融合素材とした獣族モンスターの元々の攻撃力分のダメージを相手に与える効果を持つ。
融合召喚時の台詞は「〜よ。〜て新たな力を生み出さん！ 融合召喚！ 出でよ！ 野獣の眼光りし獰猛なる龍！ ビーストアイズ・ペンデュラム・ドラゴン！」。
攻撃名は「ヘルダイブバースト」。
OCGでは、闇属性・ドラゴン族モンスターを融合素材として指定し、融合召喚とフィールド上から闇属性・ドラゴン族モンスターと獣族モンスターをリリースしたときのみ特殊召喚ができるように変更されている。
ブレイブアイズ・ペンデュラム・ドラゴン
- 分類：融合・効果モンスター
- レベル：8
- 属性：闇
- 種族：ドラゴン族
- 攻撃力：3000
- 守備力：2000

「オッドアイズ・ペンデュラム・ドラゴン」の強化形態。融合素材に「ペンデュラム・ドラゴン」と名のつくモンスターと戦士族モンスター1体を指定している。
このカードが特殊召喚した場合、 フィールドの全てのモンスターの攻撃力をターン終了時まで0にできる効果を持つ。また、このカードの攻撃力はこのカードの効果で攻撃力を0にしたモンスターの数×100アップする。
相手はこのカードの攻撃、およびこのカードの戦闘による相手モンスターの破壊を無効にできない効果を持つ。
融合召喚時の台詞は「〜よ。〜て新たな力を生み出さん！ 融合召喚！ 現れ出でよ！ 気高き眼燃ゆる勇猛なる龍！ ブレイブアイズ・ペンデュラム・ドラゴン！」。
攻撃名は「灼熱のメガフレイムバースト」。
OCGでは、融合召喚に成功したときのみ発動し、攻撃力0のモンスターは効果を発動できない効果、戦闘で破壊できなかったモンスターを除外する効果等大幅に変更されている。
覇王黒竜 オッドアイズ・リベリオン・ドラゴン
- 分類：エクシーズ・ペンデュラム・効果モンスター
- ランク：7
- ペンデュラムスケール：4
- 属性：闇
- 種族：ドラゴン族
- 攻撃力：3000
- 守備力：2500

「オッドアイズ・ペンデュラム・ドラゴン」と「ダーク・リベリオン・エクシーズ・ドラゴン」の強化形態にして初のエクシーズペンデュラムモンスター。エクシーズ素材はレベル7ドラゴン族モンスター2体に限られている。アニメでは「オッドアイズ・ペンデュラム・ドラゴン」と「ダーク・リベリオン・エクシーズ・ドラゴン」の2体をエクシーズ素材にして、エクシーズ召喚されるため、2体のモンスターを融合した感じになっており、特にダーク・リベリオン寄りの特徴を持っている。
エクシーズモンスターを素材にしているとき、相手場のレベル7以下のモンスターを破壊し、その攻撃力分のダメージを与える効果と、エクシーズ素材を1つ取り除く事で、そのターンに破壊したモンスターの数だけ攻撃することが出来る効果と、フィールドから離れた時ペンデュラムゾーンのペンデュラムモンスターをすべて破壊し、自身をペンデュラムゾーンに置く効果と、3つの効果を持つ。
エクシーズ召喚時の台詞は「二色の眼の龍よ！ その黒き逆鱗を震わせ刃向かう敵を殲滅せよ！ エクシーズ召喚！ 出でよ！ランク7！ 怒りの眼輝けし龍！ 覇王黒竜 オッドアイズ・リベリオン・ドラゴン！」。
攻撃名は「反旗の逆鱗 ストライク・ディスオベイ」、破壊効果名は「オーバーロードハウリング」。
OCGでは、レベル7がペンデュラム召喚可能な場合かつエクストラデッキで表側状態で存在している場合のみペンデュラム召喚でき、ダメージを与える効果もエクシーズモンスターを素材にしてエクシーズ召喚した場合のみ発動でき、さらにそのダメージは破壊した数×1000、攻撃回数も3回に固定と変更されている。また、自身をペンデュラムゾーンに置く効果も、戦闘や効果で破壊された場合に変更されている。
覇王烈竜 オッドアイズ・レイジング・ドラゴン
- 分類：エクシーズ・ペンデュラム・効果モンスター
- ランク：7
- ペンデュラムスケール：1
- 属性：闇
- 種族：ドラゴン族
- 攻撃力：3000
- 守備力：2500

覇王黒竜に続く第2のエクシーズペンデュラムモンスター。覇王黒竜同様エクシーズ素材はレベル7ドラゴン族モンスター2体に限られている。覇王黒竜に対して、こちらはオッドアイズ寄りの特徴を持っている。レイジングは怒り狂うという意味を持ち、実際に遊矢はドクトルに対し、激しい怒りを見せている。
エクシーズモンスターを素材にしているとき、エクシーズ素材を全て取り除く事で、場の魔法、罠をすべて無効にしながらカードを破壊し、破壊したカード1枚につき200ポイント攻撃力をアップさせる効果と、一度に2回攻撃することが出来る効果を持つ。また、フィールドから離れると、ペンデュラムゾーンのペンデュラムモンスターをすべて破壊し、自身をペンデュラムゾーンに置く効果を持つ。
エクシーズ召喚時の台詞は「二色の眼の龍よ！ 深き闇より蘇り、怒りの炎で地上の全てを焼き払え！ エクシーズ召喚！ 出でよ！ランク7！ 災いをもたらす烈火の竜！ 覇王烈竜 オッドアイズ・レイジング・ドラゴン！」。
攻撃名は「憤激のデストラクションバースト」。
OCGでは、覇王黒竜同様レベル7がペンデュラム召喚可能な場合かつエクストラデッキで表側状態で存在している場合のみペンデュラム召喚でき、フィールドの魔法、罠をすべて無効にできなくなっている。また、自身をペンデュラムゾーンに置く効果も、破壊しながらフィールドから離れた時ペンデュラムゾーンにセットすることはできなくなっている。
覇王紫竜 オッドアイズ・ヴェノム・ドラゴン
- 分類：融合・ペンデュラム・効果モンスター
- レベル：10
- ペンデュラムスケール：1
- 属性：闇
- 種族：ドラゴン族
- 攻撃力：3300
- 守備力：2500

「オッドアイズ・ペンデュラム・ドラゴン」と「スターヴ・ヴェノム・フュージョン・ドラゴン」の強化形態。スターヴ・ヴェノム寄りの特徴を持っており、より毒々しくなった「グリーディー・ヴェノム・フュージョン・ドラゴン」に対し、こちらは「浄化された」といった言葉が出るなど清らかなイメージが付く。
エンドフェイズまで相手フィールド上に存在するモンスターの攻撃力の合計分、このカードの攻撃力を上昇させる効果を持つ。
融合召喚時の台詞は「二色の眼の龍よ！ 毒持つ竜と一つになりて、覇道へ導く力となれ！ 融合召喚！ 現れろ！レベル10！ 慈愛の玉眼輝けし龍！ 覇王紫竜 オッドアイズ・ヴェノム・ドラゴン！」。
覇王白竜 オッドアイズ・ウィング・ドラゴン
- 分類：シンクロ・ペンデュラム・効果モンスター
- レベル：8
- ペンデュラムスケール：10
- 属性：闇
- 種族：ドラゴン族
- 攻撃力：3000
- 守備力：2500

「オッドアイズ・ペンデュラム・ドラゴン」と「クリアウィング・シンクロ・ドラゴン」の強化形態。クリアウィング寄りの特徴を持っている。
1ターンに1度相手フィールド上に存在する全てのモンスターを破壊して、その中の1体の攻撃力を自身の攻撃力に加える効果を持つ。
シンクロ召喚時の台詞は「二色の眼の龍よ！ 光輝く翼を得て、覇道の頂へ舞い上がれ！ シンクロ召喚！ 現れろ！レベル8！ 烈破の慧眼輝けし龍！ 覇王白竜 オッドアイズ・ウィング・ドラゴン！」。
オッドアイズ・セイバー・ドラゴン
- 分類：効果モンスター
- レベル：7
- 属性：光
- 種族：ドラゴン族
- 攻撃力：2800
- 守備力：2000

「オッドアイズ・ドラゴン」の進化形態の一つ。
自分フィールドの光属性モンスター1体をリリースして「オッドアイズ・ドラゴン」をこのカードに進化させる効果と相手モンスターを戦闘破壊したとき相手フィールドのモンスター1体を破壊する効果を持つ。
特殊召喚時の台詞は「出でよ、絶望の暗闇に差し込む眩き救いの光！オッドアイズ・セイバー・ドラゴン！」。
OCGで先行登場したカード。
オッドアイズ・ランサー・ドラゴン
- 分類：効果モンスター
- レベル：8
- 属性：光
- 種族：ドラゴン族
- 攻撃力：3000
- 守備力：2000

「オッドアイズ」の強化形態の一つ。
自分フィールドの「オッドアイズ」モンスターが破壊された場合に自分フィールドの「オッドアイズ」モンスター1体またはそれ以外の自分フィールドのモンスター2体をリリースして手札から特殊召喚する効果と、このカードが召喚・特殊召喚に成功した場合に手札・デッキから「オッドアイズ」モンスター1体を墓地へ送り、相手フィールドのモンスター1体を対象にそのモンスターの効果を無効にする効果と、このカードが攻撃する場合、相手はダメージステップ終了時まで魔法・罠カードを発動できない効果と、自分のモンスター1体が戦闘を行うダメージ計算時に自分フィールドの「オッドアイズ」モンスター1体を持ち主の手札に戻すことでそのモンスターはその戦闘では破壊されず、その戦闘で発生する自分への戦闘ダメージは0にする効果と、自分のモンスター1体が戦闘を行うダメージ計算時、手札の「オッドアイズ」モンスター2体を墓地へ送ることでそのモンスターはその戦闘では破壊されず、その戦闘で発生する自分への戦闘ダメージは半分になり、その数値分だけ相手にダメージを与える効果と、5つの効果を持つ。
特殊召喚時の台詞は「出でよ、窮地の壁を打ち砕く、頼もしき渾身の一撃！オッドアイズ・ランサー・ドラゴン！」。

オッドアイズ・ファントム・ドラゴン
- 分類：ペンデュラム・効果モンスター
- レベル：7
- ペンデュラムスケール：4
- 属性：闇
- 種族：ドラゴン族
- 攻撃力：2500
- 守備力：2000

漫画版ARC-Vでの遊矢のエースモンスター。
このカードがペンデュラム召喚したターンに相手に戦闘ダメージを与えた時、ペンデュラムゾーンにいる「オッドアイズ・ペルソナ・ドラゴン」と「オッドアイズ・ミラージュ・ドラゴン」の攻撃力分のダメージを与える効果を持つ。
攻撃名は「夢幻のスパイラルフレイム」。
オッドアイズ・ファンタズマ・ドラゴン
- ペンデュラム・効果モンスター
- レベル：8
- ペンデュラムスケール：0
- 攻撃力：3000
- 守備力：

自身のペンデュラムゾーンにモンスターがいてエクストラデッキに「オッドアイズ」と名の付くモンスターがいるときペンデュラムスケールに関係なくペンデュラム召喚にする効果（オーバースケールペンデュラム）と、このカードが攻撃する時相手モンスターの攻撃力を自分のエクストラデッキのペンデュラムカードの枚数×1000ポイント下げる効果と、2つの効果を持つ
ダーク・リベリオン・エクシーズ・ドラゴン
- 分類：エクシーズ・効果モンスター
- ランク：4
- 属性：闇
- 種族：ドラゴン族
- 攻撃力：2500
- 守備力：2000

ユートのエースモンスター。現在は遊矢が所持している。
エクシーズ素材を1つ取り除く事で、相手フィールドのレベル5以上のモンスター1体の攻撃力を半分にし、その数値分エンドフェイズまでこのカードの攻撃力をアップする効果を持つ。
エクシーズ召喚時の台詞は「漆黒の闇より愚鈍なる力に抗う反逆の牙！ 今、降臨せよ！ エクシーズ召喚！ 現れろ！ ランク4！ ダーク・リベリオン・エクシーズ・ドラゴン！」。
攻撃名は「反逆のライトニング・ディスオベイ」、効果名は「トリーズン・ディスチャージ」。
OCGでは、取り除くエクシーズ素材が2つになり、相手フィールドのモンスターにレベルの指定はなくなり、攻撃力のアップは永続的に続くように変更されている。
ダーク・レクイエム・エクシーズ・ドラゴン
- 分類：エクシーズ・効果モンスター
- ランク：5
- 属性：闇
- 種族：ドラゴン族
- 攻撃力：3000
- 守備力：2500

ダーク・リベリオン・エクシーズ・ドラゴンの強化形態。初登場は遊矢の体を乗っ取ったユートが使った「RUM-幻影騎士団（ファントムナイツ）ラウンチ」でランクアップ・エクシーズチェンジして召喚される。
ダーク・リベリオン・エクシーズ・ドラゴンを素材としている場合、エクシーズ素材を1つ取り除く事で、相手フィールドのレベル5以上のモンスター1体の攻撃力0にし、下がった分エンドフェイズまでこのカードの攻撃力をアップする効果を持つ。さらにカードを破壊する効果が発動した時、エクシーズ素材を1つ取り除く事で、墓地のエクシーズモンスターを特殊召喚し、その効果を無効にする効果を持つ。
エクシーズ召喚時の台詞は「煉獄の底より、 未だ鎮まらぬ魂に捧げる反逆の歌、永久に響かせ現れよ！ ランクアップ・エクシーズチェンジ！ いでよ！ ランク5！ ダーク・レクイエム・エクシーズ・ドラゴン！」。
攻撃名は「鎮魂のディザスター・ディスオベイ」、モンスターの攻撃力を下げる効果名は「レクイエム・サルベーション」。
ダーク・アンセリオン・ドラゴン
- 分類：エクシーズ・ペンデュラム・効果モンスター
- ランク：7
- ペンデュラムスケール：10
- 攻撃力：3000
- 守備力：2500

漫画版ARC-Vのユートの使用モンスター。
お互いのターンに1度エクシーズ素材を1つ使い、ターンの終わりまで相手モンスターの攻撃力を半分にしその数値分攻撃力を上昇させる効果と、更にその数値分自分のライフポイントを回復させる効果と、その効果を使用したターン破壊されない効果と、破壊された時ペンデュラムゾーンに置く効果と、4つの効果を持つ。
エクシーズ召喚時の台詞は「闇の帳を切り裂きしは新たな力を得た反逆の牙！！ エクシーズ召喚！！ ダーク・アンセリオン・ドラゴン！！」。
攻撃名は「アブソーブ・エクリプス」。

クリアウィング・シンクロ・ドラゴン
- 分類：シンクロ・効果モンスター
- レベル：7
- 属性：風
- 種族：ドラゴン族
- 攻撃力：2500
- 守備力：2000

ユーゴのエースモンスター。ユーリも一時期所持していた。
自分フィールドのレベル5以上のモンスターが効果の対象になったとき、またはフィールドのレベル5以上のモンスターが効果を発動したときその効果を無効にして、効果を発動したモンスターを破壊し、破壊したモンスターの攻撃力の数値分このカードの攻撃力をターン終了時までアップする効果を持つ。
ユーゴがユーリに吸収されてからはユーリが所有しており、遊勝とのデュエルで初めて召喚した。
シンクロ召喚時の台詞は「その美しくも雄々しき翼翻し、光の速さで敵を撃て！ シンクロ召喚！ 現れろ！ レベル7！ クリアウィング・シンクロ・ドラゴン！」。
攻撃名は「旋風のヘルダイブスラッシャー」、効果名は「ダイクロイックミラー」。
OCGでは、無限ループ防止のため1ターンに1度の発動制限が追加されている。
クリスタルウィング・シンクロ・ドラゴン
- 分類：シンクロ・効果モンスター
- レベル：8
- 属性：風
- 種族：ドラゴン族
- 攻撃力：3000
- 守備力：2500

「クリアウィング・シンクロ・ドラゴン」の強化形態。シンクロ素材はチューナー+チューナー以外のレベル5以上のシンクロモンスターを含むモンスター1体以上と指定している。
フィールドでモンスターが効果を発動したときしたときその効果を無効にして、効果を発動したモンスターを破壊し、破壊したモンスターの攻撃力の数値分このカードの攻撃力をターン終了時までアップする効果を持ち、さらにレベル5以上のモンスターと戦闘するときバトルの間戦闘するモンスターの攻撃力を自身の攻撃力に加える効果を持つ。
シンクロ召喚時の台詞は「神聖なる光たくわえし翼きらめかせ、その輝きで敵を撃て！ シンクロ召喚！ いでよ！ クリスタルウィング・シンクロ・ドラゴン！」。
攻撃名は「烈風のクリスタロス・エッジ」。
OCGでは、シンクロ素材がチューナー+チューナー以外のシンクロモンスター1体以上となり、モンスターが効果を発動した場所がフィールドでなくとも発動できるように変更されている。

クリアウィング・ファスト・ドラゴン
- 分類：シンクロ・ペンデュラム・効果モンスター
- レベル：7
- ペンデュラムスケール：4
- 属性：風
- 種族：ドラゴン族
- 攻撃力：2500
- 守備力：2000

漫画版ARC-Vでのユーゴのエースモンスター。
1ターンに1度相手モンスター1体の効果を無効にし攻撃力を0にする効果を持つ。この効果は相手ターンでも使用できる。
シンクロ召喚時の台詞は「輝く翼 神速となり天地を照らせ！ 現れろシンクロ召喚！！  クリアウィング・ファスト・ドラゴン！」、またペンデュラム召喚時の台詞は「神速の翼で過去と未来を貫け！ ペンデュラム召喚！！  クリアウィング・ファスト・ドラゴン！」。
スターヴ・ヴェノム・フュージョン・ドラゴン
- 分類：融合・効果モンスター
- レベル：8
- 属性：闇
- 種族：ドラゴン族
- 攻撃力：2800
- 守備力：2000

ユーリのエースモンスター。闇属性モンスター二体を融合素材に指定するという極めて軽い召喚条件を持つ。
フィールドのモンスターのみを使用して融合召喚したターンの終了時まで相手フィールドの特殊召喚されたモンスター全ての攻撃力を自身に加える効果を持つ。1ターンに一度、相手フィールドに存在するレベル5以上のモンスターの効果を無効にしてターン終了時までその効果を使用することが出来る。加えて、破壊された場合に相手フィールドの特殊召喚されたモンスター全てを破壊してその攻撃力の合計分の効果ダメージを相手に与えることが出来る。
融合召喚時の台詞は「魅惑の香りで虫を誘う二輪の美しき花よ！今ひとつとなりて、その花弁の奥の地獄から、新たな脅威を生み出せ！融合召喚！現れろ！飢えた牙持つ毒竜！レベル8！スターヴ・ヴェノム・フュージョン・ドラゴン！」。遊矢が使用した際の融合召喚の台詞が「闇夜を照らす二色の眼よ！時の指針となりて、新たな道を指し示せ！融合召喚！現れろ！《スターヴ・ヴェノム・フュージョン・ドラゴン》！」。口上の前半部分である「魅惑の香りで虫を誘う二輪の美しき花よ！」はユーリの使用カテゴリである「捕食植物」を指している。
OCGでは、余りに緩すぎる召喚条件のために融合素材がフィールドに存在するトークン以外の闇属性モンスター二体に限定された。また、攻撃力上昇は相手フィールドの特殊召喚されたモンスター一体のみとされ、相手モンスターの効果を使用する効果も同名モンスターとして扱う要素が追加された。また、ダメージを与える効果は融合召喚したこのカードが破壊された場合に限定された。
グリーディー・ヴェノム・フュージョン・ドラゴン
- 分類：融合・効果モンスター
- レベル：10
- 属性：闇
- 種族：ドラゴン族
- 攻撃力：3300
- 守備力：2500

「スターヴ・ヴェノム・フュージョン・ドラゴン」の強化形態。融合素材は「捕食植物」モンスターとレベル8以上の闇属性モンスターに指定されている。
1ターンに1度、フィールドのモンスター1体を対象にターン終了時まで、そのモンスターの攻撃力は0にし、効果を無効化する効果と、このカードが破壊された場合にフィールドのモンスターを全て破壊し、その後この効果で破壊したモンスターの元々の攻撃力分のダメージをそれぞれのコントローラーに与える効果を持つ。
融合召喚時の台詞は「飢えた牙持つ毒龍よ！奈落へ誘う香しき花よ！今一つとなりて、思いのままにすべてを貪れ！融合召喚！現れろレベル10《グリーディー・ヴェノム・フュージョン・ドラゴン》！」。
スターヴ・ヴェネミー・ドラゴン
- 分類：融合・ペンデュラム・効果モンスター
- レベル：7
- ペンデュラムスケール：1
- 攻撃力：2500
- 守備力：2000

漫画版ARC-Vのユーリの使用モンスター。
1ターンに1度フィールドのモンスター1体の効果を無効にしその効果を得る効果と、更に対象にしたモンスターの攻撃力を500ポイント下げ相手に500ポイントのダメージを与える効果と、破壊された時ペンデュラムゾーンに置く効果と、3つの効果を持つ。また1ターンに1度戦闘ダメージを0にするペンデュラム効果を持つ。

### 覇王龍とその眷属達
「四天の竜」と一つになったズァーク自身とその眷属である「覇王眷竜」となった「四天の竜」。「四天の竜」の変異体はオリジナルと同じ攻撃力と守備力を持ち、効果は「四天の竜」がより強力になった物となっている。変異体の共通効果は、「覇王龍ズァーク」が存在する時に相手が該当するモンスターを特殊召喚したらフィールドの「覇王眷竜」二体をコストに正規の召喚法扱いで自らを特殊召喚する効果、同時に自分以外の同じ召喚法のモンスターを攻撃できない効果とエクストラデッキに戻すことで「覇王眷竜」二体を特殊召喚してそのモンスターと同じ種類のモンスターの攻撃力を0にするもの。
覇王龍ズァーク
- 分類：融合・シンクロ・エクシーズ・ペンデュラム・効果モンスター
- レベル：12
- 属性：闇
- 種族：ドラゴン族
- 攻撃力：4000
- 守備力：4000

上記の4体のドラゴン（オッドアイズ・ペンデュラム・ドラゴンでなく、変化前のオッドアイズ・ドラゴン）と決闘者ズァークが「アストログラフ・マジシャン」の力によって、一体化して創造されたモンスター。人々の飽くなき欲望により狂ったズァーク自身とただ自分達を満足させるためだけに戦わされた「四天の竜」の人間への憎しみを象徴している。
暴走するために召喚する時の口上は「時空を司る《アストログラフ・マジシャン》よ！その深淵なる力で我らの望みを重ね合わせよ！！」。
デュエルの時の召喚口上は「四天の竜を統べ、第5の次元に君臨する究極龍よ！今こそこの我と1つとなるのだ！統合召喚！出でよ覇王龍ズァーク！」
ズァークが「ペンデュラムにしてエクシーズ、シンクロにして融合」と称するとおり儀式を除く四つの召喚法に位置する破格の存在である。OCG版ではルールの都合などから融合ペンデュラムモンスターになっている。
「四天の竜」とズァークが一つになった時、ズァーク自身は竜の首元で一体となっており、その状態でデュエルを行っている。
レイに敗れ、分離する間際に揺れた強大な力とズァークの復讐心がペンデュラム召喚を生み出しており、ペンデュラムの真の創始者でもある存在。
最初に敗れた時はオリジナルの四体に別れたが、再び敗れた時には「覇王眷竜」と化した四体に別れて復活しようとしていた。
覇王眷竜オッドアイズ
- 分類:ペンデュラム・効果モンスター
- レベル:8
- 属性:闇
- 種族:ドラゴン族
- 攻撃力:2500
- 守備力:2000

オッドアイズ・ペンデュラム・ドラゴンの変化形態。ズァークが使用。
「覇王龍ズァーク」が存在し、相手フィールド上にペンデュラムモンスターが召喚された時覇王モンスター二体をリリースして手札・デッキ・エクストラデッキから特殊召喚できる効果と、フィールド上に表側表示で存在する限り相手はペンデュラムモンスターを攻撃対象に選択できない効果と、1ターンに一度ペンデュラムカードの戦闘・効果による破壊を無効にする効果と、ペンデュラムモンスターの戦闘によるダメージを二倍にする効果と、自身をエクストラデッキに加えてエクストラデッキからこのカード以外の「覇王眷竜」を二体まで特殊召喚する効果と、5つのモンスター効果を持つ。
ペンデュラム効果は「覇王」モンスター一体をリリースして自身をエクストラデッキに表側表示で加える効果を持つ。
召喚時の台詞は「二色の眼持つ眷属よ！その鋭き両目で、捕らえた敵を焼き尽くせ！現れろ！覇王眷竜オッドアイズ！」
覇王眷竜ダークリベリオン
- 分類：エクシーズ・効果モンスター
- ランク：4
- 属性：闇
- 種族：ドラゴン族
- 攻撃力：2500
- 守備力：2000

ダーク・リベリオン・エクシーズ・ドラゴンの変化形態。ズァークが使用。
「覇王龍ズァーク」が存在し、相手フィールド上にエクシーズモンスターが召喚された時エクシーズ召喚が出来る効果と、このカードがフィールド上に存在する限り相手はこのカード以外のエクシーズモンスターに攻撃することが出来ない効果と、相手モンスターとの戦闘時にエクシーズ素材を1つ取り除く事で、相手モンスター1体の攻撃力を0にし、その変化した数値分攻撃力を上昇させる効果と、このカードをエクストラデッキに戻し、自分の墓地から「覇王眷竜」2体を特殊召喚し、相手フィールドの全てのエクシーズモンスターの攻撃力を0にする効果と、4つの効果を持つ。
エクシーズ召喚時の台詞は「漆黒の闇に住まう反逆の牙よ！ 我に屈し、我に従え！ エクシーズ召喚！ ランク4！ 覇王眷竜ダークリベリオン！」。
覇王眷竜クリアウィング
- 分類：シンクロ・効果モンスター
- レベル：8
- 属性：闇
- 種族：ドラゴン族
- 攻撃力：2500
- 守備力：2000

クリアウィング・シンクロ・ドラゴンの変化形態。ズァークが使用。
「覇王龍ズァーク」が存在する状態で相手がシンクロ召喚を行った時に覇王モンスター二体をリリースしてシンクロ召喚できる効果と、特殊召喚成功時に相手フィールドの全てのモンスターの効果を無効にして破壊する効果と、フィールドに存在する限り他のシンクロモンスターに攻撃することが出来ない効果と、1ターンに一度だけ相手モンスターと戦闘を行う攻撃宣言時にそのバトルを終了させると共にその相手モンスターを破壊して攻撃力分のダメージを与える効果と、自身をエクストラデッキに戻して「覇王眷竜」ペンデュラムモンスター二体を特殊召喚すると同時に相手フィールドのシンクロモンスターの攻撃力を0にする効果と、5つの効果を持つ。
シンクロ召喚時の台詞は「光の翼を持つ眷属よ！ その鋭利なる両翼で敵を撃て！ シンクロ召喚！ 現れろ！ 覇王眷竜クリアウィング！」。
覇王眷竜スターヴヴェノム
- 分類:融合・効果モンスター
- レベル:8
- 属性:闇
- 種族:ドラゴン族
- 攻撃力:2800
- 守備力:2000

スターヴ・ヴェノム・フュージョン・ドラゴンの変化形態。ズァークが使用。
「覇王龍ズァーク」が存在する状態で相手が融合召喚を行った時に覇王モンスター二体をリリースして融合召喚できる効果と、自分のメインフェイズ、またはバトルフェイズ中に一度、自分、相手フィールドまたは墓地のモンスターの効果を無効にして使用する効果と、フィールドに存在する限り他の融合モンスターに攻撃することが出来ない効果と、フィールドに存在するモンスターに貫通能力を与える効果と、自身をエクストラデッキに戻して「覇王眷竜」ペンデュラムモンスター二体を特殊召喚すると同時に相手フィールドの融合モンスターの攻撃力を0にする効果と、5つの効果を持つ。
罠カード「覇王の逆鱗」の効果で特殊召喚されたため、このカードのみ相手に合わせた召喚を行っていない。

### 自然界の魔法カード
プロフェッサー赤馬零王が「覇王龍ズァーク」を打倒するために作り出した四枚の永続魔法。人間の欲望で生み出されたズァークを倒せるのは数億年かけて積み重ねられた自然界の営みという理論に基づき、自然界のエネルギーをカードに変換したもの。レイによって使用され、ズァークを打倒すると共にその力を象徴するブレスレットがレイの分身達に委ねられる。
「四天の竜」と対をなすカードであり、「エン・フラワーズ」以外の三枚は該当するモンスターが墓地に三体以上存在することが発動条件であり、該当モンスターの効果を無効にして通常モンスター扱いにする共通効果を持つ。
エン・フラワーズ
三枚の永続魔法の発動条件になるカードであり、他三枚が発動していればフィールドのモンスター全てを破壊し、墓地へ送ったモンスターの数×600ポイントのダメージをコントローラーに与える効果を持つ。
「オッドアイズ・ペンデュラム・ドラゴン」と対をなし、柚子の「幻奏」を象徴するカード。
エン・バーズ
墓地に三体以上のエクシーズモンスターが存在し、「エン・フラワーズ」が発動していれば発動可能。フィールドと墓地のエクシーズモンスターを通常モンスター扱いにして効果を無効にする。
「ダーク・リベリオン・エクシーズ・ドラゴン」と対をなし、瑠璃の「LL」を象徴するカード。
エン・ウィンズ
墓地に三体以上のシンクロモンスターが存在し、「エン・バーズ」が発動していれば発動可能。フィールドと墓地のシンクロモンスターを通常モンスター扱いにして効果を無効にする。
「クリアウィング・シンクロ・ドラゴン」と対をなし、リンの「WW」を象徴するカード。
エン・ムーン
墓地に三体以上の融合モンスターが存在し、「エン・バーズ」と「エン・ウィンズ」が発動していれば発動可能。フィールドと墓地の融合モンスターを通常モンスター扱いにして効果を無効にする。
「スターヴ・ヴェノム・フュージョン・ドラゴン」と対をなし、セレナの「月光」を象徴するカード。

### ズァークの分身達の使用カテゴリ
EM（エンタメイト）/魔術師/オッドアイズ
榊遊矢の使用するモンスター群。いずれも元々使用していたカテゴリであり、一部のカードがペンデュラムカードと化してからはそちらが主軸となる。
「魔術師」は種族が魔法使い族で統一されているが、「EM」に種族の統一性はない。ペンデュラムモンスターも含め、攻撃力の変化やサーチなど様々な効果を有している。
「オッドアイズ」は、当初はドラゴン族モンスターしかいなかった。フレンドシップカップからは「オッドアイズ」のカテゴリにも含まれる「EM」モンスターが登場した。
遊矢がアカデミアで零王とのデュエルで暴走した時にズァークの影響を受けたのか「EM ガトリングール」など、悪魔を彷彿させるようなモンスターが登場した。
覚醒の魔導剣士
- 分類：シンクロ・効果モンスター
- レベル：8
- 属性：闇
- 種族：魔法使い族
- 攻撃力：2500
- 守備力：2000

遊矢が使用するシンクロモンスター。サムから預かった「調律の魔術師」を使用したことにより召喚出来たモンスター。
シンクロ召喚成功時、「魔術師」モンスターをシンクロ素材にしていれば、墓地の魔法カード1枚を手札に加えることができる効果と、戦闘で破壊したモンスターの攻撃力分のダメージを相手に与える効果と2つの効果を持つ。
シンクロ召喚時の台詞は「剛毅の光を放つ勇者の剣！今ここに閃光と共に目覚めよ！シンクロ召喚！レベル8、覚醒の魔導剣士（エンライトメント・パラディン）！」。
OCGで先行登場したカードで、墓地の魔法カード回収の効果を発動するためのシンクロ素材の「魔術師」にペンデュラムモンスターの縛りが付き、バーン効果も元々の攻撃力分のダメージを与える効果となった。
涅槃の超魔導剣士
- 分類：シンクロ・ペンデュラム・効果モンスター
- レベル：10
- 属性：闇
- 種族：魔法使い族
- 攻撃力：3300
- 守備力：2500

「覚醒の魔導剣士」の強化形態にして初のシンクロペンデュラムモンスター。
ペンデュラム召喚したペンデュラムモンスターとシンクロモンスターをリリースすることでチューナーを必要とせずにシンクロ召喚出来る効果と、破壊された時ペンデュラムゾーンにセットする効果と、2つのモンスター効果を持つ。
また自分がP召喚したレベルが一番低いモンスター1体を対象として発動しそのモンスターはターン終了時まで戦闘では破壊されず、戦闘で自分が受ける戦闘ダメージは0になり、そのダメージ計算後相手フィールドの全てのモンスターの攻撃力は対象のモンスターの攻撃力分ダウンする効果と、このカードの1つめのペンデュラム効果で対象としたモンスターの戦闘後、そのモンスターよりレベルが1つ高いモンスター1体を新たな対象として1つめのペンデュラム効果を発動できる効果と、2つのペンデュラム効果を持つ。
シンクロ召喚時の台詞は「平穏なる時の彼方から、あまねく世界に光を放ち蘇れ！シンクロ召喚！現れろレベル10！涅槃の超魔導剣士、涅槃の超魔導剣士（ニルヴァーナ・ハイ・パラディン）！」。
攻撃名は「トゥルース・スカーヴァティ」。
OCGでは、シンクロ素材はチューナー＋チューナー以外のシンクロモンスター1体以上となっており、ペンデュラム召喚したペンデュラムモンスターをチューナー扱いとすることでシンクロ召喚することもできるように変更された。ペンデュラム効果はレベルに関係なく自分フィールドのすべてのペンデュラムモンスターに対してになり、攻撃力が下がるタイミングがダメージステップ終了時になった。モンスター効果は新たにペンデュラム召喚したペンデュラムモンスターをチューナーとしてシンクロ召喚に成功した場合、墓地のカード1枚を手札に加える効果と、このカードが戦闘で相手モンスターを破壊した時に相手のライフポイントを半分にする効果が追加された。

幻影騎士団（ファントム・ナイツ）
ユートの使用するモンスター群。青白い魂が装束や鎧兜を纏って、ゲームや漫画に登場する亡霊戦士のような姿をしているカテゴリ。
属するモンスターは闇属性・戦士族で統一されており、ブーツやローブなど中世騎士の防具類の名前を持っている。
ハートランド以降はユートの意識が強くなり、遊矢のデッキにユートのカードが投入されること、あるいは遊矢自身がユートのデッキを使用する機会が増える。
OCGではモンスター、魔法、罠共に墓地とフィールドでそれぞれ効果を発揮する特殊なカテゴリとなっている。
また漫画版では「幻影騎士団シャドーベイル」を参照に、罠モンスターのカテゴリとして使用される。
SR(スピードロイド)
ユーゴの使用するモンスター群。デッキ、墓地からの特殊召喚を行うカテゴリで、墓地や手札で効果を発動するモンスターも存在する。OCGではカタカナで表記されている。
上位種のシンクロモンスターに「HSR（ハイスピードロイド）」が存在する。
属するモンスターは風属性・機械族で統一されており、昔の玩具や遊びをモチーフにした姿と名前をしている。アカデミアとの戦いに突入してからは駄菓子屋に売っているようなおまけ付きのお菓子や遊びをモチーフにしたモンスターも登場した。
アカデミアでユーリと交戦した時に持ち主のユーゴが暴走、彼のデッキも遊矢と同様にズァークの影響を受けたのか「SR アクマグネ」や「SR ビードロドクロ」など、悪魔を彷彿させるようなモンスターが登場した。
捕食植物（プレデター・プランツ）
ユーリの使用するモンスター群。食虫植物をモチーフとしたカテゴリ。
属するモンスターは闇属性・植物族で統一されており捕食カウンターを用いた攻撃力やレベルの変動、全体攻撃を主眼に置いている。
ユーリがユーゴを吸収した後はズァークの力の影響を受けてチューナーモンスターも追加された。

### レイの分身達の使用カテゴリ
それぞれが自分のいる次元の召喚方法を軸にしている。ただし、幻奏のみ融合が、月光のみペンデュラムモンスターが含まれている。
花鳥風月がモデルとなっており、幻奏が「花」、LLが「鳥」、WWが「風」、月光が「月」に当てはまっている。
プロフェッサーがズァークを封じるために作った自然界の力を持つ魔法カードから派生したものであり、ブレスレットもそれに沿った形状をしている。
幻奏（げんそう）
柊柚子が使用するモンスター群。攻撃力や特殊召喚に関係する効果を持つモンスターが多い。
属するモンスターは光属性・天使族で統一されており、後に融合モンスターも加わる。現在「音女」「音姫」「歌姫」「華歌聖」が存在する。
モンスターの名前は音楽の種類、上級モンスターや融合モンスターは作曲家の名前をモチーフにしたモンスターが多く、サポート用の魔法、罠も音楽の固有名詞の物が存在する。
レイがズァークを封じるために用いた魔法カード「エン・フラワーズ」の力を持つ。
月光（ムーンライト）
セレナが使用するモンスター群。攻撃的な効果を持つモンスターが多い。セレナのランサーズ加入後はペンデュラムモンスターも加わる。
属するモンスターは普通のモンスターカードは闇属性・獣戦士族、ペンデュラムモンスターカードは光属性・獣戦士族で統一されており、融合召喚を行う。また、融合モンスターを融合素材に指定したモンスターも存在する。
モンスターの名前は「月光＋色の名前＋動物の名前」の命名則がある。ただしペンデュラムモンスターには色の名前が付かない。融合モンスターは猫科の動物がモチーフとなっており、サポート用の魔法、罠は月に関係する物が存在する。
レイがズァークを封じるために用いた魔法カード「エン・ムーン」の力を持つ。
WW（ウィンド・ウィッチ）
リンが使用するモンスター群。効果ダメージを軸にしたモンスターが多く、シティにいた頃から使用していたカテゴリである。
属するモンスターは風属性・魔法使い族で統一されており、シンクロモンスター以外にもアカデミアに洗脳されてからは融合モンスターも投入されている。
「ベル」という名前に雪や氷に関する名前を冠詞としているモンスターが多い。
レイがズァークを封じるために用いた魔法カード「エン・ウィンズ」の力を持つ。
LL（リリカル・ルスキニア）
瑠璃が使用するモンスター群。RRと同じ鳥獣族のカテゴリであり、こちらは低ランクを軸にしており、RRと同じく特殊召喚による大量展開からのエクシーズ召喚を行う。
属するモンスターは風属性・鳥獣族で統一されており、WWと同様にアカデミアに洗脳されてからは融合モンスターも投入されている。
モンスターの名前は雀などの小鳥に分類される鳥類がモチーフとなっている。
レイがズァークを封じるために用いた魔法カード「エン・バーズ」の力を持つ。

### ランサーズの使用カテゴリ
赤馬零児が選んだデュエリスト達が使用するカテゴリ。沢渡の魔界劇団以外は物語開始当初から彼らが所有していたカテゴリであり、DD以外はペンデュラムモンスターが存在しなかった。しかし、ランサーズ結成後はペンデュラムモンスターが投入されるようになる。
DD（ディーディー）/DDD（ディーディーディー）
赤馬零児が使用するモンスター群。融合・シンクロ・エクシーズ・ペンデュラムモンスターの四種を擁するカテゴリ。零児曰く「ディファレント・ディメンション・デーモン」の略。
属するモンスターは悪魔族で統一されており、エクストラデッキに用意されているモンスターを除いて闇属性である。専用のサポートとして自分のターンのスタンバイフェイズごとに1000ポイントのダメージを受ける「契約書」と名のついた魔法、罠が存在する他、会社経営に繋がる用語を絡めたカードが存在する。
次元戦争を知る以前の零児のデッキには融合、シンクロ、エクシーズが存在せず、父の野望を知った後に残された別次元の研究データから融合、シンクロ、エクシーズのカードを開発、投入しているが、プロデュエリスト合格以降も含め、表舞台では融合、シンクロ、エクシーズを使用していない。
零児はこのカテゴリを使用した連続召喚を最も得意としており、融合モンスターの「DDD 烈火王テムジン」、シンクロモンスターの「DDD 疾風王アレクサンダー」、エクシーズモンスターの「DDD 怒濤王シーザー」の三体を一ターンに全て召喚するという離れ業を度々見せている。ズァークとの決戦ではこの三体の進化体「DDD 烈火大王エグゼクティブ・テムジン」、「DDD 疾風大王エグゼクティブ・アレクサンダー」、「DDD 怒濤大王エグゼクティブ・シーザー」を召喚した。ズァークから遊矢を呼び戻すことに成功するも、その代償に零羅が幼児化し笑顔が無くなった。零羅を笑顔にする為に、遊矢とに対決を申し出る。四天の竜を操る遊矢に対して零児は物語の当初から使用していた「DDD死偉王ヘル・アーマゲドン」を融合、シンクロ、エクシーズ各種で強化し、「DDD超死偉王ハープリッシュ・ヘル・アーマゲドン」、「DDD超死偉王ダークネス・ヘル・アーマゲドン」、「DDD超死偉王ホワイテスト・ヘル・アーマゲドン」を連続召喚し、遊矢を追い詰める。
DDDの名前の法則は、融合、シンクロ、エクシーズであれば伝説上あるいは実在の王・皇帝・英雄の名を冠したモンスター、星の数が7以上のペンデュラムモンスターは称号が会社の役職との掛詞になっており、後半部分は神話上の事件をモチーフにした2単語が主となっている。
DDの名前および姿は伝説、神話に登場する怪物などがモチーフになっている。
前作ZEXAL以降からOCG化された後でもカードの効果は基本変更されないが、このカテゴリ関係のカードは2回目以降はOCGと同じテキストに修正されている。また、「DD ケルベロス」等当初はペンデュラムモンスターでなかったカードも再登場後はペンデュラムモンスターとなっている。
超重武者(ちょうじゅうむしゃ)
権現坂昇が使用するモンスター群。自身のデュエルスタイル「不動のデュエル」を体現するカテゴリ。
属するモンスターは機械族で統一されており、シンクロ召喚も扱う。
カードの大半が墓地に魔法・罠カードがないことを効果の発動条件としているため権現坂はデッキを【フルモンスター】型にしており、アクションカードも一切使用しない。
装備魔法や罠カードのようなサポート特性を持つ「超重武者装瑠」と名の付くモンスターが存在する。ペンデュラムモンスターは「超重輝将」と名が付き、シンクロモンスターは「超重武者」とは付いていないが、「超重武者」として扱うという効果を持つ。
名前の法則は江戸時代の役職や精神の最期の文字が数字やアルファベットを使用した言葉遊びになっている。
シンクロ召喚の口上の際権現坂はデュエルフィールドを「戦場（いくさば）」と述べ、フィールドによって戦場の部分の口上を変えている。
RR（レイド・ラプターズ）
黒咲隼が使用するモンスター群。名前の通り、機械的な体をしている猛禽類のカテゴリ。
属するモンスターは闇属性・鳥獣族で統一されており、エクシーズ召喚を行う。現在「レイニアス」「ファルコン」「ストリクス」「ヴァルチャー」「イーグル」が存在する。また複数枚の専用「RUM(ランクアップマジック)」を持つ。
一部の上級RRモンスターには攻撃や効果発動する際にも口上を述べる事がある。特に75話の「RR-サテライト・キャノン・ファルコン」のモンスター効果では怒りや恨みの想いを一発一発口上に込めていった。
Em（エンタメイジ）
デニス・マックフィールドが使用するモンスター群。効果ダメージに関する効果を持つモンスターが多い。
属するモンスターは魔法使い族で統一されており、エクシーズ召喚を主眼とした構築だが、融合次元に送還された後はエースの「Emトラピーズ・マジシャン」の相棒に当たる融合モンスター「Emトラピーズ・フォース・ウィッチ」を用いるようになる。
名前の法則はエンタテイナーを自負するデニスのスタイル通り、サーカスや大道芸、マジックショーで行われる演目がモチーフになっている。2016年10月時点で未OCG化のカードが10種類を超えており、主要人物の使用カテゴリとしては珍しい。
黄昏の忍者（たそがれのにんじゃ）
風魔月影が使用するモンスター群。特殊召喚や攻撃の遮断を得意とする。
「忍者」自体はOCGにおいては古参のカテゴリであり、属するモンスターは戦士族で統一されている。主に墓地からの特殊召喚やアドバンス召喚を行う。
OCGにおいて「忍法」と名のつく「魔法」、「罠」によるサポートを行うようにこちらでは通常の「忍法」以外に「幻影忍法」、「結界忍法」など細かく存在する。
CC（シーシー）/CCC（シーシーシー）
赤馬零羅が使用するモンスター群。相手のモンスターの攻撃力や属性のコピーを得意とする。
零児のDDD同様にCCCは融合、シンクロ、エクシーズの3つの召喚方法を擁するカテゴリであり、融合モンスターは「武融化身」、シンクロモンスターは「撃調化身」、エクシーズモンスターは「鎧重化身」と呼ばれている。
相手の属性に応じてそれぞれエクストラデッキのモンスターも異なっており、基本的にやや相手頼みの傾向が強く、零羅の当初の心境を再現している。
魔界劇団（まかいげきだん）
沢渡シンゴが使用するモンスター群。劇団の名前通り攻撃力の増減などトリッキーな効果が多い。
妖仙獣同様ペンデュラム召喚に特化したカテゴリであり、専用のサポート魔法、罠に「魔界台本」や「魔界大道具」が存在する。
属するモンスターの名前も「スター」や「ヒロイン」など演劇用語のもので統一されている。

### エクシーズ次元の住人の使用カテゴリ
光波（サイファー）／銀河眼（ギャラクシーアイズ）
カイトの使用カテゴリ。メインデッキは光属性。光波は同名モンスターが2体以上いることで真価を発揮するカードが多く、銀河眼は前身の『遊☆戯☆王ZEXAL』から引き続き使用している。OCGではどちらもカタカナで表記されている。
銀河眼の光波竜
- 分類：エクシーズ・効果モンスター
- ランク：8
- 属性：光
- 種族：ドラゴン族
- 攻撃力：3000
- 守備力：2500

カイトのエースモンスター。ZEXALに登場した「銀河眼の光子竜（ギャラクシーアイズ・フォトン・ドラゴン）」に酷似した姿をしており、エクストラデッキに複数投入している。
1ターンに1度エクシーズ素材を1つ取り除く事で、相手モンスターの効果を無効にして、そのコントロールを得、さらにそのモンスターを「銀河眼の光波竜」として扱い、攻撃力を同じにする効果を持つが、そのモンスターは直接攻撃できなくなるデメリットもある。
エクシーズ召喚時の台詞は「闇に輝く銀河よ。復讐の鬼神に宿りて我がしもべとなれ！エクシーズ召喚！降臨せよ！ランク8！銀河眼の光波竜！」。
攻撃名は「殲滅のサイファー・ストリーム」、効果名は「サイファー・プロジェクション」。
OCGでは、攻撃力は3000に固定され、このカード以外直接攻撃ができなくなっている。
超銀河眼の光波龍
- 分類：エクシーズ・効果モンスター
- ランク：9
- 属性：光
- 種族：ドラゴン族
- 攻撃力：4500
- 守備力：3000

「銀河眼の光波竜」の進化形態。ZEXALに登場した「超銀河眼（ネオ・ギャラクシーアイズ）」同様に首が3つ存在する。初登場はカイトが使用した「RUM-光波昇華（サイファーアセンション）」でランクアップ・エクシーズチェンジして召喚される。
銀河眼の光波竜を素材としている場合1ターンに1度エクシーズ素材をすべて取り除く事で、相手モンスター全ての効果を無効にして、そのコントロールを可能な限り得、さらにそのモンスターを「超銀河眼の光波龍」として扱い、攻撃力を同じにする効果を持つが、進化前同様奪ったモンスターは直接攻撃できなくなるデメリットがある。またフィールドから離れると、奪ったモンスターは元々の持ち主に戻る。
エクシーズ召喚時の台詞は「ランクアップ・エクシーズチェンジ！闇に輝く銀河よ。永久に変わらぬ光放ち、未来を照らす道しるべとなれ！降臨せよ！ランク9！超銀河眼の光波龍！」。
攻撃名は「戦慄のサイファー・ストリーム」、「銀河眼の光波竜」との同時攻撃名は「撃滅のダブルサイファー・ストリーム」、効果名は「サイファー・スーパー・プロジェクション」。

### アカデミアの使用カテゴリ
デストーイ・ユニット
紫雲院素良の使用カテゴリである「ファーニマル」・「エッジインプ」・「デストーイ」3つの総称。アニメではこの言葉は登場せずVJ漫画発信。「ファーニマル」と「エッジインプ」を融合素材として「デストーイ」融合モンスターの融合召喚し、相手を倒す事を主戦術としている。
「ファーニマル」は動物のぬいぐるみをモチーフにした地属性・天使族、「エッジインプ」はハサミや鎖をモチーフとした闇属性・悪魔族、同じ闇属性・悪魔族の「デストーイ」は「ファーニマル」に「エッジインプ」が突き刺さったような姿をしており、幼い子供が見るたびに泣き出すほどグロテスクな姿をしている。
専用サポートの魔法、罠の他に「エッジインプ」には「デストーイ」扱いされるモンスターが存在する。
古代の機械（アンティーク・ギア）
「遊戯王デュエルモンスターズGX」でクロノス・デ・メディチが使用した地属性・機械族のカテゴリ。攻撃時に相手の魔法、罠の発動を制限する効果を持つモンスターが主に存在する。
本作ではアカデミアの戦士が主に使用し、正体を明かしたデニス・マックフィールドやジャン・ミシェル・ロジェもこのカテゴリを使用する。
獣闘機（ビーストボーグ）
バレットの使用カテゴリ。「漆黒の」と名の付く獣戦士族と「センチネル」と名の付く機械族を融合素材とする融合モンスターのカテゴリで、融合素材となるモンスターにこのカテゴリ名が付くモンスターは無い。
戦闘破壊されたとき、融合素材となったモンスター2体を墓地から特殊召喚する共通の効果を持つ。
本人いわく勲章は戦士の名誉の証であり、デュエルでは「獣闘機勲章(じゅうとうきくんしょう)」と名の付く専用の罠カードを使用する。
サイバー・エンジェル
天上院明日香の使用カテゴリ。属するモンスターは今現在すべて儀式モンスターであり、前身の遊戯王デュエルモンスターズGXから引き継がれて使用されている。属する儀式モンスターは全て宗教上の神の名前が着けられている。
D-HERO（デステニー・ヒーロー）
エド・フェニックスの使用カテゴリ。前身の遊戯王デュエルモンスターズGXから引き継がれて使用されている。展開の補助や相手モンスターの弱体化など様々な効果を有する。
GXでは見せなかった融合モンスターも今作から投入されている。名前には一部を除いてDで始まる英単語の下にガイが着けられており、GXではイギリスのイメージが強いモンスターであったが、今作ではアメコミヒーローをイメージしたモンスターも登場。
サポート用の魔法、罠は今作から攻撃力の変化や融合用のカードも追加されており、GXで主に登場したモンスターがイラストに描かれている。
D-HERO ディストピアガイ
- 分類：融合・効果モンスター
- レベル：8
- 属性：闇
- 種族：戦士族
- 攻撃力：2800
- 守備力：2400

エド・フェニックスのエースモンスター。ARC-Vにおけるエドのデュエルで毎回使用されている。このカードの上位種に「D-HERO ダスクユートピアガイ」が存在する。
融合素材に「D-HERO」モンスター2体を指定している。このカードが特殊召喚に成功したとき自分の墓地のレベル4以下の「D-HERO」モンスター1体の攻撃力分のダメージを相手に与える効果と、このカードの攻撃力が元々の攻撃力と異なる場合、フィールドのカード1枚を対象にして破壊する効果と2つの効果を持つ。
融合召喚時の台詞は「〜よ！今一つとなりて暗黒の未来に君臨せよ！融合召喚！カモン！D-HERO ディストピアガイ！」。
攻撃名は「ディストピアブロー」、ダメージを与える効果名は「スクイズ・パーム」、カードを破壊する効果名は「ノーブルジャスティス」。

アマゾネス
タイラー姉妹の使用カテゴリ。原作で孔雀舞が、「遊戯王デュエルモンスターズGX」でセブンスターズのタニヤが使用した「忍者」と同様に古参の地属性・戦士族のカテゴリ。カード名は「剣士」や「格闘戦士」といった武術関連の名称が主。基本的な攻撃力は低いが、攻撃の規制や戦闘破壊の耐性を始め多種多様な効果を持つ。サポート用の魔法、罠も呪術師や弩弓隊といった原始的な観念をモチーフにしたカードが多い。
本作からは融合モンスターを始め様々なモンスターが登場する。
剣闘獣（グラディアルビースト）
バトル・ビーストやサンダースの使用カテゴリ。OCG先行カテゴリーだったが、10年の時を経てアニメにて使用者が登場する。
メインデッキ内のモンスターはOCG先行登場したカードを使用するが、エクストラデッキの融合モンスターや魔法・罠カードはアニメオリジナルカードを使用している。

### シンクロ次元の住人の使用カテゴリ
レッド／リゾネーター
ジャック・アトラスの使用カテゴリ。メインデッキは炎属性・悪魔族、シンクロモンスターはドラゴン族となっている。チューナーカテゴリのリゾネーターは前身の遊戯王5D'sから引き継がれて使用されている。OCGで「レッド」というカテゴリは存在せず、炎属性・悪魔族に対する等の効果に変更されている。
レッド・デーモンズ・ドラゴン・スカーライト
- 分類：シンクロ・効果モンスター
- レベル：8
- 属性：闇
- 種族：ドラゴン族
- 攻撃力：3000
- 守備力：2500

ジャック・アトラスのエースモンスター。スカー(傷)の名の通り、全身傷だらけで、右腕に刻まれた傷のようなものが発光しており、右角も折れている。
1ターンに1度、このカード以外のこのカードの攻撃力以下の攻撃力を持つ特殊召喚されたモンスターを全て破壊し、その後、この効果で破壊したモンスターの数×500ダメージを相手に与える効果を持つ。
シンクロ召喚時の台詞は「王者の咆哮、今天地を揺るがす。唯一無二なる覇者の力をその身に刻むがいい！シンクロ召喚！荒ぶる魂、レッド・デーモンズ・ドラゴン・スカーライト！」。
攻撃名は「灼熱のクリムゾン・ヘル・バーニング」、効果名は「アブソリュート・パワー・フレイム」。
OCGでは、効果モンスターのみに適用され、さらにフィールド、墓地にある間はカード名を「レッド・デーモンズ・ドラゴン」として扱えるようになった。
レッド・デーモンズ・ドラゴン・タイラント
- 分類：シンクロ・効果モンスター
- レベル：10
- 属性：闇
- 種族：ドラゴン族
- 攻撃力：3500
- 守備力：3000

「レッド・デーモンズ・ドラゴン・スカーライト」の強化形態。ダブルチューニングによって召喚されたモンスター。
1ターンに1度、このカード以外の全てのカードを破壊する効果と、このカードの攻撃時に発動した魔法カードを無効にして破壊して、攻撃力を500ポイントアップする効果と、2つの効果を持つ。
シンクロ召喚時の台詞は「王者と悪魔、今ここに交わる。赤き竜の魂に触れ、天地創造の雄たけびをあげよ！シンクロ召喚！現れろ！レベル10、レッド・デーモンズ・ドラゴン・タイラント！」。
攻撃名は「獄炎のクリムゾンヘルタイド」、効果名は「アブソリュート・パワー・インフェルノ」。

BF（ブラックフェザー）
クロウ・ホーガンの使用カテゴリ。前身の遊戯王5D'sから引き継がれて使用されている。
本作では新たに「A BF（アサルト・ブラックフェザー）」といったカードを使用し、一枚の例外を除いてメインデッキに「BF」、エクストラデッキに「A BF」と分けている。
「A BF」の名前の法則は「天候の二つ名(主に雨に関する天候)＋武器の名前(主に刀剣に関する名前)」になっている。
A BF－ 驟雨のライキリ
- 分類：シンクロ・効果モンスター
- レベル：7
- 属性：闇
- 種族：鳥獣族
- 攻撃力：2600
- 守備力：2000

クロウ・ホーガンのエースモンスター。ARC-Vにおけるクロウのデュエルで毎回使用されている。
シンクロ素材に「BF」を使用した際、チューナーとしても扱うことができ、1ターンに1度、自信を含む「BF」の数まで相手フィールドのカードを破壊できるという2つの効果がある。
シンクロ召喚時の台詞は「漆黒の翼翻し、雷鳴と共に走れ！電光の斬撃！シンクロ召喚！降り注げ、A BF－驟雨のライキリ！」。

花札衛（カーディアン）
徳松長次郎の使用カテゴリ。花札を由来とするカテゴリ。
モンスター自体はレベル8や10と高レベルモンスターが多く、そのモンスター達をモンスター効果や魔法効果によりレベル2に変動させて、シンクロ召喚するのが主戦術。
シンクロモンスターの名前は花札の遊び方の1つ「花合わせ」で出来る役名が使われている。
B・F（ビー・フォース）
シンジ・ウェーバーの使用カテゴリ。蜂をモチーフにした風属性・昆虫族のカテゴリ。主要人物の使用カテゴリとしては初の昆虫族でもある。
シンジが目指す革命やコモンズの絆を象徴し、クロウのBF同様に戦闘補助を得意とする。カード名は攻撃の名称に武器の細かい名称が用いられているモンスターが主。シンクロチューナーも存在する。
ゴヨウ
セキュリティの使用する地属性・戦士族のシンクロモンスター群。モンスターのコントロール奪取が主であり、本作からは多数のシンクロモンスターが登場し、融合モンスターの「ゴヨウ・エンペラー」が最高の攻撃力を誇る。

## スタッフ
- 原作：高橋和希、スタジオ・ダイス（週刊少年ジャンプ）
- キャラクター原案：三好直人
- 監督：小野勝巳
- シリーズ構成：上代務
- デュエル構成：彦久保雅博
- キャラクターデザイン：横田明美、牧孝雄（第54話 - 第98話）
- 総作画監督：原憲一
- メインモンスターデザイン：反田誠二（第1話 - 第30話）
- モンスターデザイン：反田誠二（第31話 - ）、長森佳容、牧内ももこ（第1話 - 第30話）、高橋成世（第1話 - 第30話）
- コンセプトデザイン：宮崎真一
- プロップデザイン：牧内ももこ、こかいゆうじ、佐藤嘉洋（第54話 - 第55話）→佐藤よしひろ（第56話 - ）
- アニメオリジナルカードデザイン：長森佳容
- 総美術監督：中村隆（第50話 - 第84話）
- 美術監修：中村隆（第85話 - ）
- 美術監督：中村隆（第1話 - 第49話）、根本洋行（第50話 - ）
- 美術監督補佐：根本洋行（第31話 - 第49話）
- 色彩設定：箕輪綾美
- 撮影監督：赤沢賢二
- CGプロデュース：永田太
- CGディレクション：ラッキーピクチャーズ（第4話 - 第30話、第35話 - ）、上條嘉之、春日健一（第1話 - 第23話）
- 編集：楫野允史
- 音響監督：松岡裕紀
- 音楽：中川幸太郎
- 音楽協力：テレビ東京ミュージック
- 音楽制作協力：マーベラスAQL（第1話 - 第12話）→マーベラス（第13話 - ）
- 音声制作協力：神南スタジオ、長嶋篤史
- キャスティング協力：ネルケプランニング、新沼愛
- 企画：川崎由紀夫（テレビ東京）、波多野淳一
- アニメーションプロデューサー：杉村重郎（第1話 - 第21話）、西山雅尚（第1話 - 第57話）、河村義治（第58話 -）
- プロデューサー：佐々木亮（第1話）、松山進（第2話 - 第57話）、数野高輔（第58話 - ）（テレビ東京）、平山亜希子
- ゼネラルプロデューサー：実松照晃
- ナレーション：山路和弘
- アニメーション制作：ぎゃろっぷ
- 製作：テレビ東京、NAS

## 主題歌

### オープニングテーマ
1. 「Believe×Believe」（第1話 - 第30話）
作詞・作曲 - フジノタカフミ / 編曲 - MEG.ME / アーティスト - 超特急（SDR）
2. 「Burn![51]」（第31話 - 第49話、第148話）
作詞 - Kenji Kabashima / 作曲[52] - Kenji Kabashima/APAZZI / 編曲 - APAZZI / アーティスト - 超特急（SDR）
3. 「ハナテ[53]」（第50話 - 第75話）
作詞 - 稲村太佑 / 作曲 - 滝善充 / アーティスト - 劇団ナイアガラ[53]（マーベラス）
4. 「切り札[54]」（第76話 - 第98話[55]）
作詞 - 三島想平 / 作曲 - cinema staff / 編曲 - 江口亮、cinema staff / アーティスト - cinema staff[54]（PONY CANYON）
5. 「キボウノヒカリ[56]」（第99話[57] - 第124話）
作詞・作曲 - 前山田健一 / 編曲 - サイトウヨシヒロ / アーティスト - Unknown Number!!![58]（マーベラス）
6. 「Pendulum Beat![59]」（第125話 - 第147話）
作詞・編曲 - Yocke / 作曲 - 三村真也 / アーティスト - SUPER★DRAGON[60]（SDR）

### エンディングテーマ
1. 「One Step[61]」（第1話 - 第30話）
作詞 - 大森祥子 / 作曲 - 小野貴光 / 編曲 - 玉木千尋 / アーティスト - P☆Cute（マーベラスAQL→マーベラス）
2. 「Future fighter![51]」（第31話 - 第49話）
作詞・作曲 - フジノタカフミ / 編曲 - ハマサキユウジ / アーティスト - 榊遊矢×赤馬零児（マーベラス）
3. 「ARC of Smile![53]」（第50話 - 第75話）
作詞 - YUMIKO / 作曲 - mu-ray / 編曲 - Meis Clauson / アーティスト - BOYS AND MEN[54]（マーベラス）
4. 「Speaking[54]」（第76話 - 第98話[62] ）
作詞・作曲・編曲 - 大森元貴 / アーティスト - Mrs. GREEN APPLE[54]（ユニバーサルミュージック）
5. 「ビジョン[63]」（第100話 - 第124話）
作詞・作曲 - 三浦隆一 / 編曲・アーティスト - 空想委員会[63]（キングレコード）
6. 「疾走ペンデュラム[59]」（第125話 - 第147話）
作詞・作曲 - 本田光史郎 / 編曲 - 清水哲平 / アーティスト - M!LK[64]（SDR）

## 各話リスト
| 話数 | 放送日         | サブタイトル                                        | 脚本     | コンテ            | 演出                | 作画監督                                 | 制作協力                       |
| ---- | -------------- | --------------------------------------------------- | -------- | ----------------- | ------------------- | ---------------------------------------- | ------------------------------ |
| 1    | 2014年 4月6日  | 光の軌跡、ペンデュラム召喚                          | 上代務   | 小野勝巳          | 小野勝巳            | 蛯名秀和                                 | -                              |
| 2    | 4月13日        | 決闘最強進化系!! その名はアクションデュエル         | 上代務   | 高田昌宏 小野勝巳 | 武藤公春            | 川村裕哉                                 | -                              |
| 3    | 4月20日        | ダークタウン 奪われたペンデュラム召喚!!             | 新井輝   | 江上潔            | 児谷直樹            | 牧内ももこ                               | アニメーションプラネット       |
| 4    | 4月27日        | 一筋の希望!!ブロック・スパイダー                    | 新井輝   | 羽原久美子        | 古賀一臣            | 兒玉ひかる 小林一三 小笠原理恵 古谷梨絵  | MAP                            |
| 5    | 5月11日        | 弟子入り志願!? おかしなおっかけ「紫雲院素良」       | 雑破業   | 西本由紀夫        | 畠山茂樹            | 藤田正幸 重松晋一 千光士海登             | Studio Blanc.                  |
| 6    | 5月18日        | 無邪気な融合玩具 デストーイ・シザー・ベアー         | 雑破業   | ノーチェー・ヤギ  | 望月敬一郎          | 宍倉敏                                   | G&Gディレクション              |
| 7    | 5月25日        | 反旗の逆鱗 ダーク・リベリオン・エクシーズ・ドラゴン | 広田光毅 | 小野勝巳          | 山本隆太            | 君野敏                                   | エクラアニマル                 |
| 8    | 6月1日         | 遊勝塾の危機!!LDS襲来                               | 上代務   | 高田昌宏          | 高田昌宏            | 蛯名秀和                                 | -                              |
| 9    | 6月8日         | 星々の裁き エクシーズ使い「志島北斗」               | 広田光毅 | 須永司            | 浅見松雄            | 南伸一郎                                 | スタジオたま                   |
| 10   | 6月15日        | 秘石の騎士!融合使い「光津真澄」                     | 雑破業   | 羽原久美子        | 羽原久美子          | 牧内ももこ                               | アニメーションプラネット       |
| 11   | 6月22日        | 身剣一体!!シンクロ使い「刀堂刃」                    | 雑破業   | 西本由紀夫        | 児谷直樹            | 瀬谷新二                                 | 手塚プロダクション             |
| 12   | 6月29日        | DDD 異次元の王                                      | 上代務   | 須永司            | 畠山茂樹            | 藤田正幸 重松晋一 千光士海登 佐藤道雄    | Studio Blanc.                  |
| 13   | 7月6日         | 魔導賢者ガリレイ、ケプラー                          | 上代務   | 古賀一臣          | 武藤公春            | 川村裕哉                                 | -                              |
| 14   | 7月13日        | 熱血!!修造劇場                                      | 上代務   | 町谷俊輔          | 山本隆太            | 豊田暁子                                 | MAP                            |
| 15   | 7月20日        | 目指せジュニアユース選手権!!                        | 上代務   | 小野勝巳          | 望月敬一郎          | 宍倉敏                                   | G&Gディレクション              |
| 16   | 7月27日        | 天才料理人『茂古田未知夫』                          | 雑破業   | 高田昌宏          | 高田昌宏            | 蛯名秀和                                 | -                              |
| 17   | 8月3日         | 豪快披露!!満腹全席!                                 | 雑破業   | 須永司            | 児谷直樹            | 君野敏                                   | エクラアニマル                 |
| 18   | 8月10日        | 反逆の2つの影                                       | 上代務   | 茉田哲明          | 鴫野彰              | 岩井優器 Noh Gil-bo                      | アニメーションプラネット       |
| 19   | 8月17日        | 知識の宇宙!!九庵堂栄太                              | 広田光毅 | セトウケンジ      | 藤本義孝 山本隆太   | 網修次郎 南伸一郎                        | アモ                           |
| 20   | 8月24日        | 難問!?アタックデュエルクイズ!!                      | 広田光毅 | 須永司            | 畠山茂樹            | 藤田正幸 岡昭彦 坪田慎太郎 佐藤道雄      | Studio Blanc.                  |
| 21   | 8月31日        | ペンデュラムのその先に                              | 上代務   | 小野勝巳          | 茉田哲明            | Noh Gil-bo                               | -                              |
| 22   | 9月7日         | 占い少女 方中ミエル                                 | 雑破業   | 町谷俊輔          | 武藤公春            | 川村裕哉                                 | -                              |
| 23   | 9月14日        | 秘術の眼                                            | 雑破業   | セトウケンジ      | 望月敬一郎          | 宍倉敏                                   | G&Gディレクション              |
| 24   | 9月21日        | 反逆の翼 レイド・ラプターズ                         | 上代務   | 高田昌宏          | 高田昌宏            | 蛯名秀和                                 | -                              |
| 25   | 9月28日        | 不動の覚悟!!権現坂昇                                | 上代務   | 西本由紀夫        | 山本隆太            | 豊田暁子                                 | MAP                            |
| 26   | 10月5日        | 新たな地平 超重荒神スサノ－O                        | 上代務   | 片貝慎            | 鴫野彰              | 牧内ももこ 佐藤道雄 川口弘明             | アニメーションプラネット       |
| 27   | 10月12日       | 開幕!!舞網チャンピオンシップ                        | 広田光毅 | 町谷俊輔          | 前園文夫            | 君野敏                                   | エクラアニマル                 |
| 28   | 10月19日       | アユのエンタメ水族館                                | 雑破業   | 児谷直樹          | 畠山茂樹            | 飯飼一幸 佐藤道雄                        | Studio Blanc.                  |
| 29   | 10月26日       | 融合する音姫!                                       | 雑破業   | 小野勝巳          | 児谷直樹            | 網修次郎 南伸一郎                        | アモ                           |
| 30   | 11月2日        | 試される不動の心                                    | 上代務   | セトウケンジ      | 茉田哲明            | Noh Gil-bo                               | -                              |
| 31   | 11月9日        | 唸る旋風 妖仙ロスト・トルネード!                    | 広田光毅 | 西田正義          | 望月敬一郎          | 宍倉敏                                   | G&Gディレクション              |
| 32   | 11月16日       | 熱戦!エンタメデュエルショー!!                       | 広田光毅 | 町谷俊輔          | 武藤公春            | 川村裕哉                                 | -                              |
| 33   | 11月23日       | 未来都市ハートランド                                | 上代務   | 須永司            | 山本隆太            | 豊田暁子                                 | MAP                            |
| 34   | 11月30日       | 結合魔獣vs進化する隼                                | 上代務   | 高田昌宏          | 高田昌宏            | 蛯名秀和                                 | -                              |
| 35   | 12月14日       | アカデミアとレジスタンス                            | 上代務   | 佐藤雄三          | 浅利藤彰 大久保唯男 | こかいゆうじ 佐藤道雄 臼井美夫           | アニメーションプラネット       |
| 36   | 12月21日       | 共鳴する竜                                          | 上代務   | セトウケンジ      | 畠山茂樹            | 佐藤道雄 飯飼一幸 井前隆生               | Studio Blanc.                  |
| 37   | 12月28日       | 動き出す運命                                        | 上代務   | 小野勝巳          | 前園文夫            | 君野敏                                   | エクラアニマル                 |
| 38   | 2015年 1月11日 | 4つの次元                                           | 上代務   | 岩田和也          | 茉田哲明            | Noh Gil-bo                               | -                              |
| 39   | 1月18日        | 逆鱗の覚醒                                          | 田村竜   | 竹下健一          | 望月敬一郎          | 宍倉敏                                   | G&Gディレクション              |
| 40   | 1月25日        | アカデミアの戦士                                    | 田村竜   | 児谷直樹          | 児谷直樹            | Lee Sung-jin                             | UEC Cho Geum-nam               |
| 41   | 2月1日         | 野望の地 デュエルアカデミア                         | 上代務   | 須永司            | 武藤公春            | 川村裕哉                                 | -                              |
| 42   | 2月8日         | バトルロイヤル始動                                  | 田村竜   | セトウケンジ      | 宇根信也            | 飯田清貴                                 | スタジオコメット               |
| 43   | 2月15日        | 華麗なる留学生「デニス」                            | 田村竜   | 町谷俊輔          | 羽原久美子          | 牧内ももこ                               | テディー                       |
| 44   | 2月22日        | 紫雲院素良、襲来!!                                  | 田村竜   | いわたかずや      | 山本隆太            | 佐藤道雄 飯飼一幸                        | Studio Blanc.                  |
| 45   | 3月1日         | 相克と相生                                          | 田村竜   | 高田昌宏          | 高田昌宏            | 蛯名秀和                                 | -                              |
| 46   | 3月8日         | 反逆の覇王黒竜                                      | 上代務   | 児谷直樹          | 望月敬一郎          | 宍倉敏                                   | G&Gディレクション              |
| 47   | 3月15日        | 冷たい笑みのユーリ                                  | 上代務   | 町谷俊輔          | 前園文夫            | 君野敏                                   | エクラアニマル                 |
| 48   | 3月22日        | 手負いの隼                                          | 田村竜   | いわたかずや      | 布施康之            | Lee Sung-jin                             | UEC Cho Geum-nam               |
| 49   | 3月29日        | デュエルで笑顔を                                    | 田村竜   | 小野勝巳          | 武藤公春            | 川村裕哉                                 | -                              |
| 50   | 4月5日         | ランサーズ 選ばれた戦士                             | 上代務   | 西本由紀夫        | 羽原久美子          | 牧内ももこ                               | テディー                       |
| 51   | 4月12日        | 反旗を揚げろ オッドアイズ・リベリオン・ドラゴン     | 上代務   | セトウケンジ      | 宇根信也            | 鯉川慎平 飯田清貴                        | スタジオコメット               |
| 52   | 4月19日        | 蘇る伝説総長!!                                      | 上代務   | 須永司            | 山本隆太            | 佐藤道雄 飯飼一幸                        | Studio Blanc.                  |
| 53   | 4月26日        | 笑顔のデュエル「スマイル・ワールド」                | 上代務   | 須永司            | 望月敬一郎          | 宍倉敏                                   | G&Gディレクション              |
| 54   | 5月3日         | シンクロ次元「シティ」                              | 上代務   | 高田昌宏          | 高田昌宏            | 蛯名秀和                                 | -                              |
| 55   | 5月10日        | 治安の強制 デュエルチェイサーズ                     | 広田光毅 | 茉田哲明          | Lee Kap-min         | Lee Sung-jin                             | UEC Cho Geum-nam               |
| 56   | 5月17日        | セキュリティ完全包囲網!!                            | 春日康徳 | 須永司            | 前園文夫            | 君野敏                                   | エクラアニマル                 |
| 57   | 5月24日        | 黒い旋風 クロウ・ホーガン                           | 田村竜   | 児谷直樹          | 武藤公春            | 川村裕哉                                 | -                              |
| 58   | 5月31日        | 闇デュエルへの招待                                  | 上代務   | ながはまのりひこ  | ながはまのりひこ    | 長田絵里 KIM BOO-YOUNG                   | ゴンゾ                         |
| 59   | 6月7日         | 地下ライディング・デュエル                          | 広田光毅 | 須永司            | 布施康之            | Choe Byeong-hui Lee Sung-jin             | UEC Cho Geum-nam               |
| 60   | 6月14日        | 地獄の沙汰もカード次第                              | 広田光毅 | 町谷俊輔          | 望月敬一郎          | 宍倉敏                                   | G&Gディレクション              |
| 61   | 6月21日        | ドローを捨てた男                                    | 広田光毅 | 須永司            | 矢野孝典            | 飯飼一幸 相坂直紀 白石悟                 | Studio Blanc.                  |
| 62   | 6月28日        | 大エンタメデュエル大会!!                            | 田村竜   | 高田昌宏          | 高田昌宏            | 蛯名秀和                                 | -                              |
| 63   | 7月5日         | 捕獲者の王「ゴヨウ・キング」                        | 上代務   | 児谷直樹          | 湖山禎崇            | 君野敏                                   | エクラアニマル                 |
| 64   | 7月12日        | デュエルキング「ジャック・アトラス」                | 上代務   | 須永司            | 李カンミン          | Lee Sung-jin Choe Byeong-hui             | UEC Cho Geum-nam               |
| 65   | 7月19日        | 打ち砕かれたエンタメ                                | 上代務   | いわたかずや      | 武藤公春            | 川村裕哉                                 | -                              |
| 66   | 7月26日        | 開幕戦!!クロウvs権現坂                              | 福嶋幸典 | 高橋幸雄          | 高橋幸雄            | 長田絵里 上野卓志                        | ゴンゾ                         |
| 67   | 8月2日         | シティの光と影                                      | 上代務   | 児谷直樹          | 児谷直樹            | 小林一幸 井口忠一                        | -                              |
| 68   | 8月9日         | B・F一斉蜂起                                        | 田村竜   | 須永司            | 望月敬一郎          | 宍倉敏                                   | G&Gディレクション              |
| 69   | 8月16日        | 疾走するディーバ                                    | 広田光毅 | 茉田哲明          | 布施康之            | Lee Sung-jin Choe Byeong-hui             | UEC Cho Geum-nam               |
| 70   | 8月23日        | 届かぬ叫び                                          | 上代務   | 須永司            | 横田一平            | 門智昭 小島えり                          | BLADE                          |
| 71   | 8月30日        | 白銀の剣                                            | 広田光毅 | 西田章二          | 村田尚樹            | 飯飼一幸 白石悟                          | Studio Blanc.                  |
| 72   | 9月6日         | ドラゴン征伐!!ユーゴvs沢渡                          | 福嶋幸典 | 須永司            | 山本隆太            | 蛯名秀和                                 | -                              |
| 73   | 9月13日        | 地を這う敗北者たち                                  | 上代務   | 山本隆太          | 湖山禎崇            | 君野敏                                   | エクラアニマル                 |
| 74   | 9月20日        | 道化師の仮面                                        | 田村竜   | 須永司            | 李カンミン          | Lee Sung-jin Lee Seok-yoon               | UEC Cho Geum-nam               |
| 75   | 9月27日        | 反逆者の呪縛                                        | 田村竜   | 須永司            | 武藤公春            | 川村裕哉                                 | -                              |
| 76   | 10月4日        | キングス・ギャンビット                              | 上代務   | 児谷直樹          | 児谷直樹            | 井口忠一                                 | -                              |
| 77   | 10月11日       | 破壊の美学                                          | 広田光毅 | 高田昌宏          | 望月敬一郎          | 宍倉敏                                   | G&Gディレクション              |
| 78   | 10月18日       | 革命の嵐                                            | 福嶋幸典 | 西田章二          | 横田一平            | 門智昭 小島えり 馬場一樹                 | BLADE                          |
| 79   | 10月25日       | 覚醒する魔導剣士                                    | 福嶋幸典 | 児谷直樹          | 布施康之            | Lee Sung-jin Lee Seok-yun                | UEC Cho Geum-nam               |
| 80   | 11月1日        | 次元を越えた再会                                    | 上代務   | 高田昌宏          | 静雪月夜            | 山崎輝彦 Hwang Youngsik                  | ライジングフォース             |
| 81   | 11月8日        | それぞれの戦場                                      | 田村竜   | 山本隆太          | 山本隆太            | 蛯名秀和                                 | -                              |
| 82   | 11月15日       | 究極の隼vs黒羽の雷                                  | 田村竜   | 西田章二          | 湖山禎崇            | 君野敏                                   | エクラアニマル                 |
| 83   | 11月22日       | 師弟の絆                                            | 上代務   | 児谷直樹          | 髙橋純一            | 白石悟 飯飼一幸                          | Studio Blanc.                  |
| 84   | 11月29日       | 運命のダイスロール                                  | 広田光毅 | 高田昌宏          | 李カンミン          | Lee Sung-jin Lee Seok-yoon               | UEC Cho Geum-nam               |
| 85   | 12月13日       | 水晶の翼                                            | 広田光毅 | 須永司            | 望月敬一郎          | 宍倉敏                                   | G&Gディレクション              |
| 86   | 12月20日       | 怯まぬ決意                                          | 上代務   | 小野勝巳          | 高田昌宏            | 川村裕哉                                 | -                              |
| 87   | 12月27日       | 野獣の記憶                                          | 上代務   | 西田章二          | 横田一平            | 門智昭 小島えり 馬場一樹                 | BLADE                          |
| 88   | 2016年 1月10日 | 雷鳴の一撃!                                         | 上代務   | 児谷直樹          | 夕澄慶英            | 佐藤瑞基 山崎輝彦 Hwang・Young Sik       | ライジングフォース             |
| 89   | 1月17日        | 強襲!オベリスク・フォース                           | 広田光毅 | 山本隆太          | 山本隆太            | 蛯名秀和 原憲一                          | -                              |
| 90   | 1月24日        | 革命の狼煙                                          | 田村竜   | 高田昌宏          | 布施康之            | Lee Sung-jin Lee Seok-yun                | MAIGHTY MAX MOVIE Cho Geum-nam |
| 91   | 1月31日        | めぐりあう運命                                      | 上代務   | 布施康之          | 湖山禎崇            | 君野敏                                   | エクラアニマル                 |
| 92   | 2月7日         | 悲運の再会                                          | 上代務   | 須永司            | 髙橋純一            | 白石悟 飯飼一幸                          | Studio Blanc.                  |
| 93   | 2月14日        | 破滅のデュエルマシン                                | 広田光毅 | 西田章二          | 望月敬一郎          | 宍倉敏                                   | G&Gディレクション              |
| 94   | 2月21日        | 魂を刻んだ右腕                                      | 広田光毅 | 小野勝巳          | 武藤公春            | 川村裕哉                                 | -                              |
| 95   | 2月28日        | 己の信じるデュエル                                  | 上代務   | 児谷直樹          | 李カンミン          | Lee Sung-jin Lee Seok-yoon               | MAIGHTY MAX MOVIE Cho Geum-nam |
| 96   | 3月13日        | 借り物の言葉                                        | 上代務   | 高田昌宏          | 横田一平            | 門智昭 馬場一樹                          | BLADE                          |
| 97   | 3月20日        | 気高き超魔導剣士                                    | 上代務   | 山本隆太          | 夕澄慶英            | 山崎輝彦 佐藤瑞基                        | ライジングフォース             |
| 98   | 3月27日        | ひとつの道へ                                        | 上代務   | 小野勝巳          | 児谷直樹            | 蛯名秀和 原憲一                          | -                              |
| 99   | 4月3日         | 永遠のデュエル                                      | 上代務   | 髙田昌宏          | 湖山禎崇            | 君野敏                                   | エクラアニマル                 |
| 100  | 4月3日         | 絶望の都ハートランド                                | 田村竜   | 児谷直樹          | 布施康之            | Lee Sung-jin Lee Seok-yoon               | MIGHTY MAX MOVIE Cho Geum-nam  |
| 101  | 4月10日        | 銀河の眼                                            | 上代務   | 須永司            | 髙橋純一            | 重松晋一 飯飼一幸                        | Studio Blanc.                  |
| 102  | 4月24日        | 非情の狩人                                          | 上代務   | 須永司            | 望月敬一郎          | 宍倉敏                                   | G&Gディレクション              |
| 103  | 5月1日         | 華々しき機械天使                                    | 上代務   | 山本隆太          | 武藤公春 山本隆太   | 川村裕哉                                 | -                              |
| 104  | 5月8日         | 「D」の名を持つHERO                                 | 上代務   | 髙田昌宏          | 李カンミン          | Lee Sung-jin Lee Seok-yoon               | MIGHTY MAX MOVIE Cho Geum-nam  |
| 105  | 5月15日        | レジスタンスの絆                                    | 田村竜   | 須永司            | 横田一平            | 門智昭 徳倉栄一                          | BLADE                          |
| 106  | 5月22日        | アークエリア・プロジェクト                          | 上代務   | 西本由紀夫        | 夕澄慶英            | 山崎輝彦 長谷川一生 佐藤瑞基             | ライジングフォース             |
| 107  | 5月29日        | 決闘に飢えたアマゾネス                              | 上代務   | 児谷直樹          | 児谷直樹            | 蛯名秀和                                 | -                              |
| 108  | 6月5日         | アマゾネス・トラップ                                | 上代務   | 小野勝巳          | 湖山禎崇            | 君野敏                                   | エクラアニマル                 |
| 109  | 6月12日        | 戦場に果てる隼                                      | 上代務   | 須永司            | 布施康之            | Lee Sung-jin Lee Seok-yoon               | MIGHTY MAX MOVIE Cho Geum-nam  |
| 110  | 6月19日        | 破かれたスマイル・ワールド                          | 前川淳   | 髙田昌宏          | 望月敬一郎          | 宍倉敏                                   | G&Gディレクション              |
| 111  | 6月26日        | ペンデュラムハート                                  | 田村竜   | 山本隆太          | 山本隆太            | Noh Gil-bo                               | -                              |
| 112  | 7月3日         | 笑顔あふれる街へ                                    | 上代務   | 西本由紀夫        | 髙橋純一            | 重松晋一 飯飼一幸                        | Studio Blanc.                  |
| 113  | 7月10日        | 修羅の渇望                                          | 田村竜   | 髙田昌宏          | 武藤公春            | 川村裕哉                                 | -                              |
| 114  | 7月17日        | 闇に輝く超銀河                                      | 上代務   | 須永司            | 李カンミン          | Lee Sung-jin Lee Seok-yoon               | MIGTY MAX MOVIE Cho Geum-nam   |
| 115  | 7月24日        | 決闘海賊キャプテン・ソロ                            | 前川淳   | まつもとよしひさ  | 三家本泰美          | 山崎輝彦 長谷川一生 佐藤瑞基             | ライジングフォース             |
| 116  | 7月31日        | 太陽と月の守護者                                    | 前川淳   | 児谷直樹          | 児谷直樹            | 蛯名秀和                                 | -                              |
| 117  | 8月7日         | 牙をむく鈴の音                                      | 上代務   | 髙田昌宏          | 湖山禎崇            | 君野敏                                   | エクラアニマル                 |
| 118  | 8月14日        | サバイバル・デュエル                                | 上代務   | 西本由紀夫        | 布施康之            | Lee Sung-jin Lee Seok-yoon               | MIGHTY MAX MOVIE Cho Geum-nam  |
| 119  | 8月21日        | 闇に落ちた小鳥                                      | 前川淳   | 須永司            | 望月敬一郎          | 宍倉敏                                   | G&Gディレクション              |
| 120  | 8月28日        | バトル・ビースト                                    | 前川淳   | 山本隆太          | 山本隆太            | Noh Gil-bo                               | -                              |
| 121  | 9月4日         | 最凶の烙印                                          | 上代務   | 髙田昌宏          | 髙橋純一            | 飯飼一幸 藤原利恵                        | Studio Blanc.                  |
| 122  | 9月11日        | グローリー・オン・ジ・アカデミア!                   | 上代務   | 小野勝巳          | 武藤公春            | 川村裕哉                                 | -                              |
| 123  | 9月18日        | 栄光の機械竜                                        | 田村竜   | 髙田昌宏          | 李カンミン          | Lee Sung-jin Lee Seok-yoon               | MIGTY MAX MOVIE Cho Geum-nam   |
| 124  | 9月25日        | 蘇る幻影騎士団                                      | 前川淳   | まつもとよしひさ  | 三家本泰美          | 佐藤瑞基 長谷川一生 山崎輝彦             | ライジングフォース             |
| 125  | 10月2日        | 烈火の竜                                            | 前川淳   | 児谷直樹          | 児谷直樹            | 蛯名秀和                                 | -                              |
| 126  | 10月9日        | 悪魔が生まれた日                                    | 上代務   | 小野勝巳          | 湖山禎崇            | 君野敏                                   | エクラアニマル                 |
| 127  | 10月16日       | リバイバル・ゼロ                                    | 上代務   | 布施康之          | 布施康之            | Lee Sung-jin Kim Hye-jeong               | MIGHTY MAX MOVIE Cho Geum-nam  |
| 128  | 10月23日       | 決戦!精霊機巧軍                                     | 上代務   | 西田章二          | 望月敬一郎          | 宍倉敏                                   | G&Gディレクション              |
| 129  | 10月30日       | 覇王の片鱗                                          | 上代務   | 山本隆太          | 山本隆太            | Noh Gil-bo                               | -                              |
| 130  | 11月6日        | 欲深き猛毒龍                                        | 前川淳   | 須永司            | 髙橋純一            | 藤原利恵 飯飼一幸                        | Studio Blanc.                  |
| 131  | 11月13日       | 常闇に射す光                                        | 前川淳   | 髙田昌宏          | 武藤公春            | 川村裕哉                                 | -                              |
| 132  | 11月20日       | 稀代のエンターテイナー                              | 上代務   | ノーチェー・ヤギ  | 李カンミン          | Lee Sung-jin Kim Hye-jeong               | MIGHTY MAX MOVIE Cho Geum-nam  |
| 133  | 11月27日       | 輝かしきエンタメショー                              | 上代務   | 西田章二          | 三家本泰美          | 佐藤瑞基 長谷川一生 江原小百合           | ライジングフォース             |
| 134  | 12月11日       | 闇の誘惑                                            | 田村竜   | 髙田昌宏          | 湖山禎崇            | 君野敏                                   | エクラアニマル                 |
| 135  | 12月18日       | 揺れ動く次元                                        | 上代務   | 児谷直樹          | 児谷直樹            | 蛯名秀和 荏原裕子                        | -                              |
| 136  | 12月25日       | 覇王龍君臨                                          | 前川淳   | 布施康之          | 布施康之            | Lee Sung-jin Kim Hye-jeong               | MIGHTY MAX MOVIE Cho Geum-nam  |
| 137  | 2017年 1月8日  | 反逆の覇王卷竜                                      | 前川淳   | 西田章二          | 望月敬一郎          | 宍倉敏                                   | G&Gディレクション              |
| 138  | 1月15日        | 暗翼の竜                                            | 上代務   | 山本隆太          | 山本隆太            | Noh Gil-bo                               | -                              |
| 139  | 1月22日        | 闇に染まる眼                                        | 上代務   | 須永司            | 李カンミン          | Lee Sung-jin Kim Hye-jeong Lee Seok-yoon | MIGHTY MAX MOVIE Cho Geum-nam  |
| 140  | 1月29日        | 魂のペンデュラム                                    | 上代務   | 小野勝巳          | 武藤公春            | 川村裕哉                                 | -                              |
| 141  | 2月5日         | ジュニアユース選手権                                | 前川淳   | 髙田昌宏          | 三家本泰美          | 佐藤瑞基 長谷川一生 江原小百合           | ライジングフォース             |
| 142  | 2月12日        | あふれる記憶                                        | 前川淳   | ノーチェー・ヤギ  | 湖山禎崇            | 山科和佳菜 安倍麻衣子                    | エクラアニマル                 |
| 143  | 2月19日        | 覇王の魂                                            | 上代務   | 布施康之          | 布施康之            | Lee Sung-jin Kim Hye-jeong               | MIGHTY MAX MOVIE Cho Geum-nam  |
| 144  | 2月26日        | 呪われし機械仮面                                    | 田村竜   | 髙田昌宏          | 髙田昌宏            | 荏原裕子 横田明美                        | -                              |
| 145  | 3月5日         | 終わりなき反逆                                      | 前川淳   | ノーチェー・ヤギ  | 山本隆太            | Noh Gil-bo                               | -                              |
| 146  | 3月12日        | ディメンション・ハイウェイ                          | 上代務   | 山本隆太          | 李カンミン          | Lee Sung-jin Kim Hye-jeong               | MIGHTY MAX MOVIE Cho Geum-nam  |
| 147  | 3月19日        | 解き放たれたドラゴン                                | 上代務   | 小野勝巳          | 武藤公春            | 川村裕哉                                 | -                              |
| 148  | 3月26日        | ペンデュラムが描く奇跡                              | 上代務   | 小野勝巳          | 髙田昌宏            | 横田明美 荏原裕子                        | -                              |

- 2014年5月4日は、『第52回世界卓球選手権団体戦』のため休止（当初は放送予定だったが、同大会で日本チームが男女とも準決勝進出になったことを受けて急遽休止となり、5月11日に順延となった）。
- 2014年12月7日は、『柔道グランドスラム 最終日』のため休止。
- 2015年1月4日は、『男子ごはん 新春スペシャル』のため休止。
- 2015年12月6日は、『柔道グランドスラム 最終日』のため休止。
- 2016年1月3日は、『男子ごはん 新春スペシャル』のため休止。
- 2016年3月6日は、『第53回世界卓球選手権団体戦』のため休止（当初は放送予定だったが急遽休止となり、3月13日に順延となった）。
- 2016年4月17日は、劇場版『遊☆戯☆王』公開直前SP!永遠の好敵手 遊戯と海馬!の放送のため休止。
- 2016年12月4日は、『柔道グランドスラム 最終日』のため休止。
- 2017年1月1日は、『大食い世界一決定戦!』のため休止。

## 放送局
| 放送地域       | 放送局             | 放送期間                                                    | 放送日時                              | 放送系列              | 備考                                       | 字幕 |
| -------------- | ------------------ | ----------------------------------------------------------- | ------------------------------------- | --------------------- | ------------------------------------------ | ---- |
| 関東広域圏     | テレビ東京         | 2014年4月6日 - 2017年3月26日                                | 日曜 17:30 - 18:00                    | テレビ東京系列        | 製作局                                     | ○    |
| 北海道         | テレビ北海道       | 2014年4月6日 - 2017年3月26日                                | 日曜 17:30 - 18:00                    | テレビ東京系列        | 同時ネット                                 | ○    |
| 愛知県         | テレビ愛知         | 2014年4月6日 - 2017年3月26日                                | 日曜 17:30 - 18:00                    | テレビ東京系列        | 同時ネット                                 | ○    |
| 大阪府         | テレビ大阪         | 2014年4月6日 - 2017年3月26日                                | 日曜 17:30 - 18:00                    | テレビ東京系列        | 同時ネット                                 | ○    |
| 岡山県・香川県 | テレビせとうち     | 2014年4月6日 - 2017年3月26日                                | 日曜 17:30 - 18:00                    | テレビ東京系列        | 同時ネット                                 | ○    |
| 福岡県         | TVQ九州放送        | 2014年4月6日 - 2017年3月26日                                | 日曜 17:30 - 18:00                    | テレビ東京系列        | 同時ネット                                 | ○    |
| 日本全域       | BSジャパン         | 2014年4月11日 - 2017年3月31日                               | 金曜 17:27 - 18:00                    | テレビ東京系列 BS放送 | 『遊☆戯☆王デュエルアワー』第二部枠 5日遅れ | ×    |
| 奈良県         | 奈良テレビ         | 2014年6月10日 - 2017年4月11日                               | 火曜 7:30 - 7:59                      | 独立局                | 遅れネット                                 | ×    |
| 滋賀県         | びわ湖放送         | 2015年12月19日 - 2016年3月26日 2016年4月2日 - 2018年12月1日 | 土曜 5:55 - 6:25 土曜 5:50 - 6:20     | 独立局                | 遅れネット                                 | ×    |
| 日本全域       | ニコニコ生放送     | 2014年8月2日 -                                              | 土曜 18:00 - 18:30 土曜 21:00 - 21:30 | ネット配信            | 遅れネット                                 | ×    |
| 日本全域       | ニコニコチャンネル | 2014年8月2日 -                                              | 金曜 00:00 更新                       | ネット配信            | 1話と最新話は無料配信 それ以外は有料配信   | ×    |

## 漫画版

### 遊☆戯☆王ARC-V
『遊☆戯☆王ARC-V』（ゆうぎおうアーク・ファイブ）は『Vジャンプ』2015年10月号（2015年8月発売）から2019年6月号（2019年4月発売）まで連載された。
漫画は『遊☆戯☆王ARC-V』キャラクターデザイン原案、および漫画版『遊☆戯☆王ZEXAL』を担当した三好直人。
ストーリー構成は本作のTVシリーズには関わっていない、吉田伸が担当する。
過去の漫画版とは違い、今回はストーリー構成とは別途にデュエル構成担当者が用意されている。
『Vジャンプ』2014年7月号（2014年5月発売）に『Vジャンプ』創刊21周年記念として本作の特別読み切り漫画が掲載された。コミックスや単行本等には未収録。

榊遊矢と赤馬零児によるアクションデュエルが全19ページで描かれた。なお、こちらの読み切りは上記の連載版と違い、ストーリー担当の名前は記載されていない。
- 高橋和希/スタジオ・ダイス（原案・監修）、吉田伸（ストーリー）、三好直人（漫画）、彦久保雅博（デュエル構成） 『遊☆戯☆王ARC-V』 集英社〈ジャンプコミックス〉、全7巻
  1. 2016年4月4日発売[72]、ISBN 978-4-08-880611-2
  2. 2016年10月4日発売[73]、ISBN 978-4-08-880798-0
  3. 2017年4月4日発売[74]、ISBN 978-4-08-881058-4
  4. 2017年10月4日発売[75]、ISBN 978-4-08-881164-2
  5. 2018年4月4日発売[76]、ISBN 978-4-08-881450-6
  6. 2018年10月4日発売[77]、ISBN 978-4-08-881595-4
  7. 2019年4月4日発売[78]、ISBN 978-4-08-881812-2

### 遊☆戯☆王ARC-V 最強デュエリスト遊矢!!
『遊☆戯☆王ARC-V 最強デュエリスト遊矢!!』（ゆうぎおうアーク・ファイブ サイキョーデュエリストゆうや）は『最強ジャンプ』2015年5月号（2015年4月発売）から2017年9月号（2017年8月発売）まで連載された漫画。
漫画は『遊☆戯☆王 Dチーム・ゼアル』を担当した友永晃浩。
『遊☆戯☆王 Dチーム・ゼアル』同様、頭身がややデフォルメして描かれている。
- 友永晃浩（漫画）、協力：スタジオ・ダイス（協力） 『遊☆戯☆王ARC-V 最強デュエリスト遊矢!!』 集英社〈ジャンプコミックス〉、全2巻
  1. 2016年7月29日発売[79]、ISBN 978-4-08-880766-9
  2. 2017年10月4日発売[80]、ISBN 978-4-08-881219-9